# Rynek (Vratislav)
Rynek (polsky Rynek we Wrocławiu, německy Großer Ring in Breslau) je název hlavního náměstí ve Vratislavi, ve čtvrti Stare Miasto (Staré město). Nacházelo se zde jedno z největších středověkých tržišť v Evropě. Nyní je Rynek hlavní částí pěší zóny v centru města. Stojí na něm dvě největší radnice v Polsku (Stará radnice a Nová radnice). Vzhledem k obtížnosti určování hranic jednotlivých nemovitostí v následujících historických obdobích, zahrnuje často termín Rynek vývoj oblasti, jejíž hranice jsou ulice Ofiar Oświęcimskich, Szewska, Igielna a Kiełbaśnicza. Vlastní náměstí Rynek tvoří městskou dispozici se sousedícím náměstím Plac Solny na jihozápadním rohu a náměstím kolem kostela svaté Alžběty v severozápadním rohu. Na Rynek ústí deset ulic - dvě v každém rohu: ulice Świdnicka a Oławska na jihovýchodním rohu, ulice Wita Stwosza a Kuźnicza na severovýchodě, ulice Odrzańska a św. Mikołaja na severozápadě. Z náměstí Plac Solny vycházejí ulice Ruska a Eugeniusza Gepperta. Ulice Kurzy Targ prochází východní stranou a úzká ulice Więzienna severní stranou. Na jižní straně je Przejście św. Doroty měnící se v pokračující uličku Zaulek Jerzego Grotowského (dříve Ulice św. Doroty). Centrální část náměstí je obsazena blokem budov otočeným o 7° ve směru hodinových ručiček, který tvoří Stará radnice, Nová radnice a bytové domy. Ve vnitřní části této středové zástavby (v tak zvaném tretu), jsou tři uličky: Przejście Garncarskie, Przejście Żelaźnicze a Sukiennice. Napříč vedoucí ulička Zaułek Jerzego Grotowskiego pokračuje na jižní straně Rynku až do ulice Ofiar Oświęcimskich.

Znak města Vratislav

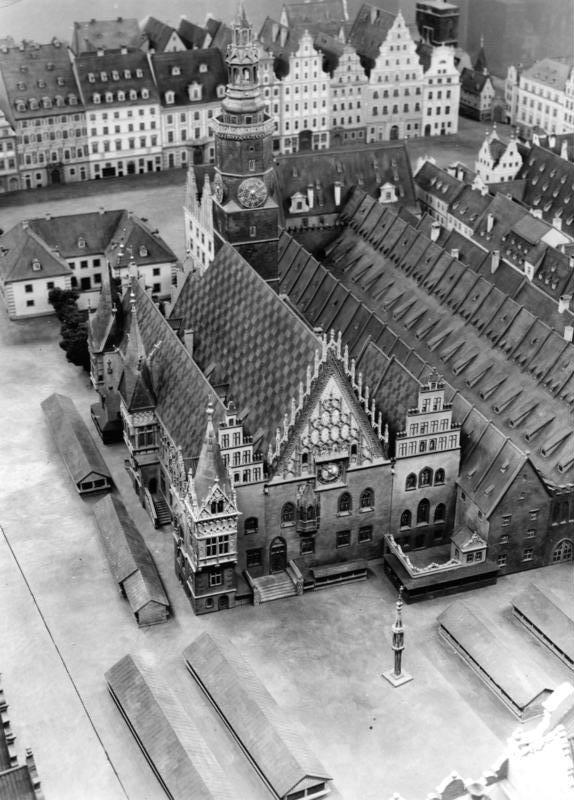
Model z roku 1930 – Stará radnice a tret (tržnice)
(Bundesarchiv B 145 Bild-P019968)

## Historie

### Poloha a původní parcelace Rynku
Poloha a uspořádání Rynku souvisí s nejranějším osídlením na levém břehu Odry v rámci současných hranic Vratislavi. Podle historika umění, Mariana Morelowského, stávala v první polovině 13. století, ještě než byla vymezena plocha Rynku, na tomto místě budova, kde se prodávalo plátno. Jerzy Hawrot zmiňuje stávající první levobřežní osídlení ve Vratislavi, táhnoucí se současnou ulicí Wita Stwosza, v úseku od kostela svatého Vojtěcha ke kostelu svaté Marie Magdalény. Druhá část osídlení se nacházela ve směru východ-západ a vedla přes ulice Wita Stwosza a św. Mikolaja. První lokaci města a jeho hlavního tržiště provedl kolem roku 1232 kníže Jindřich I. Bradatý.

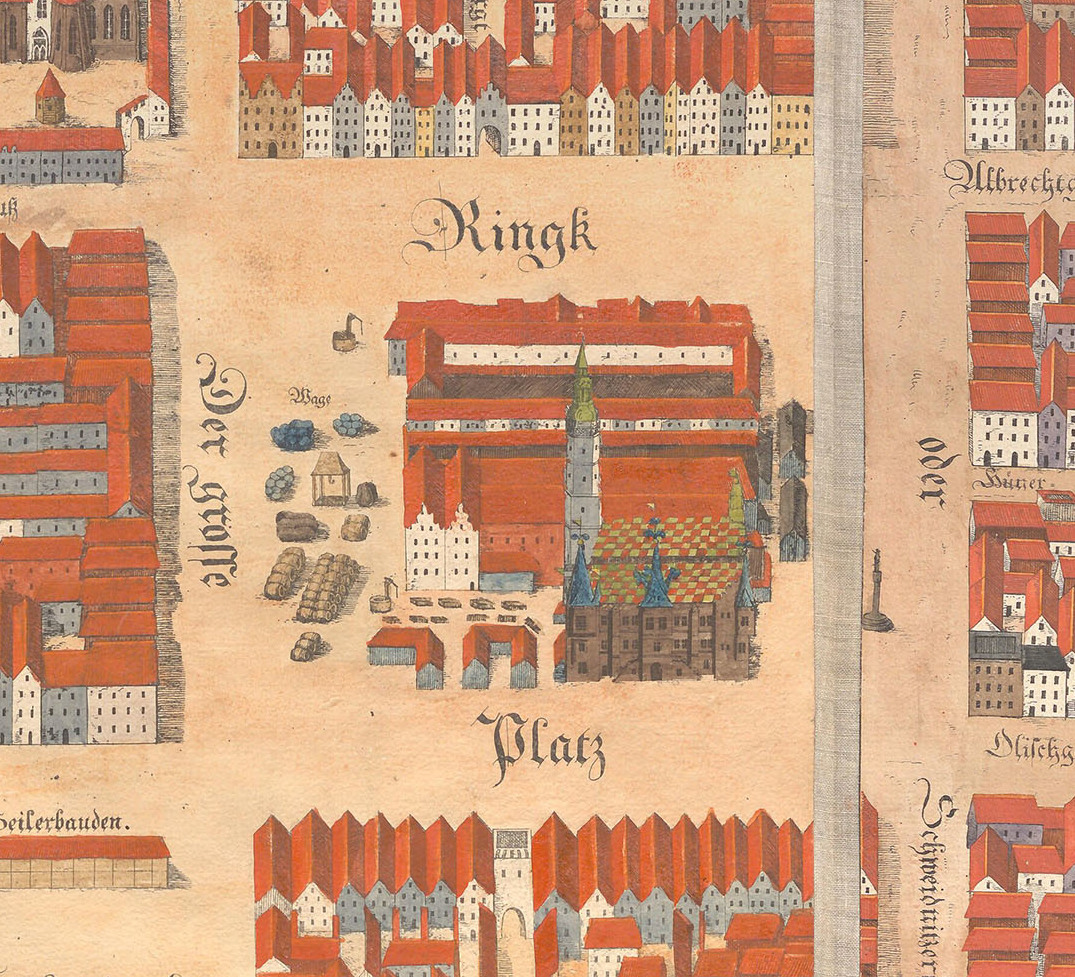
Rynek (1562)

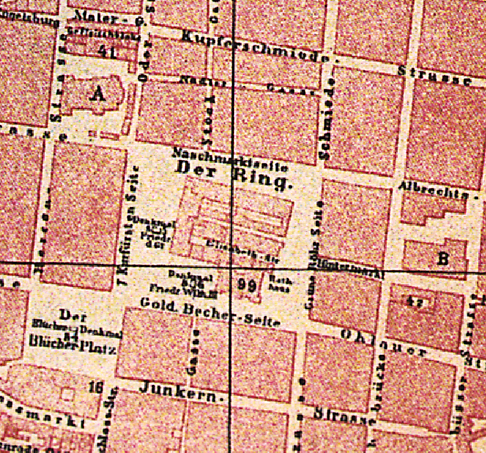
Rynek (1873)

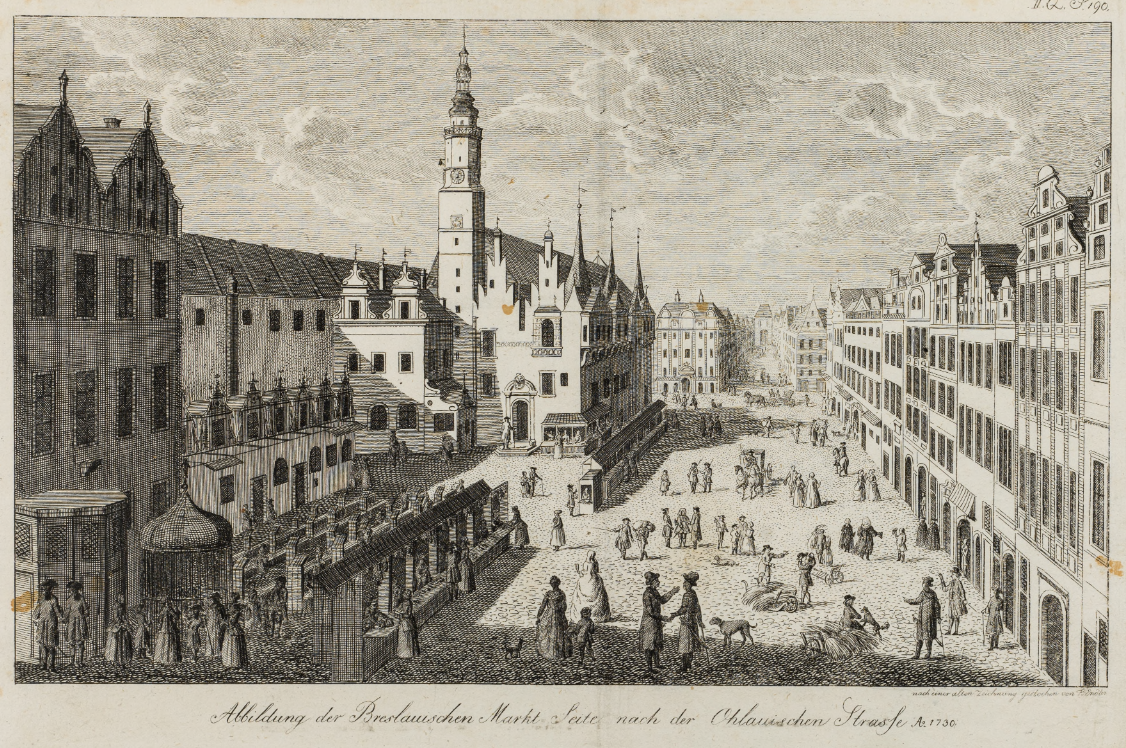
Rynek - západní strana (1805)

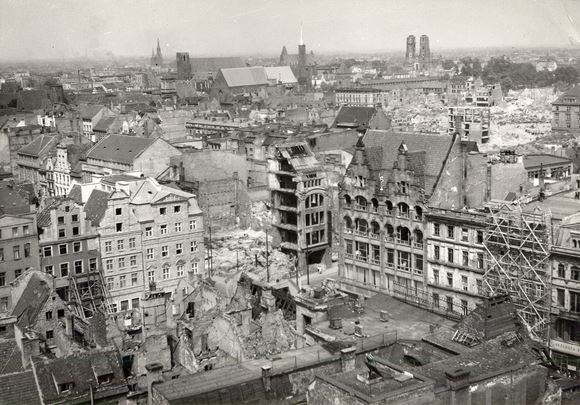
Rynek - severovýchodní roh (1950)

Druhá lokace proběhla mezi rokem 1241 a 11. březnem 1242 zásluhou Bolesława II. Lysého. Konečnou právní úpravu, která vytyčila rozlohu města a Rynku, provedl Jindřich III. se svým bratrem Władysławem v roce 1261.
Náměstí bylo vytyčeno na ploché terase, vzniklé erozí hornin v pleistocénu, kde jeho severní hranice byla vytyčena okrajem území zaplavovaného Odrou a jižní hranice byla dána mělkou prohlubní, kudy protékala voda při povodních. Tato terasa se nacházela ve výšce 117 m nad mořem a byla vyvýšena asi o 6,5 m nad hladinou Odry. Podle Małgorzaty Chorowské bylo náměstí orientováno souběžně s obchodní cestou Via Regia spojující Francii, Flandry, Porýní, střední Německo, jižní Polsko a Rus.

### Rozloha Rynku
Původně bylo vratislavské tržiště vymezeno jako obdélník se stranami 600 × 480 stop. I s šířkou přilehlých ulic 660 × 540 stop (každá ulice měla šířku 30 stop). V průběhu následujících staletí se tyto rozměry změnily. V současné době to je 204–206 × 169–170 m a celková plocha činí 3,64 ha. Rozdíly v délkách vyplývají ze změn na jižní a západní straně náměstí. Jižní strana je nyní o tři metry kratší. Tato „odchylka“ je dána západním úsekem od ulice Przejście św. Doroty na náměstí Plac Solny. V minulosti západní stěna nárožního domu č. 12 více vyčnívala směrem k dnešnímu náměstí Plac Solny. Podobná situace se odehrála na západním bloku, který je nyní o 2,7 m kratší než byla původní strana. Poslední dvě rohové, jižní parcely, na nichž se v současné době nachází administrativní budova Santander Bank Polska S.A. (2021), byly minimálně do roku 1550 nezastavěny, což mohlo mít za následek posun původní linie rozdělení parcel.
Pro stavbu měšťanských domů byly pozemky kolem náměstí rozděleny do třiceti šesti stejných parcel: po deseti na severní a jižní straně a po osmi na západní a východní straně. Každá parcela byla široká 60 stop (18,78 m) a dlouhá 120 stop (37,56 m) po kratší straně a 240 stop (75 m) po delší straně.
V publikaci Praga, Wrocław i Kraków Jerzy Piekalski rozdělil pozemky, dle jejich využití, do pěti zón:
- Zóna I: přední část pozemku, na kterém byl dům postaven, stavba byla podsklepena nebo zapuštěna do země a nejčastěji zabírala jen část čelní strany pozemku, časem zabrala celou jeho šířku, ale byl ponechán průjezd nebo průchod na zbytek pozemku;
- Zóna II: přístavby umístěné za hlavním domem - kuchyně, výrobní a skladovací prostory, řemeslné dílny - místnosti byly obvykle pět až sedm metrů dlouhé;
- Zóna III: zadní budovy s užitnými a obytnými funkcemi;
- Zóna IV: většinou studny a žumpy;
- Zóna V: zahradní zóna, ta se ale jen zřídka nacházela v centru města.[16]

Výše uvedené rozdělení nebylo konstantní a jednotlivé zóny a jejich prvky se měnily. Paweł Konczewski zjednodušil dělení pozemku na tři části: čelní budova, dvorní zóna domu a hospodářsko-skladová zóna.
Až do 19. století pozemky podléhaly různým změnám, bývaly děleny na menší části a následně se často opět spojovaly. Nakonec vzniklo šedesát nemovitostí, z nichž pět má nyní dvě čísla. V jižním a severním bloku zpočátku nebyly průchody. K vytvoření průchodu do ulice Więzienna došlo pravděpodobně ve 13. století. Průchod vedoucí do tehdejší ulice Szubieniczna (později śv. Doroty, nyní Zaułek Jerzyho Grotowskiego) byl vytvořen v polovině 14. století. Totéž platilo i o ulici Kurzy Targ, která dnes prochází východní stranou náměstí. V prvních desetiletích 13. století zde stály dřevěné budovy a samotná ulice Kurzy Targ byla v 50. letech 13. století vytyčena jako spojnice mezi Rynkem a kostelem svaté Marie Magdalény.
Rynek začal plnit své komunikační, správní a soudní funkce až po zrušení právní nezávislosti Nového Města. Do konce 13. století se termín fórum používal jak pro Rynek, tak i pro náměstí Nowy Targ, které bylo na území Nového Města. Teprve od roku 1327 se začal rozlišovat starý trh, tj. Rynek (aldin Markt) od náměstí Nowy Targ (nuvin Targ). V roce 1350 se poprvé objevil název ring. Olgierd Czerner uvádí, že to může být známkou dokončení budov tržnice (tretu) a vytvoření prstence kupeckých míst po obvodu náměstí. Zušlechťování Rynku bylo zahájeno ve 13. století stavbou radnice v jeho centrální části.
V roce 1995 byl Rynek zásadně zrekonstruován. V souvislosti s těmito úpravami byly objeveny základy někdejší budovy Velké váhy, zjištěna původní úroveň Rynku a nalezeny základy středověkých soukenických dílen a obchodů.

### Rozvoj Rynku
Od chvíle, kdy byla plocha náměstí vytyčena, se stal Rynek centrem obchodu, kultury a společenským centrem. Rynek byl místem nejen rezidencí a bytů vratislavských patricijů a nejvlivnějších představitelů městské komunity, ale také místem setkávání všech sociálních skupin. Později se začali na Rynku objevovat i chudší obyvatelé, kteří se usazovali v domech uprostřed náměstí.

#### Radnice
První záznamy o stavbě radnice pocházejí z let 1299 a 1301. V té době již existoval takzvaný Kupecký dům, který měl sál o 2 lodích a přiléhal k dvoupatrové budově (consistorium). Ta byla zděná, v gotickém stylu, na západní straně s věží a scházela se zde valná shromáždění měšťanů (generali iudicum). Po roce 1328 byla k hale na její jihovýchodní straně přistavěna další budova, kde se scházela městská rada. V letech 1343–1357 byla postavena jednosálová budova Soudní komory, přiléhající k radniční budově z jihu a ke consistorium z východu. Vstup do ní byl na východní straně. V roce 1354 byla věž zvýšena a v letech 1356–1357 byly přestavěny vinné sklepy. V roce 1358 byla nad Soudní síní postavena Knížecí síň. Místnost získala dřevěný strop a zaklenutý arkýř, ve kterém byla umístěna kaple svatých Jana Křtitele a Jana Evangelisty s relikviářem svaté Doroty, patronky Vratislavi..

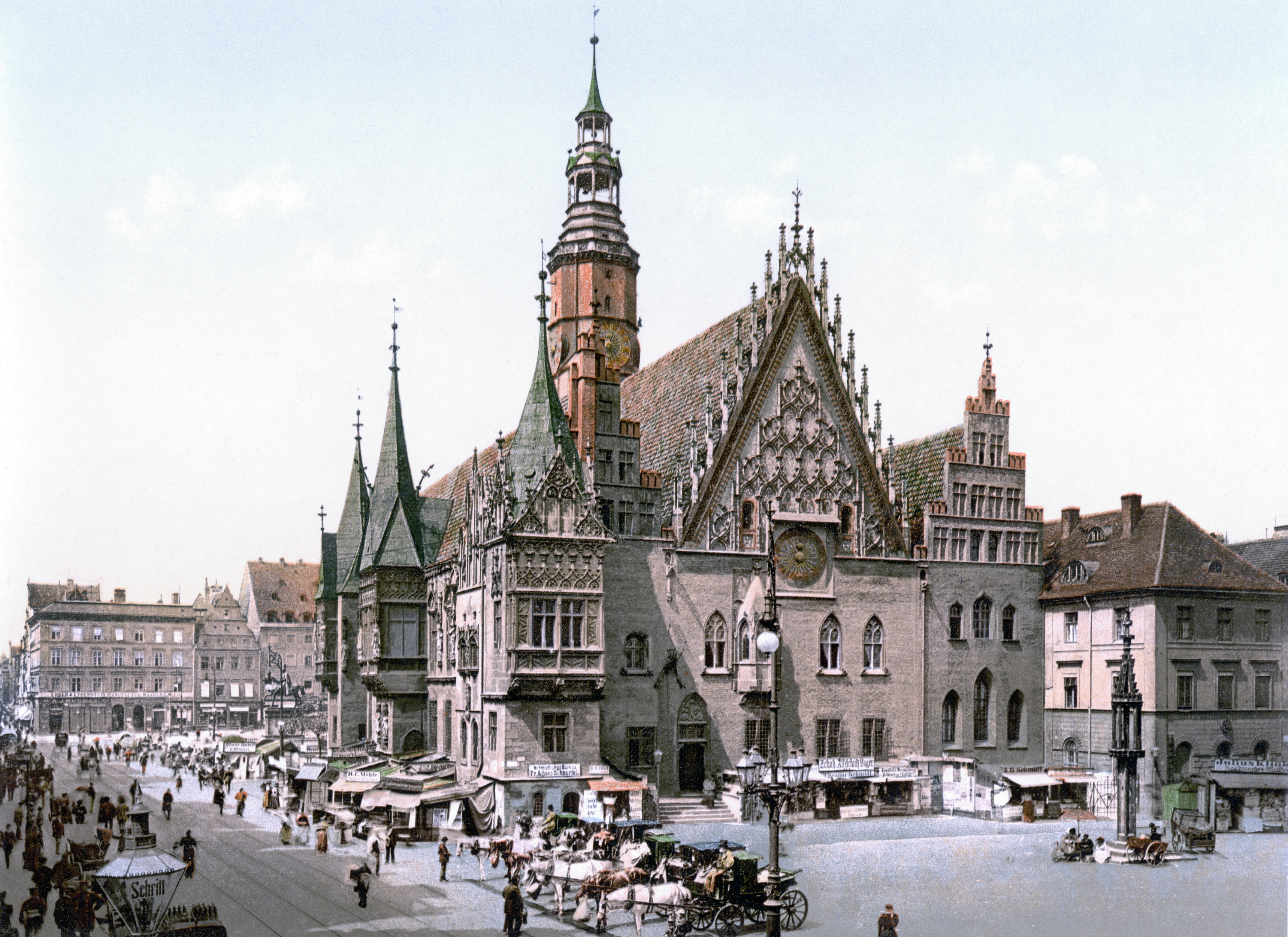
Stará radnice (1900)

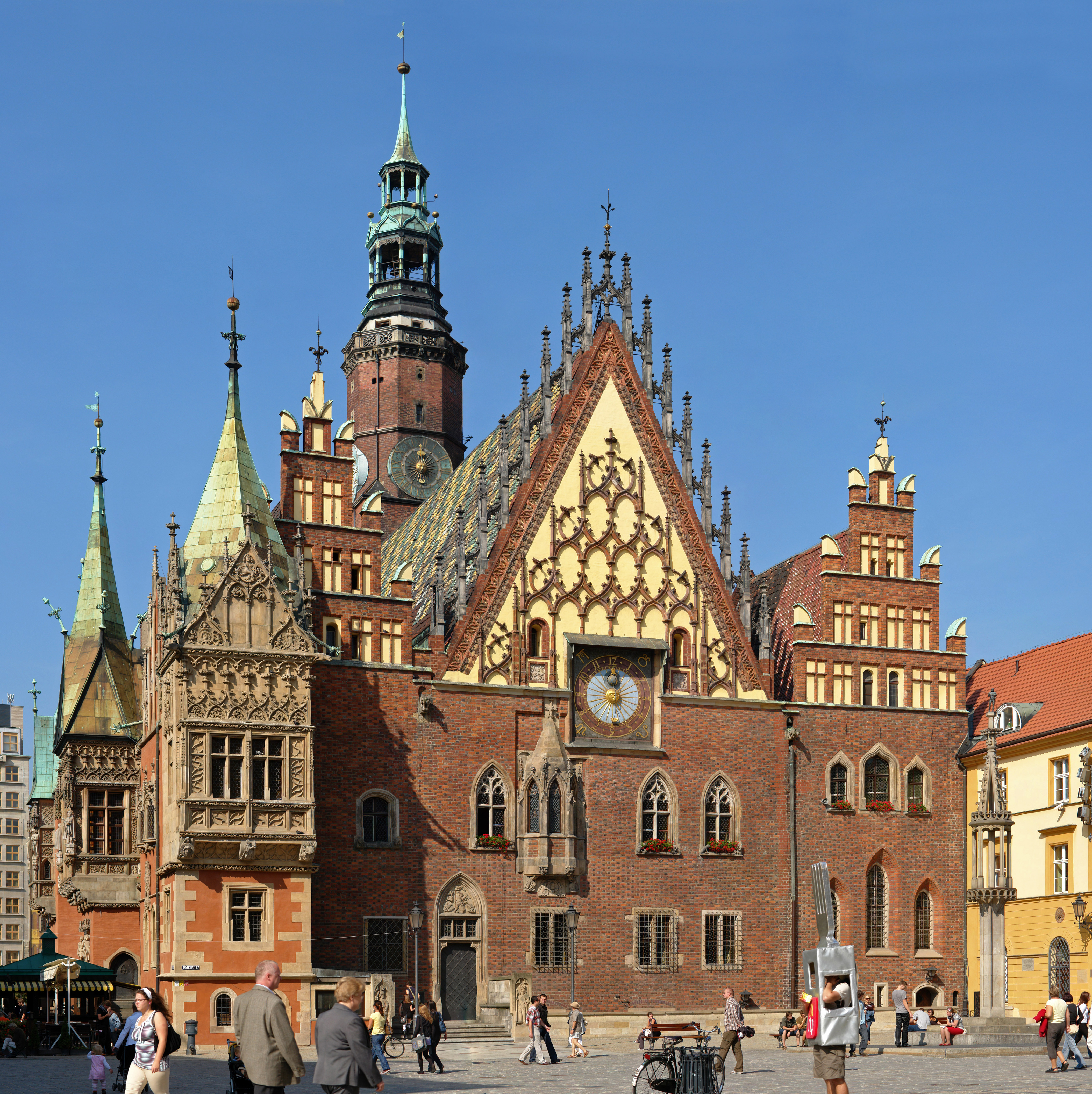
Stará radnice

V následujících stoletích byla radnice několikrát přestavěna a rozšířena. V roce 1428 byla přidána komora Radního kancléřství, v roce 1559 byla radniční věž opět zvýšena a zakryta stávající kupolí. Prostory radnice byly rozděleny na malé kanceláře a až do 19. století byla radnice sídlem všech městských úředníků. V roce 1853 bylo vydáno nové městské nařízení a zahájen proces evakuace úředníků. Radnice byla prohlášena architektonickou památkou a díky architektu Karlovi Lüdeckemu, konzervátorům Alwinovi Schultzovi a Hermanovi Luchsovi, se začalo pracovat na obnovení původního vzhledu interiéru. V tomto období získala radnice novogotické dekorativní prvky a v letech 1890–1891 bylo na jižní fasádu umístěno dvanáct soch významných členů městské rady a také Richarda Plüddemanna a Karla Lüdeckeho. Jejich autorem byli Oscar Rassau a Christian Behrens. Na konci třicátých let 20. století Rudolf Stein odstranil některé prvky dekoru z 19. století a nahradil je jinými prvky art deco. Ve stejném období bylo postaveno nové schodiště.
V jižní části radnice je klenutý vchod do restaurace Piwnica Świdnicka, která je jednou z nejstarších, stále aktivních restaurací v Evropě. Nejstarší zmínka o ní pochází z roku 1303. Byla to nejoblíbenější krčma ve městě. Od roku 1332 se tam prodávalo ječné pivo, vyráběné v pivovaru naproti hostinci, umístěném v zadní části domu „Pod Złotym Dzbanem“. Od roku 1519 byly sudy piva přepravovány z pivovaru do krčmy Piwnice Świdnicka podzemním tunelem.

#### Tret
Tret je jiný výraz pro místo, kde se odbýval maloobchodní prodej - tržiště. Zde se jedná o označení prostoru a budov ve středu Rynku, určených pro obchodování.
Rynek byl jedním z mála míst ve městě, kde byl povolen maloobchodní prodej. Pro tyto účely byly uprostřed Rynku postaveny tři velké budovy:
- Dům kupců (německy Kaufhaus), později znám pod názvem Sukiennice;
- Smatruz (německy Schmetterhaus), jednoprostorová hala s prodejními místy, kde se obchodovalo s pekařskými výrobky a obuví;
- Dům pláteníků (německy Leinwandhaus).

Dále se zde nacházely tzv. Bohaté krámy, Krámy pláteníků a Dům Velké váhy.

##### Sukiennice
Nejstarší budovou, postavenou ještě před 1. mongolskou invazí na území Polska (1241), byl Dům kupců (později znám pod názvem Sukiennice). Jeho existenci potvrzuje dopis od občanů Magdeburgu, adresovaný knížeti Jindřichu I. Bradatému, ve kterém jsou vyjádřeny výhrady k některým ustanovením, které nerespektují zásady magdeburského práva, zajišťujícím volný obchod. V budově bylo čtyřicet kupeckých místností, kde se plátno stříhalo a obchodovalo se s ním. Jeho další názvy byly: Dům sukna nebo Dům oděvů. Byl to sál o délce asi 100 m, měl 2 lodě, na severní straně bylo 21 místností a na jižní straně 19. Místnosti byly bez oken, se sálem spojeny pouze dveřmi a mezi nimi byl 13 m průchod. Vchody do Domu kupců byly na východní a západní straně. Zhruba uprostřed budovy byl příčný průchod, který procházel všemi prostorami tržiště. Dvě místnosti na jižní straně, u východního vchodu, sloužily administrativním účelům [31]. Byla zde manufaktura na stříhání tkanin a Celní úřad. V roce 1515 byla výrobna přemístěna do krajní místnosti na jižní straně, později do malé budovy na východní straně. V roce 1574 byl sem přenesen Celní úřad. Tato budova měla rozměry 8,4 x 9,8 m.

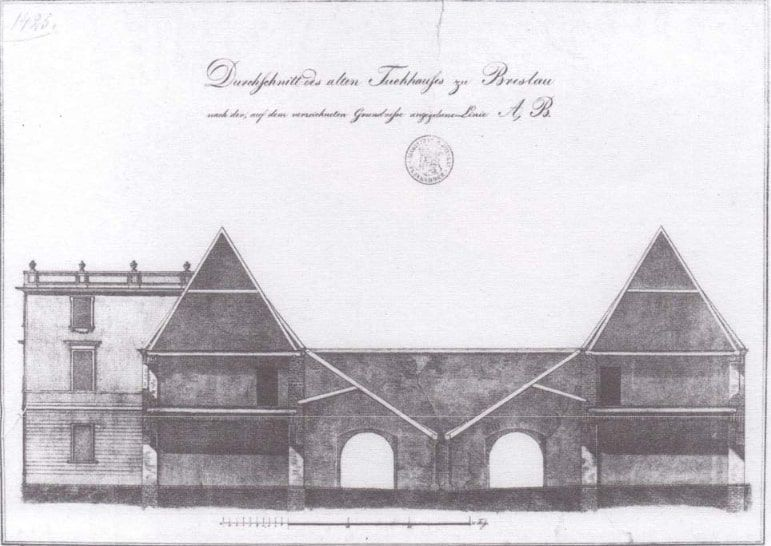
Sukiennice - průřez

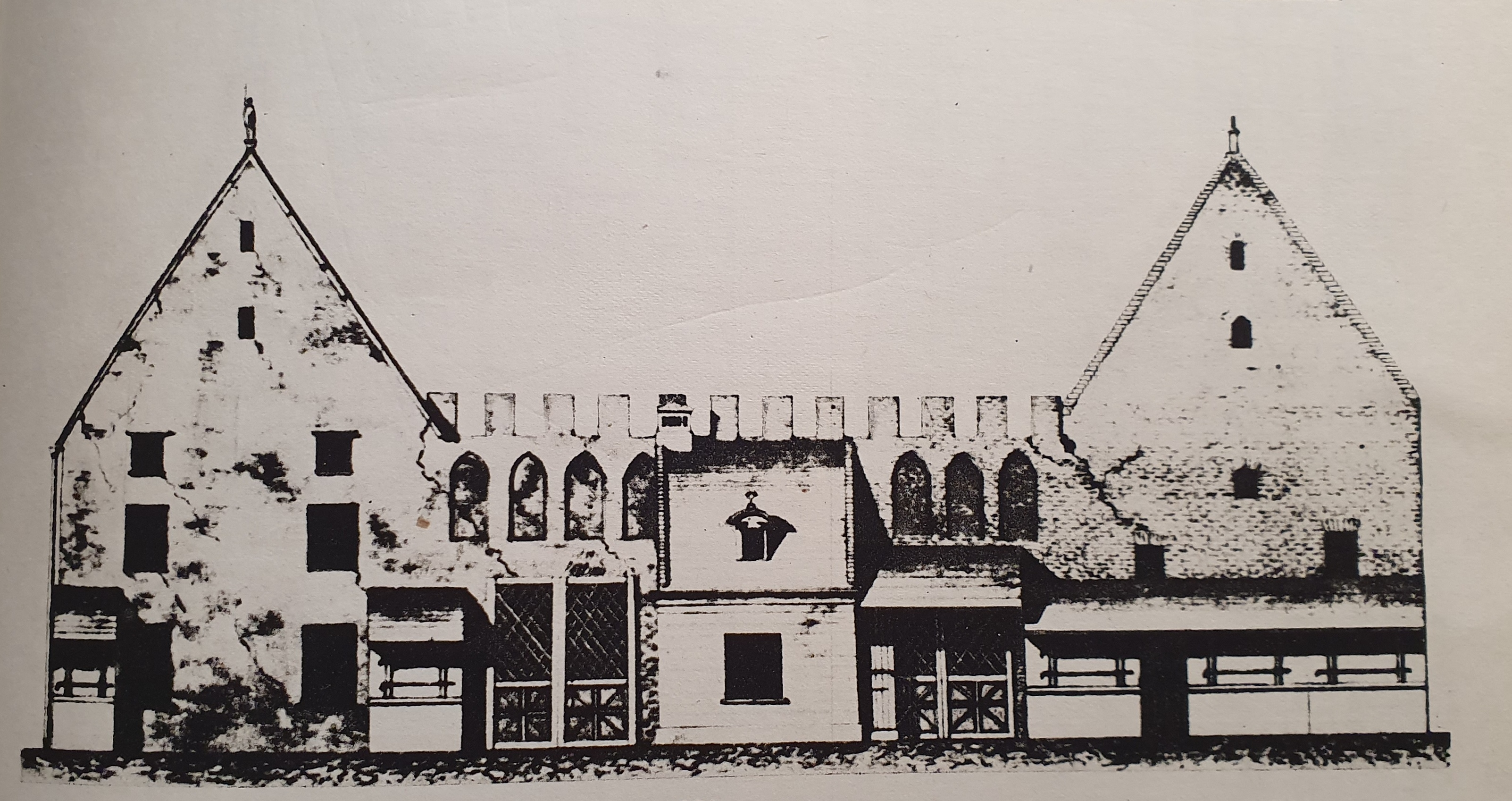
Sukiennice (1821)

V roce 1549 byly v Sukiennici vztyčeny pískovcové pilíře podepírající střechu. Jednotlivé obchody, proměněné časem v třípodlažní obytné domy, si ještě v roce 1821 zachovaly svá původní domovní znamení a některé si je dodnes nesou v dekoračních plastikách, například: „Pod Błogosławionym Jakubem”, „Pod Złotym Jabłkiem”.
Po zrušení obchodních privilegií se soukenické sály, zabírající střed Rynku, staly nadbytečnými. Proto byly v letech (1820–1825) zbořeny a nahrazeny klasicistními bytovými domy. Devět domů na severní straně a pět na jižní straně bylo postaveno v duchu konceptu Langhans, dle návrhu Heinricha Ferdinanda Tschecha a Johanna Gottfrieda Tschockiho. Šířky domů se lišily v závislosti na velikosti předchozích jednotlivých krámů. Nové domy měly tři podlaží stejné výšky a byly zastřešeny sedlovou střechou. Fasáda v úrovni přízemí, kde se nacházely obchody, byla rustikální a okna měla tvar arkád. Přízemí bylo od horních pater odděleno výraznou římsou. Mezi domy byla vytvořena ulice św. Elżbiety (nyní ulice Sukiennice).
Během Druhé světové války, v roce 1945, byly domy č. 5, 6, 7 a 8 zcela zničeny. Po roce 1960 byly provedeny první renovace zbývajících domů č. 1–4.

#### Bohaté krámy
Severně od Sukiennice byla prodejní místa nazývána Bohaté krámy, kde se prodávalo drahé nebo luxusní zboží. Jednalo se o prodejní místa, uspořádaná ve dvou řadách mezi kterými byl průchod (Przejście Żelaźnicze). Ze severu na jih je protínal další průchod. První zmínky o těchto krámech pocházejí z roku 1242 a z kupní smlouvy z 10. června 1266, ve které kníže Jindřich III. Bílý prodává ohrazenou prodejní oblast se 47,5 stánky obyvatelům města. Původně se jednalo o dřevěné stavby a teprve po roce 1373 byly na příkaz městské rady nahrazeny zděnými stavbami a pokryty taškami.
Bohaté krámy nabízely zájemcům především kovové výrobky, zejména železné tyče vážící méně než 50 kg, kosy, čepele, měď, olovo, cín, ocel, ale rovněž kamenec, vinný kámen, benátské mýdlo, dřevný olej, vosk, kmín, cukr, rýže, mandle, rozinky, anýz, fíky, pepř, zázvor, muškátový oříšek, hřebíček, skořice a šafrán. V průběhu 15. století byly stavby zděných krámů zvýšeny o dvě podlaží a tyto krámy, přeměněné na domy se začaly v první polovině 16. století propojovat s krámy nacházejícími se na straně Przejścia Garncarskiego. Z této doby pochází portál s datem „1541“ v budově č. 10.

##### Krámy pláteníků
V dalším rovnoběžném pásu byly tzv. Krámy pláteníků. Zde se prodávalo surové, vzorované a bílé plátno. Třicet osm krámů přiléhalo k jižní stěně Smatruzu a k severní stěně Bohatých krámů. Byly rozděleny průchodem s názvem Střihačů plátna. Nejstarší dokumenty zmiňující krámy pocházejí z roku 1299, 1303 a 1304. Krámy byly ve formě stánků, kryté plochou střechou, vyčnívající směrem k průchodu. Krámy stály na obou stranách průchodu a táhly se od jihu k Bohatým krámům a severně k Smartuzu. Ve středověku se zde obchodovalo s kuchyňským nádobím a proutěnými košíky. Průchod dlouhou dobu neměl svůj název a jméno Przejście Garncarskie bylo zavedeno teprve v roce 1868. Jeho zástavba pochází převážně z 19. století, s výjimkou historických domů č. 6, 8, 10, 12 v jeho západní části, postavených v období renesance. Budovy v jižní části Przejście Garncarskie byly zbořeny na počátku 20. století a na jejich místě, stejně jako na místě domů č. 25–27 na východní straně, byl postaven obchodní dům Juliuse Henela.
Během Druhé světové války, v roce 1945, byly budovy ve východní části Przejście Garncarskie poškozeny a následně zbořeny. V důsledku toho byl průchod v tomto místě rozšířen. Po roce 1960 byly zbývající domy č. 6, 8 a 10 rekonstruovány.

##### Smatruz
Po udělení privilegia knížetem Jindřichem IV. Probusem, v roce 1273, bylo na severní části tretu umístěno třicet dva krámů s prodejem chleba a obuvi. Tyto krámy tvořily tzv. Smatruz, který je poprvé zmiňován v dokumentech z roku 1477. Původně to byla dřevěná stavba, od roku 1300 zděná. Jednalo se o podlouhlou halu, která stála 18 m rovnoběžně s Bohatými krámy a byla rozdělena na dvě části. Východní část byla asi 11 m široká a o délce 33 m, západní část byla 12 m široká a o délce 68,5 m. Obě části byly od sebe odděleny zdí se dvěma průchody. Na dvou protilehlých koncích byly vždy dva vchody. Další vstup do Smatruzu byl v severní části, v místě, kde je dnes portál v domě Rynek-Ratusz č. 7–9.

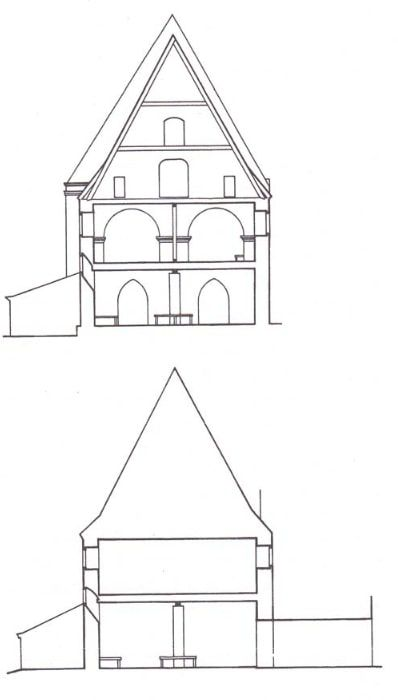
Smatruz - průřez

V ose Smatruzu stály sloupy, které podepíraly hlavní trám a ten nesl příčné stropní trámy. Patro Smatruzu bylo dvoupodlažní a vchod do něho byl ze západní strany a pravděpodobně také z východní a jižní strany. Až do roku 1320 se v prvním patře prodávala vlna, která také dala domu název „Dom wełny“ (Dům vlny). Celá budova byla zakončena strmou sedlovou střechou se štíty. Krámy ševců obsadily východní a střední část, zatímco krámy s chlebem byly v západní části. V roce 1613 byl Smatruz přestavěn a byly k němu přidány krámy pro kožešníky. V západní, koncové části Smatruzu, byly místnosti určené pro pracovníky, kteří vykládali sudy s vínem nebo sledi (tzv. szrotownicy) a místnost Chmelové kanceláře, která řídila obchod s chmelem.

#### Strana sedlářů
Na severní straně tržiště byly původně dřevěné krámy sedlářů (první zmínky v roce 1410) a výrobců galanterie. Proto byla severní strana nazývána Stranou sedlářů (v pozdějších letech Strana zlatníků). Většina současných domů, nacházejících se na severní straně tržiště, pochází z 15.–17. století. Původně to byly přízemní dřevěné krámy, později patrové cihlové obytné prostory, sousedící s dvoupodlažní zděnou severní stěnou Smatruzu. V následujících letech byly stavby přeměněny na vícepodlažní domy. Frontová linie vybudovaných zděných staveb, na pozemcích č. 17–23, se nacházela více než 6 m před Smatruzem. Po roce 1824, kdy byl Smatruz zlikvidován, majitelé domů na této straně tržiště uvolněné pozemky od města za 21 000 tolarů odkoupili a rozšířili své budovy ve stylu pozdně klasicistní architektury.
Během Druhé světové války, v roce 1945, byly domy v této části Rynku výrazně poškozeny. Domy č. 7, 13 a 14 byly zcela zničeny a domy č. 20/21, 22, 23 včetně nárožní budovy č. 24 vyhořely. První plány na rekonstrukci a renovaci domů byly zpracovány ve Vratislavském ateliéru památkové péče pod dohledem Edmunda Małachowicze. Tyto plány nebyly realizovány. Následné plány byly vytvořeny v letech 1955–1959 ve společnosti Miasto-projekcie-Wrocław, pod vedením Stanisława Koziczuka. Autory jednotlivých domů byli architekti Jadwiga Grabowska-Hawrylak (domy č. 7, 8), Stefan Müller (domy č. 9, 20, 21, 22), Anna Fus-Zaorska (domy č. 13, 14) a Stanisław Koziczuk (domy č. 15, 16, 17, 18, 19). Projekt byl realizován v letech 1957–1959. Na konci roku 1953 bylo rozhodnuto, že domy č. 23–26 se stanou sídlem Svazu polských spisovatelů, Sdružení polských umělců a designérů a Sdružení polských architektů. Za tímto účelem bylo nutné přestavět (snížit) dochované stavby domů č. 25 a 27 na úroveň domů č. 23 a 24. Dům tvůrčích spolků byl postaven v letech 1956–1959.

#### Ostatní objekty Rynku

##### Malá váha
V roce 1273 vydal Jindřich IV. Probus, pro měšťany ve Vratislavi, zákon o vážení a zákon o odpadcích. Zákon o vážení přikazoval zvážit veškeré zboží před platbou na obecních vahách. Za tím účelem byla zřízena 2 vážní místa: Malá váha a Velká váha. První byla určena k vážení zboží o hmotnosti nejvýše cca 500 kg (10 centů). Budova Malé váhy se nacházela u ústí západního průchodu Bohatých stánků a byla postavena v letech 1521–1522. Nad místností s váhou byly postaveny dvě další místnosti, které sloužily jako hostince pro šlechtice, obchodníky a měšťany. V pozdějších letech tyto sály sloužily jako místo setkávání a obchodování obchodníků a celá budova měla podobu třípatrové čtvercové budovy, 30,6 m dlouhé a 10,5 m široké, kryté vysokou sedlovou střechou. Na severní straně byl objekt ohraničen průchodem k Bohatým krámům a od jihu průchodem do Sukiennice.

##### Velká váha
Ve 14. století byla před západním vchodem do Sukiennice postavena dřevěná a později zděná budova Velké váhy. Poprvé byla zmíněna v písemných dokumentech z roku 1273 a ze začátku 14. století jako pensa plumbi nebo blywage. Od roku 1332 byla již uváděna pod označením woghus (vážnice). Je vyznačena i na plánu města z roku 1562. Bylo po ní pojmenována západní strana Rynku - „Przy Budce“ (U budky) nebo „Przy Wadze“ (U váhy). V roce 1571 byla postavena nová budova Velké váhy. Měla čtvercový půdorys o straně 7,20 m a v roce 1769 byla na východní straně přistavěna dřevěná přístavba pro vážiče. Od roku 1801 to již byla zděná budova. Velká váha sloužila k vážení zboží nad 500 kg. V roce 1846 byla budova Velké váhy stržena a na jejím místě byla postavena jezdecká socha Fridricha II. Velikého, od Augusta Kisse.

##### Dům pláteníků
V roce 1540 byla v rohu mezi budovou s Malou Váhou, burzou a Sukiennicí postavena třípatrová budova Vážního úřadu o rozměrech 20,4 m x 13,8 m, zakončená dvěma rovnoběžnými střechami se štíty na jižní straně. V přízemí byly, kromě Vážního úřadu, také Úřad Szrotu, Úřad pro chmel a Úřad rybný pro dohled nad obchodem s rybami.

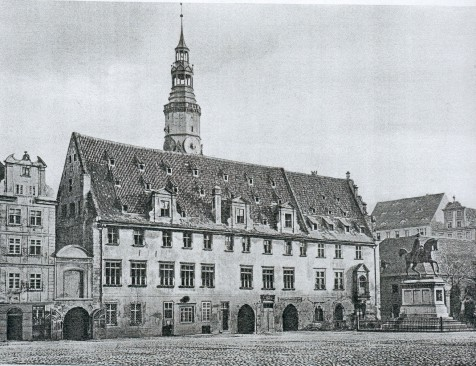
Dům pláteníků

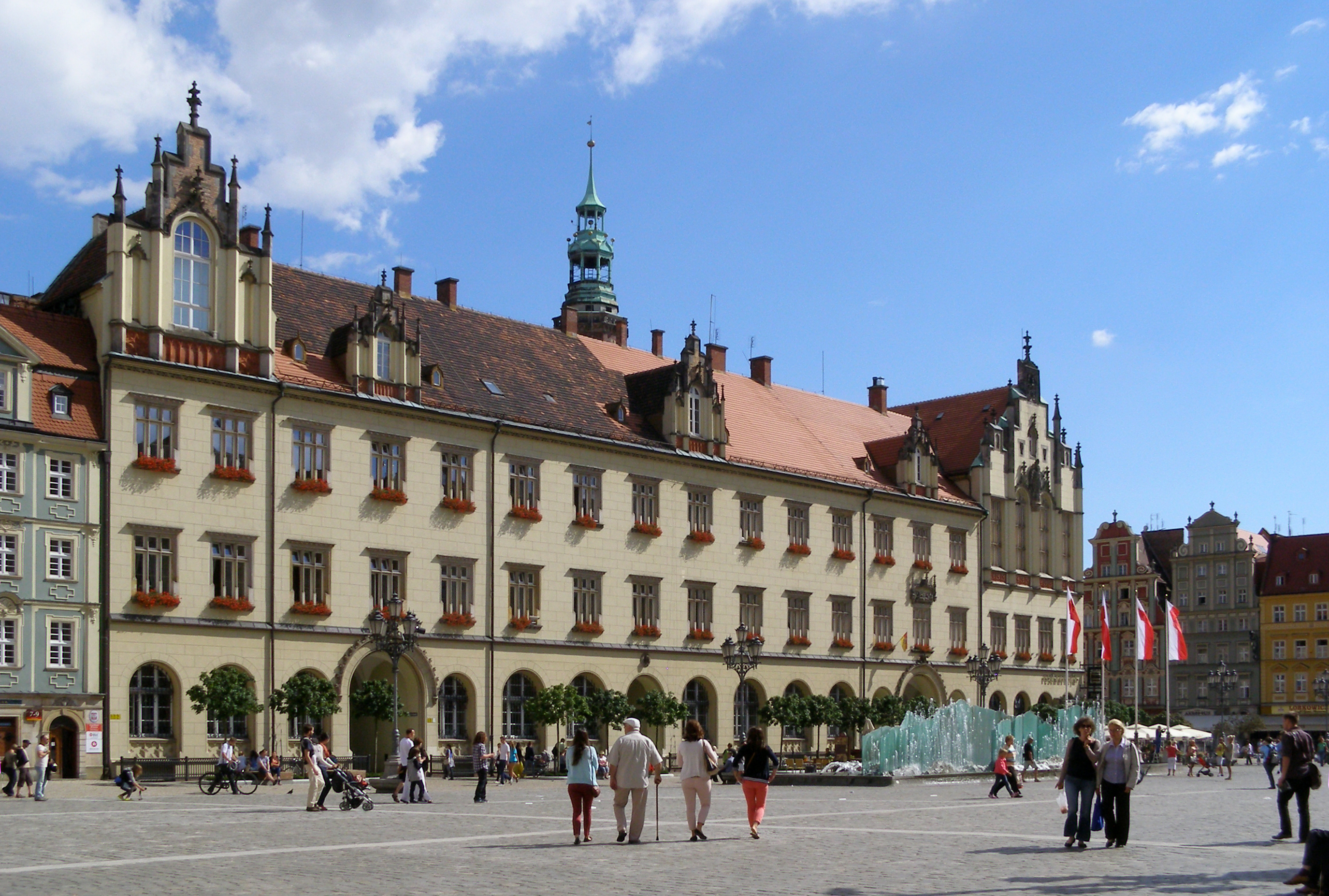
Nová radnice

2. května 1657 byly vyhláškou městské rady obě sousední budovy přeměněny na Dům pláteníků. Důvodem těchto změn bylo přenesení burzy na Plac Solny. Od té doby se v budově obchodovalo s plátnem a prostory Úřadu Szrotu se nacházely v přízemí mezi dvěma západními průchody do Sukiennice. V roce 1690 byla půda budovy upravena pro komerční účely a na její západní straně byly vytvořeny tři barokní vikýře. V roce 1859 byl Dům pláteníků zbořen a v letech 1860–1864 na jeho místě vyrostl Městský dům, později nazvaný Nová radnice.

##### Slévárna
Na severozápadní straně radniční věže byla budova slévárny kovů, kde se ruda tavila, čistila a razily se zde kovové mince. Nejstarší prameny zmiňující tuto stavbu pocházejí z roku 1299 a její polohu lze přibližně určit na základě listiny z roku 1423. Díky archeologickým průzkumům, provedeným v roce 1997, byly objeveny její základy. Její východní stěna byla prodloužením západní strany věže na sever a jižní stěna pokračovala západně od středu věže. Budova byla postavena na lichoběžníkovém půdorysu, vnitřní prostor budovy byl 5,1 m severně k jihu, 2,4 m podél jižní stěny a 3,8 m podél severní stěny. Na základě kresby Friedricha Bernharda Wernera lze předpokládat, že stavba byla jednopatrová a na západě krytá dvěma rovnoběžnými střechami, uzavřená renesančními štíty s pilastry a S-profily. Podobné štíty byly umístěny na přízemním vestibulu postaveném na jižní straně.

##### Nová radnice

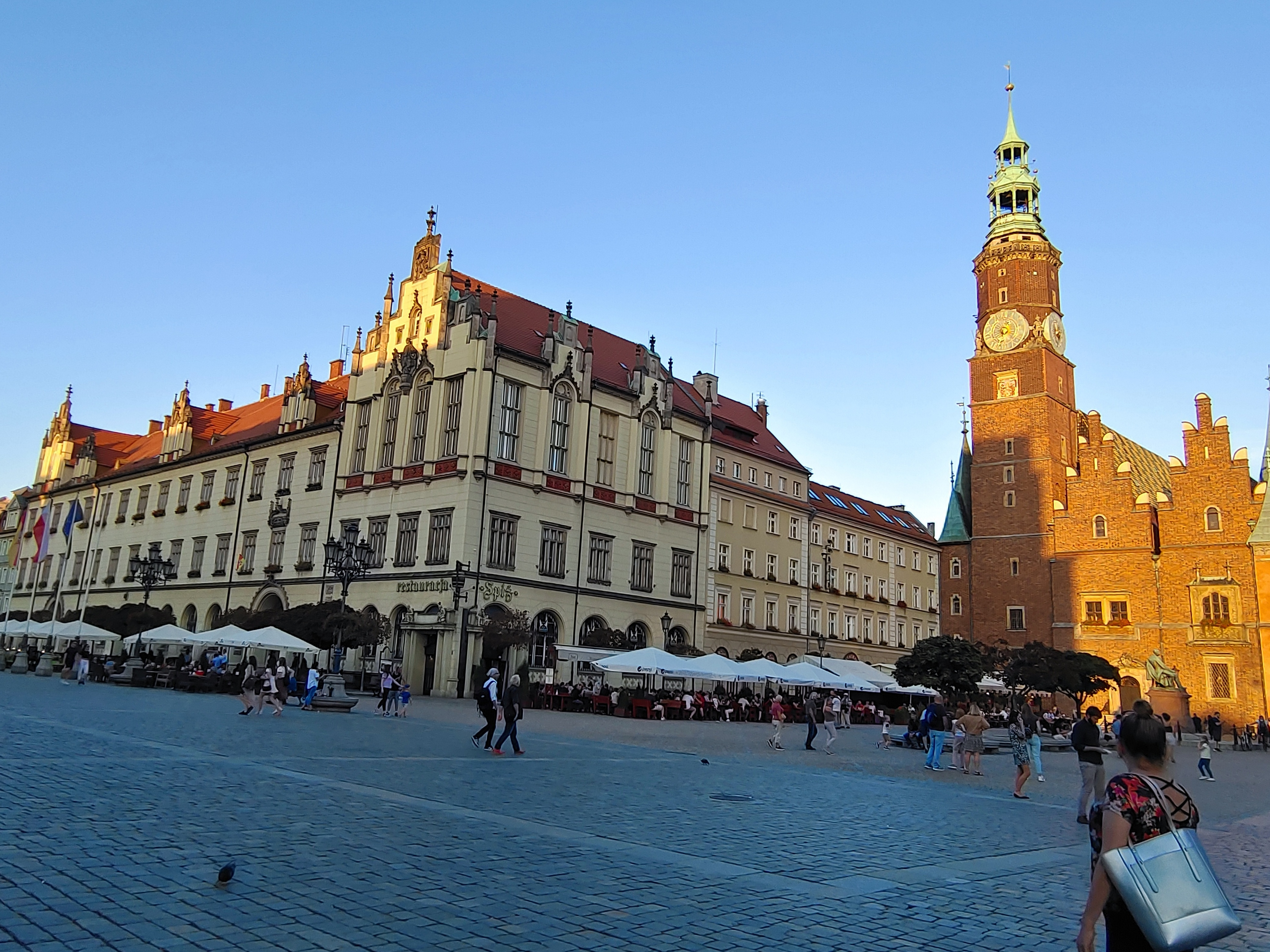
Rynek-Ratusz (vlevo Nová radnice, vpravo Stará radnice)

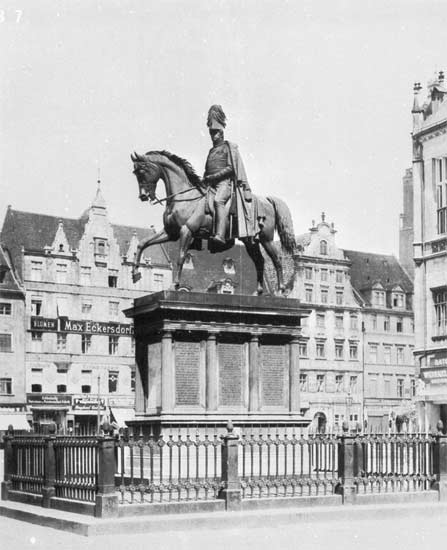
Pomník Fridricha Wilhelma III. (bývalý)

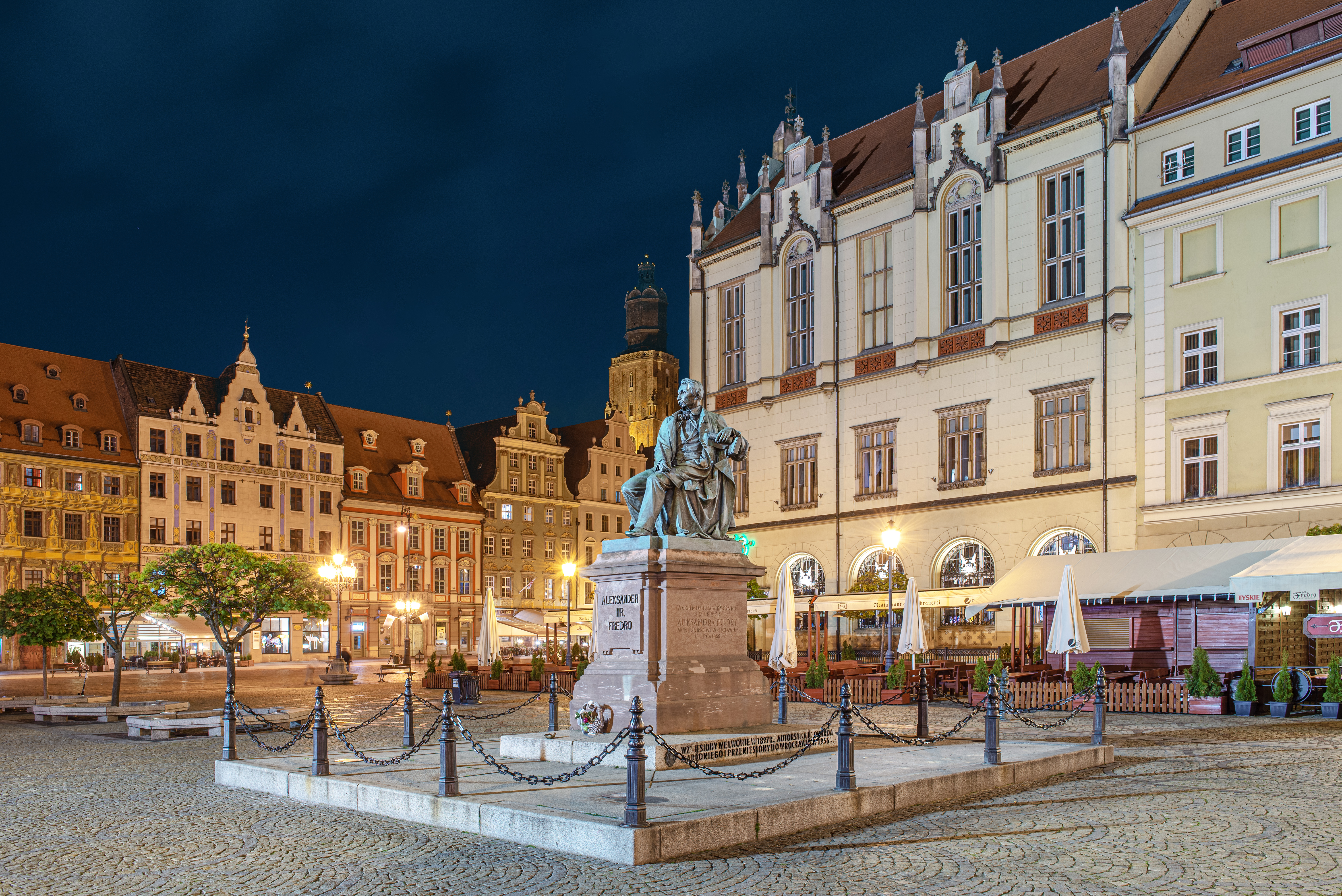
Pomník Aleksandra Fredra

V roce 1859 byla zbořena budova, kde bývala Malá váha, Dům pláteníků a Úřad pro chmel a na jejím místě byla navržena Nová radnice dle projektu Augusta Stülera. V letech 1860–1863 byla postavena nová třípatrová budova. Její západní fasáda byla dlouhá 70 metrů a v přízemí byla přerušena třemi průchody. První z jihu vedl do ul. Sukiennice, prostřední a menší vedly do ulice Przejście Żelaźnicze. Nad vchodem byl umístěn obraz Hlava svatého Jana na talíři, který byl původně nad vchodem do Malé Váhy. Na severní straně byl průchod vedoucí do uličky Przejście Garncarskie.

##### Strážnice
V roce 1745 byla na jihozápadním rohu radnice, kde se nacházel Rybí trh, postavena strážnice pro pruské vojáky. Původně se jednalo o dřevěnou konstrukci, v letech 1788–1789 byla vybudována zděná budova dle projektu Carla Langhause. Budova byla postavena na půdorysu ve tvaru písmene U. Na západní straně byl hlavní vchod a arkády podepřené pilíři. Roku 1793 bylo náměstí před strážnicí oploceno sloupky spojenými řetězem a podél plotu byly vysazeny italské topoly. Strážnice byla stržena v roce 1861 a nahrazena pomníkem Fridricha Wilhelma III. Po roce 1945 byl pomník odstraněn a na jeho místě bylo zřízeno čtvercové náměstí, kde byl v roce 1948 vysazen strom přátelství Polska a Československa. Mezi náměstí a radnici byla umístěna socha spisovatele Aleksandra Fredra.

##### Pomníky
- Jezdecká socha Fridricha II. Velikého - dle projektu Augusta Kissa (bývalý pomník: 1847–1944/1948);
- Památník Fridricha Wilhelma III.- dle projektu Augusta Kissa (bývalý pomník: 1861–1945);
- Socha Aleksandra Fredra od architekta a sochaře Leonarda Marconiho. Dílo bylo vytvořeno v roce 1897 na žádost Literárního a uměleckého klubu ve Lvově. Socha byla umístěna na 2 m vysoký pískovcový sokl, ze tří stran pokrytý nápisy. Postava básníka, sedící v čamaře, byla odlita z bronzu. V levé ruce drží svitek papíru a v pravé ruce psací brk.[pozn. 9] Pomník stál ve Lvově do roku 1946, poté byl převezen do Varšavy a umístěn do parku Wilanowského paláce.[54] V roce 1956 byl pomník přesunut do Vratislavi a 15. července 1956, k 80. výročí básníkovy smrti, byl oficiálně odhalen. Stojí na místě odstraněné sochy Fridricha Wilhelma III.

##### Pranýř a šibenice
Než byla postavena první budova radnice, konaly se soudy pod širým nebem. K tomu sloužilo vydlážděné místo, oddělené příkopem a pleteným plotem. Na konci 14. století byl na radnici vybudován Sál starosty a na původním místě byl postaven nejdříve dřevěný, později v roce 1492 kamenný, pískovcový pranýř o výšce 10 m. Jednalo se o čtvercový pilíř umístěný na třech, později na dvou podstavcích, nesoucí pětistrannou gotickou prolamovanou lucernu, zakončenou prolamovanou pyramidou, jejíž okraje byly zdobeny popínavou rostlinou. Na vrcholu byla křížová kytka se sochou zobrazující kata (nebo rytíře Rolanda). Ve spodní části byla oka, ke kterým byl odsouzený přivazován.

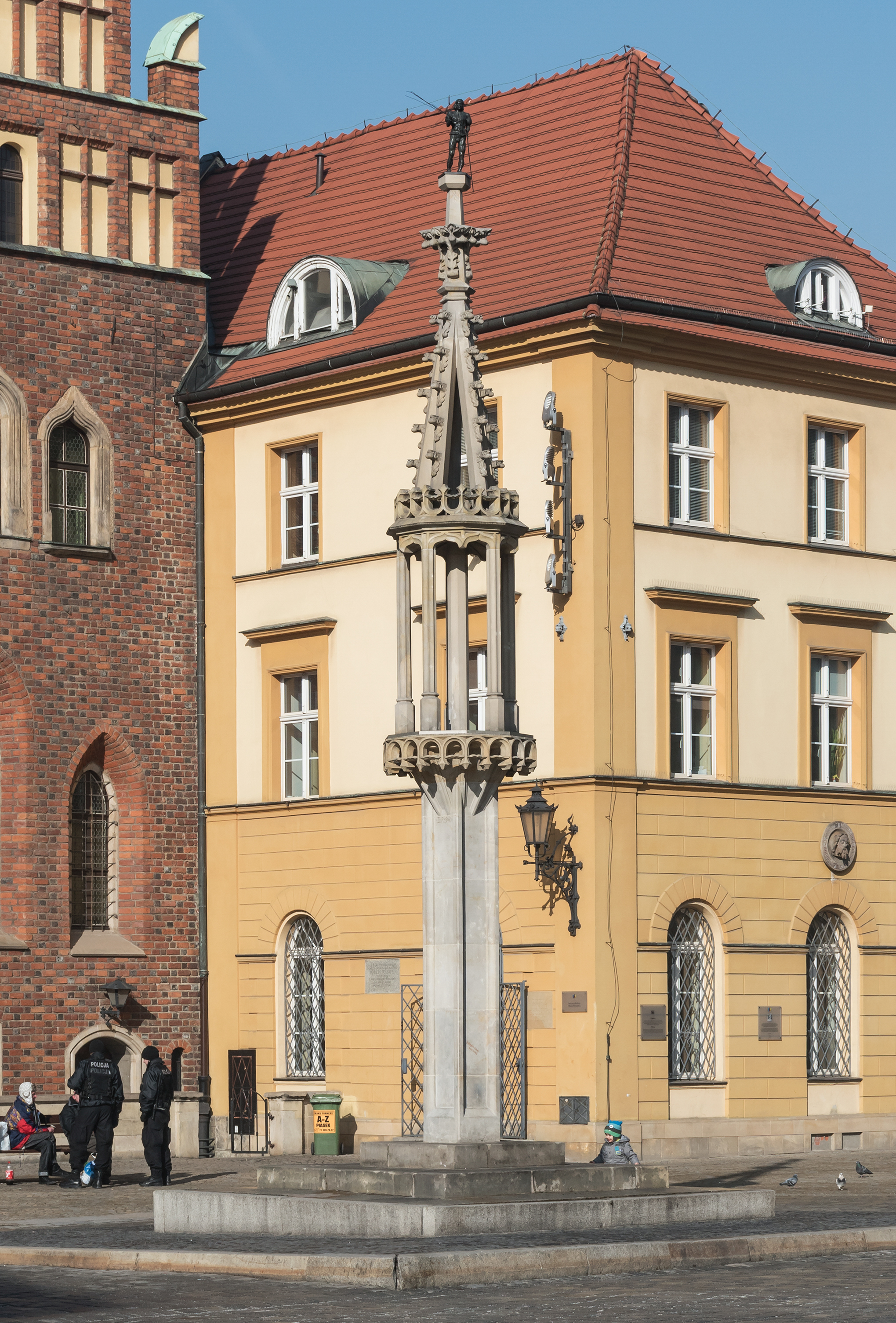
Pranýř

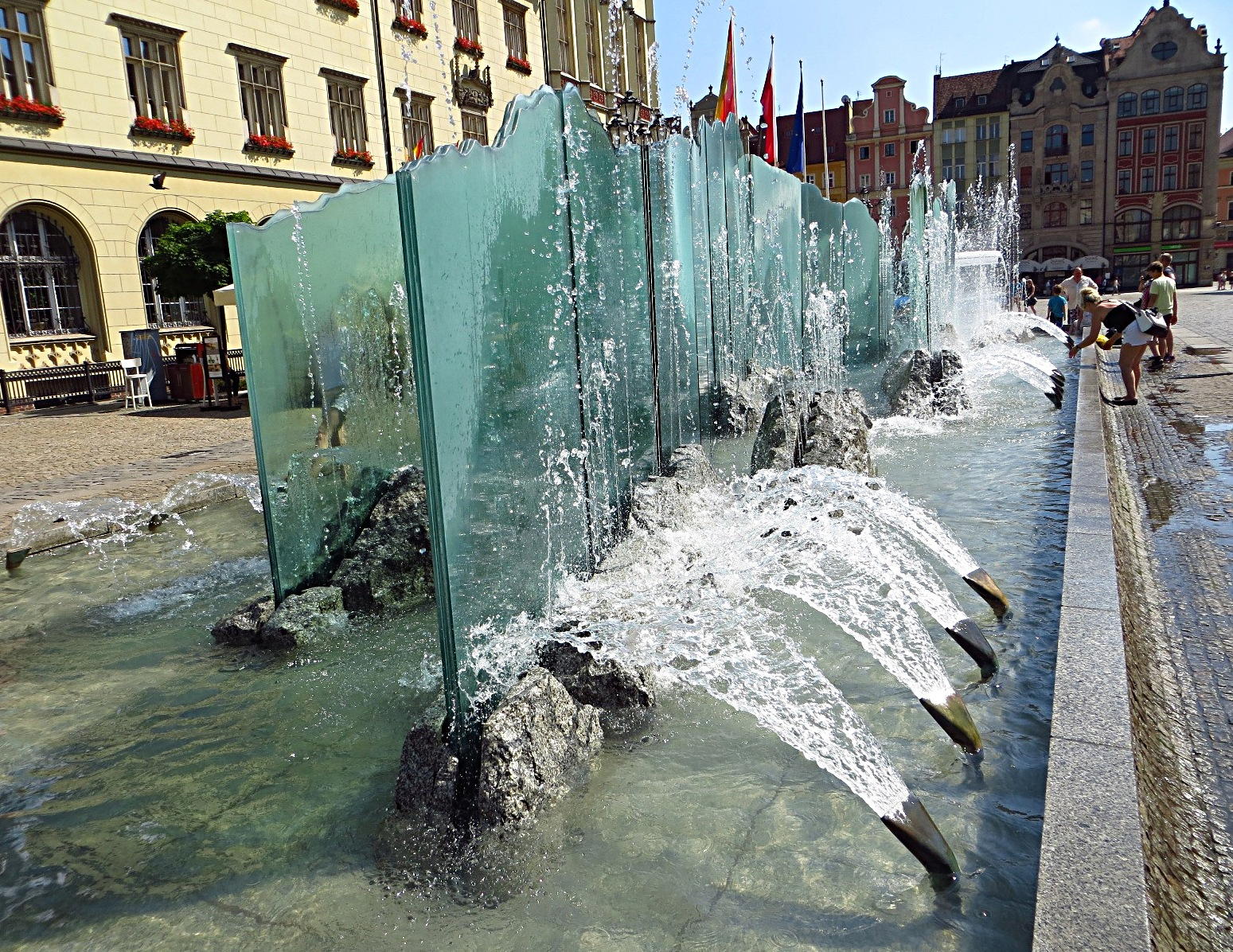
Fontána „Zdrój“

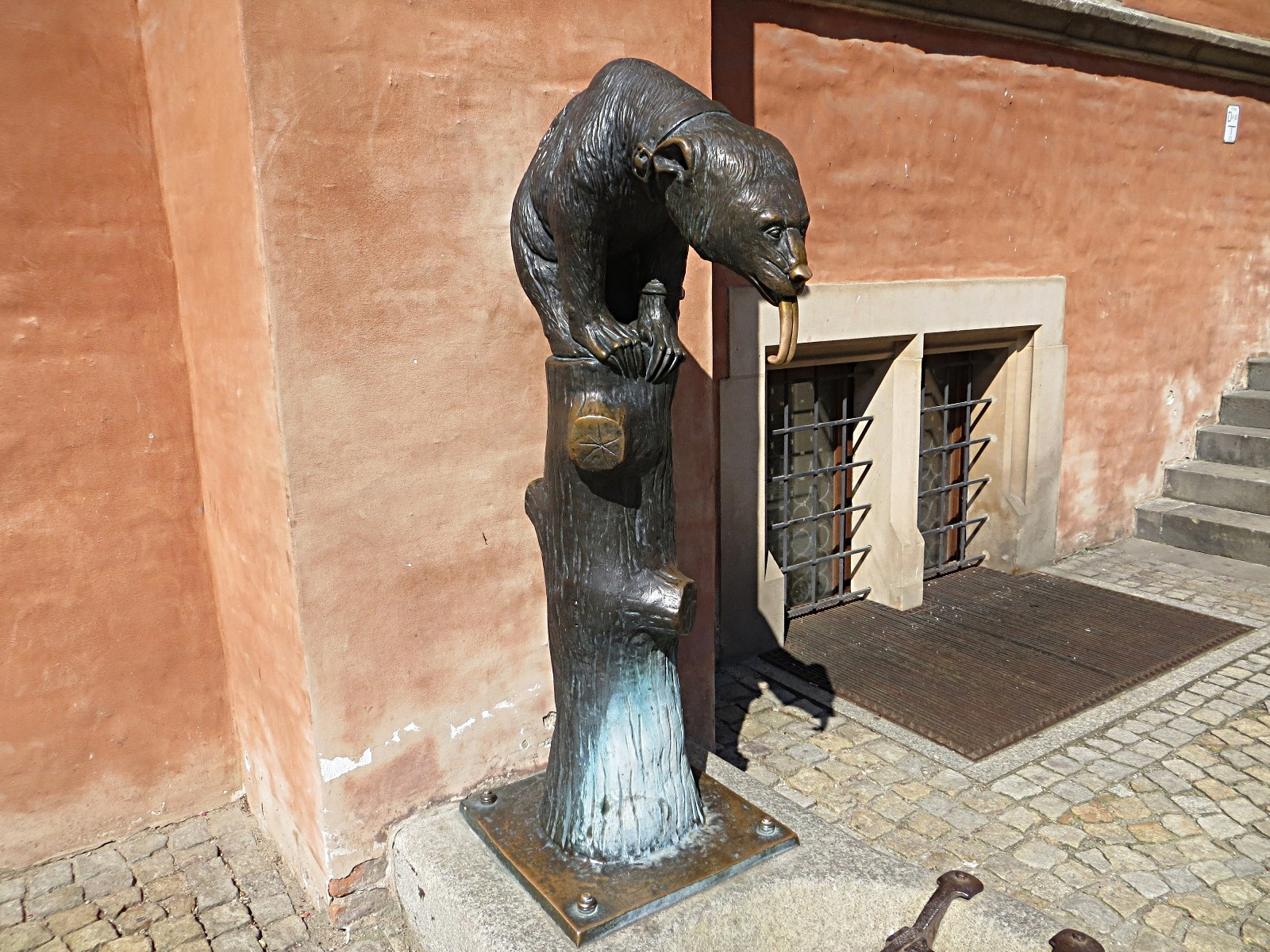
Fontána - „Medvěd“

Pranýř byl vyroben v kamenické dílně Gauskeho a Preusse. U pranýře se provádělo i bičování, ale také se zde vylévalo falešné víno nebo byly veřejnosti vystaveny odříznuté dlaně zločinců.
V roce 1848 byly z pranýře odstraněny řetězy a vázací oka. Během staletí byl pranýř často poškozen, nejvážněji v roce 1945, což vedlo k jeho demolici 12. dubna 1947. Při odstraňování pozůstatků pranýře byl nalezen dokument, vypracovaný konzervátory v roce 1925, ve kterém byly uvedeny všechny ostatní renovační práce. Rekonstrukce pranýře byla založena na skicách, fotografiích a dokumentaci z roku 1925. Oficiální odhalení zrekonstruovaného pranýře proběhlo 30. prosince 1985.
Na západní straně radnice byla v 16. století, před domem č. 19, šibenice. Její pozůstatky byly objeveny v roce 1745 při stavbě strážnice. Šibenici tvořil příčný trám podepřený na obou koncích dvěma sloupky. Stála na čtyřstranné základně s datem „1515“. Popravy vždy přitáhly na Rynek davy obyvatel.
Vedle šibenice, na Rybím trhu, byla tzv. „bouda bláznů“. Byla postavena 14. listopadu 1575 a ve skutečnosti se jednalo o osmibokou klec ze železa, pokrytou měděnou kupolí. Byli do ní zavírání opilci a všichni, kteří rušili noční klid. Šibenice a „bouda bláznů“ byly odstraněny v roce 1745 při stavbě strážnice pro pruské vojáky.

##### Bývalá toaleta
V severovýchodním rohu bloku prostřední zástavby Rynku stála ve 13. století budova s neurčitým využitím. Její pozůstatky byly objeveny během prací prováděných na Rynku v letech 1995–1997. Budova byla skeletové konstrukce a její stěny byly z latí. Délka budovy byla asi 8,2 m a šířka 5,6 m. Na stejném místě byla na konci 19. století postavena zděná toaleta, která fungovala do roku 1945.

##### Čerpací stanice
Na konci dvacátých let 20. století byla, vzhledem k rozvíjejícímu se automobilovému průmyslu, vypsána architektonická soutěž na stavbu objektu čerpací stanice v severní části Rynku. Soutěže se zúčastnil, mimo jiné, architekt Alfred Hinderlich, který navrhl stanici v souladu s architekturou severní fasády středového bloku, se šesti stojany, pokrytými střechou podepřenou třemi sloupy a se dvěma obchody a administrativními místnostmi. Tato soutěž však nebyla vyhodnocena. V roce 1930 byla zahájena výstavba čerpací stanice v jižní části náměstí, naproti činžovnímu domu č. 13. Projektantem stavby byl Ludwig Moshamer. Budova stanice byla skromnější než ta, kterou navrhl Hinderlich, měla rozměry 6 x 4 m, dva stojany kryté šikmou střechou podepřené dvěma sloupy a malé místo pro prodej novin. Patřila koncernu „OLEX Deutsche Benzin und Petroleum“. Stanice přežila válku a v roce 1945 ji převzala „Polska Centrala Produktów Naftowych“. V roce 1967 byla budova zrekonstruována, marblitové dlaždice byly z fasády odstraněny a stanice byla natřena ve firemních barvách (bílá a modrá). 27. července 1973 bylo přijato rozhodnutí o demolici stanice a o rok později byla zbořena budova stanice a podzemní palivové nádrže byly zasypány pískem.

##### Lampy
První lampy ve Vratislavi, včetně Rynku, se objevily v 18. století. V roce 1828 byly zřízeny lucerny s parafínovým olejem a v roce 1846 byly nahrazeny plynovými lampami. Za tímto účelem byla na Rynku položena síť plynového potrubí. V roce 1888 se zde objevily první elektrické lampy a jejich vzhled se v průběhu let měnil. Po druhé světové válce zde byly postaveny vysoké železobetonové pilíře, na které byly umístěny rtuťové výbojky.

##### Fontána „Zdrój“
V roce 1996 byla na západní straně náměstí, před Novou radnicí, postavena fontána od Aloise Gryta. Má podobu obdélníkového bazénu, tvořeném žulovými dlažebními kostkami a se svisle uloženými skleněnými deskami vztyčenými uprostřed žulových balvanů.

##### Fontána „Medvěd“
Fontána „Medvěd“ (německy Bärenbrunnen) se nachází u jižní zdi Staré radnice, vedle vchodu do restaurace „Piwnica Świdnicka“. Je rekonstrukcí původní bronzové kašny, kterou vyrobil v roce 1902 Ernst Moritz Geyger. 17. srpna 1904 ji radnice umístila do malého kamenného bazénu, do kterého vytékala voda z tlamy medvěda. Během Druhé světové války se socha ztratila. Rekonstrukci sochy inicioval ředitel Městského muzea ve Vratislavi Maciej Łagiewski a Vratislavské střelecké bratrstvo. Plastiku, která váží 270 kg a je 1,5 m vysoká, vytvořil na základě starých fotografií Ryszard Zamorski a fontána u radnice byla odhalena 18. června 1998. Bronzový odlitek vyrobil závod technických zařízení Gliwice za finančního přispění společností Centrozłom Wrocław S.A. a Wrocław Piast Brewery.

##### Novinový stánek
V roce 1946 byl před východní stranou Staré radnice, vedle pranýře, postaven novinový stánek patřící nakladatelství „Wiedza“, po roce 1948 s názvem „Książka i Wiedza”. Stánek byl odstraněn v roce 1962.

### Domy po obvodu Rynku

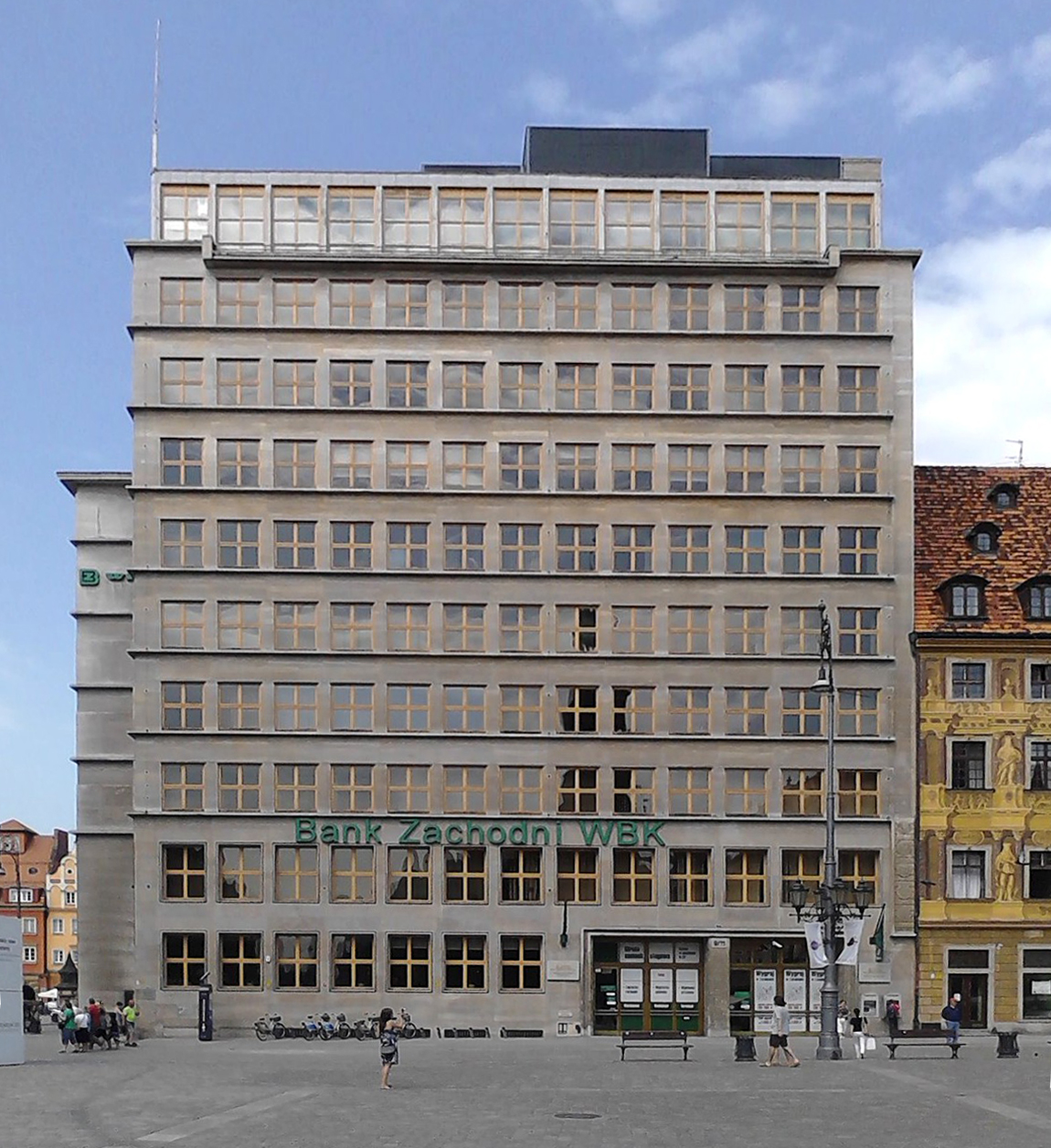
Dům č. 9–11 (Santander Bank Polska S.A.)

Původní stavby po obvodu Rynku byly dřevěné, často skeletové a nezabíraly celou šířku pozemku. První stavby byly postaveny na pozemcích označených čísly od 5 do 7 a za nejstarší je považován dům na parcele č. 6. Stěny těchto budov byly obvykle vyrobeny z kůlů nebo opletení, z obou stran pokryté hlínou. Budovy o rozloze více než 30 m² měly podlahy dřevěné nebo hliněné.

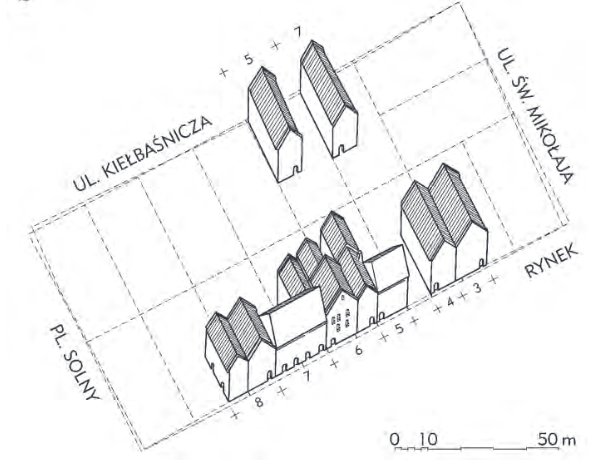
Nejstarší zástavba na západní straně Rynku

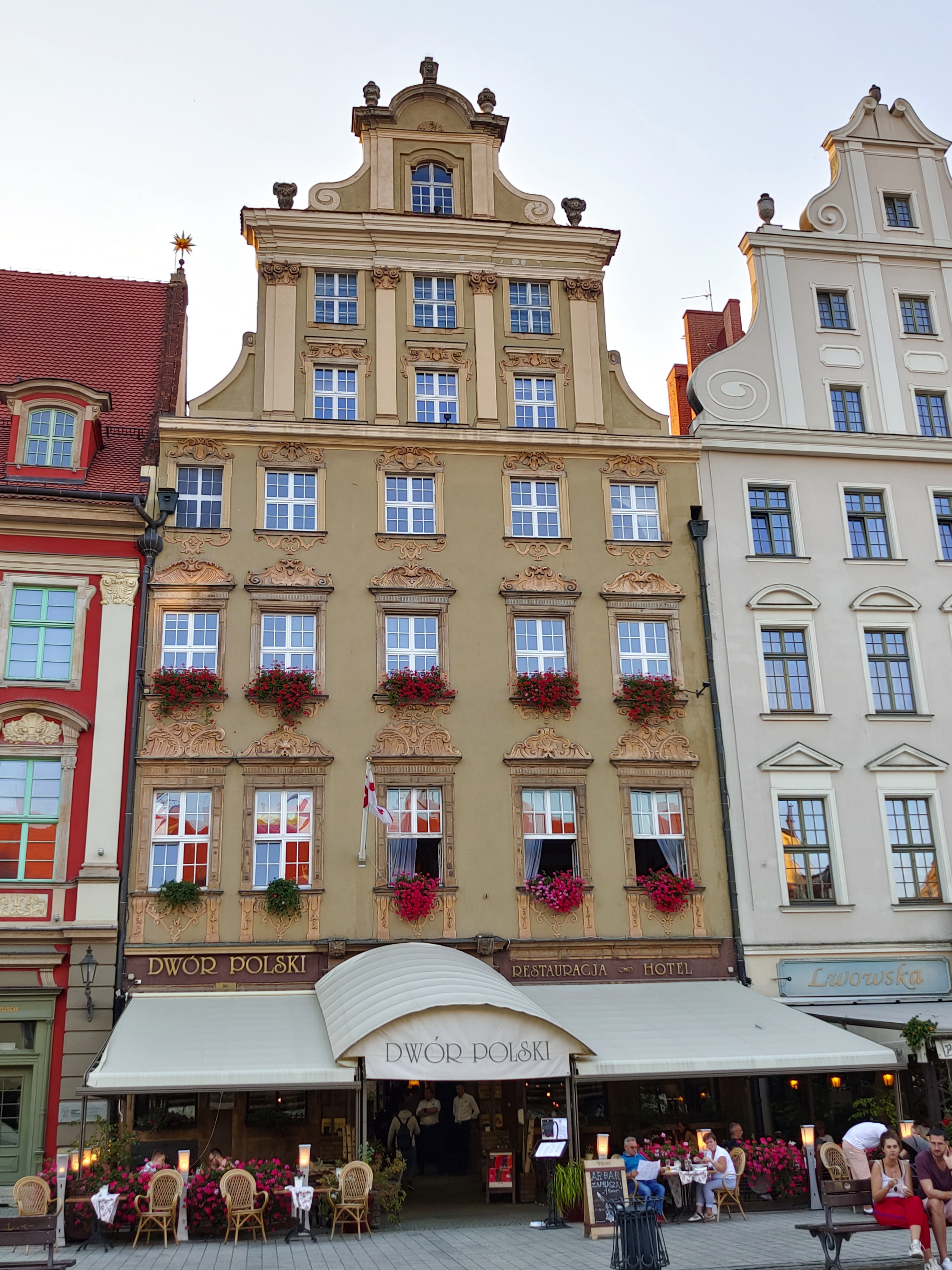
Rynek č. 5

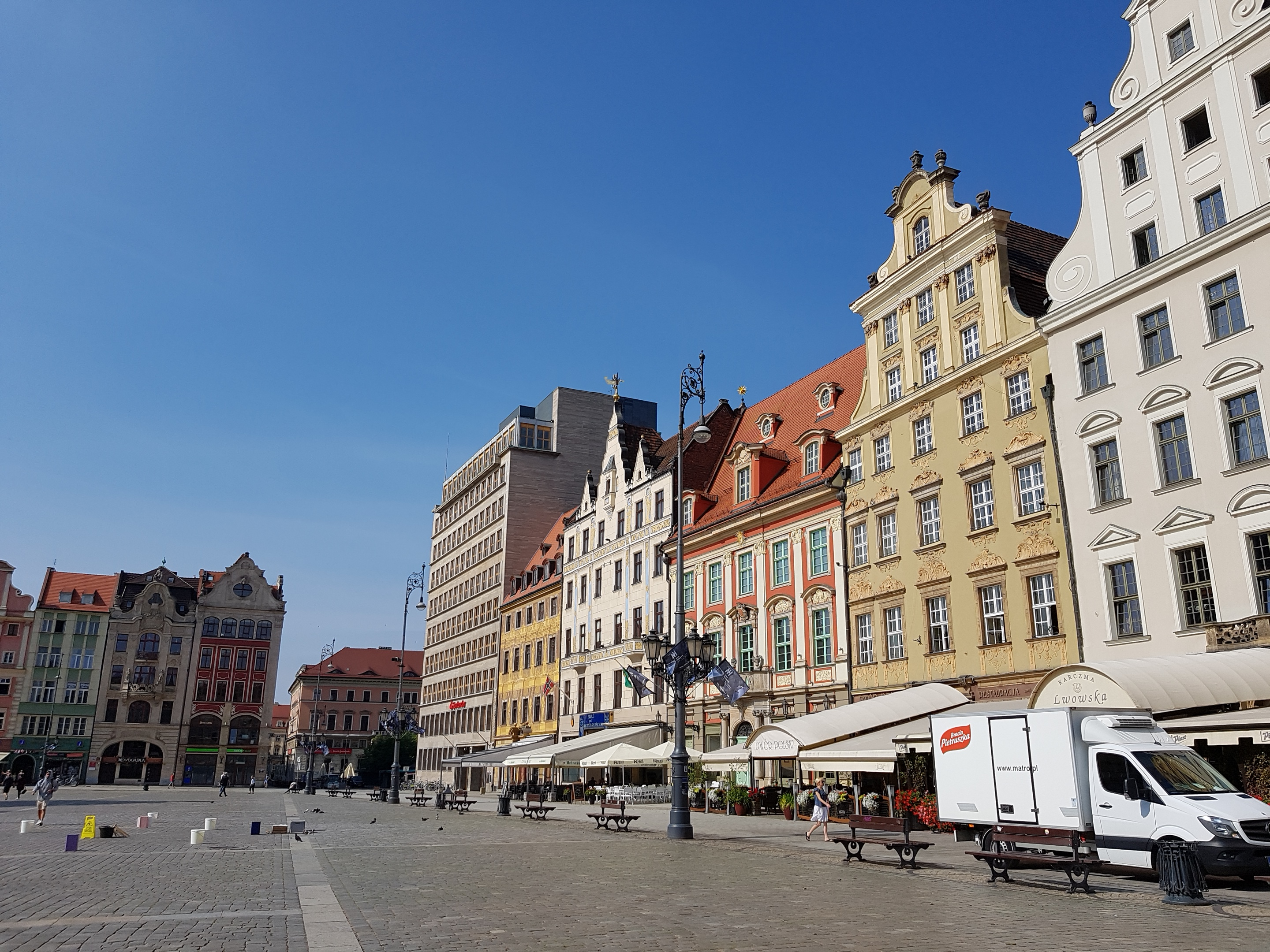
Západní strana Rynku

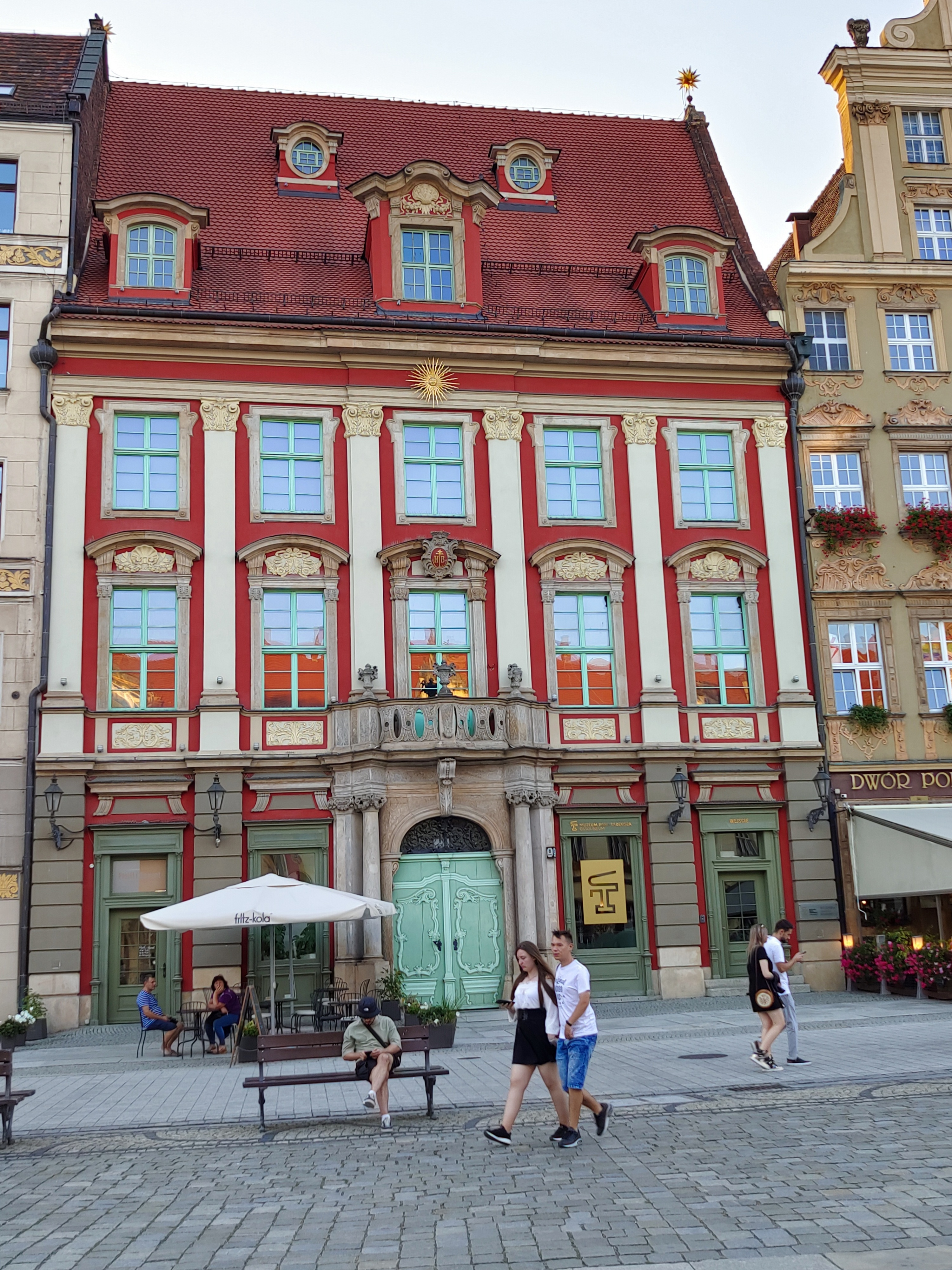
Rynek č. 6 (U Zlatého slunce)

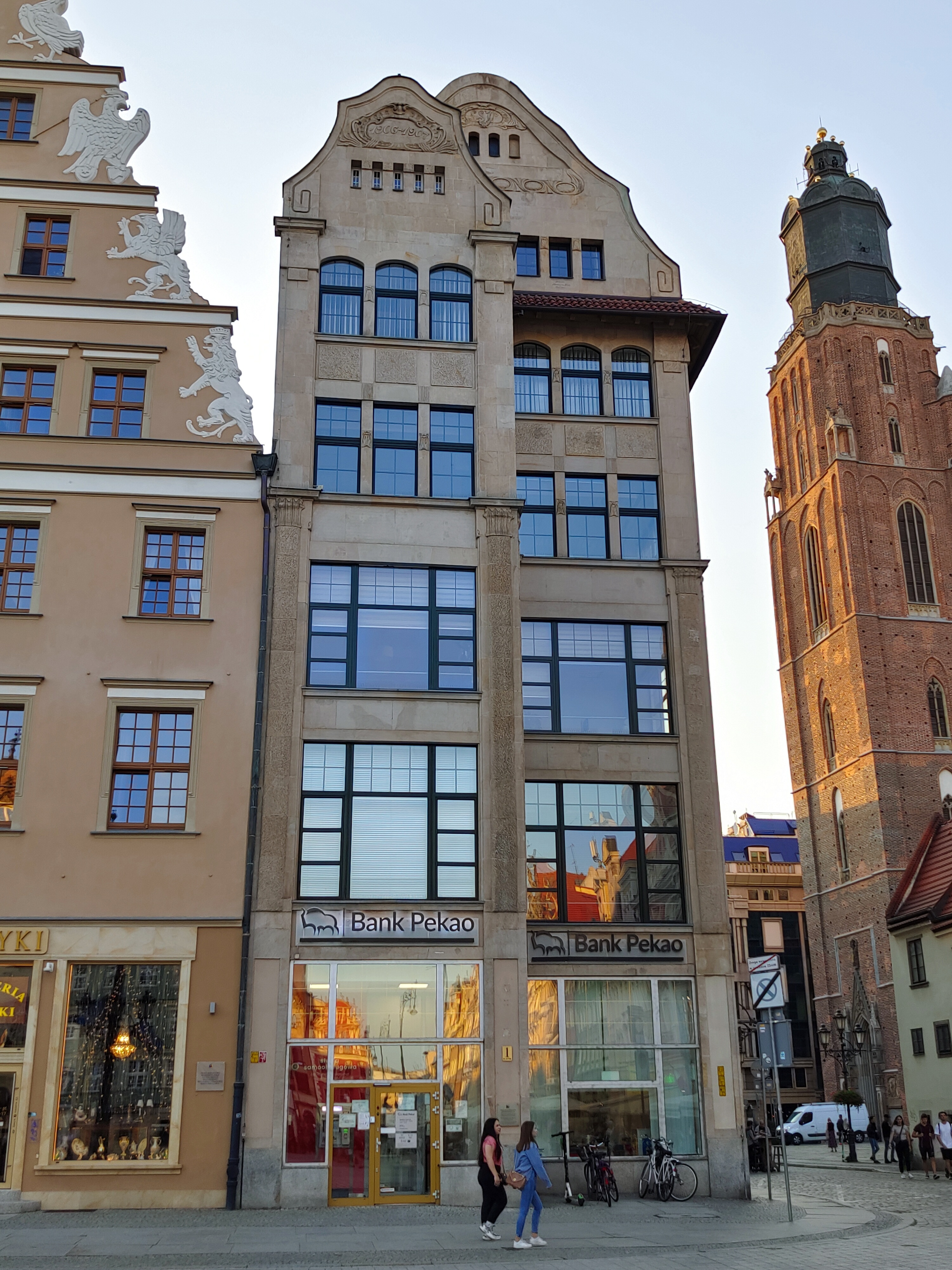
Rynek č. 1

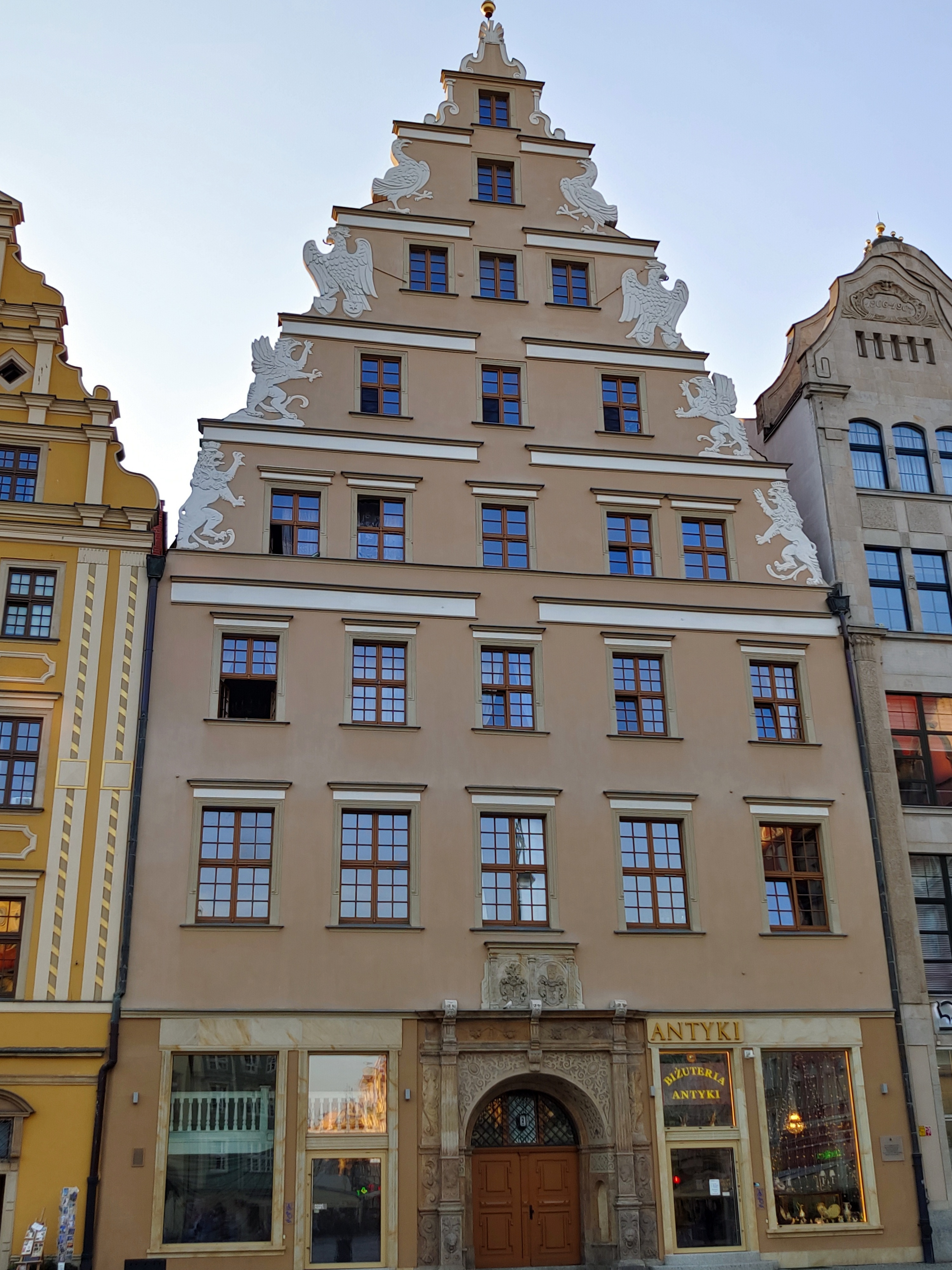
Rynek č. 2 (U Gryfů)

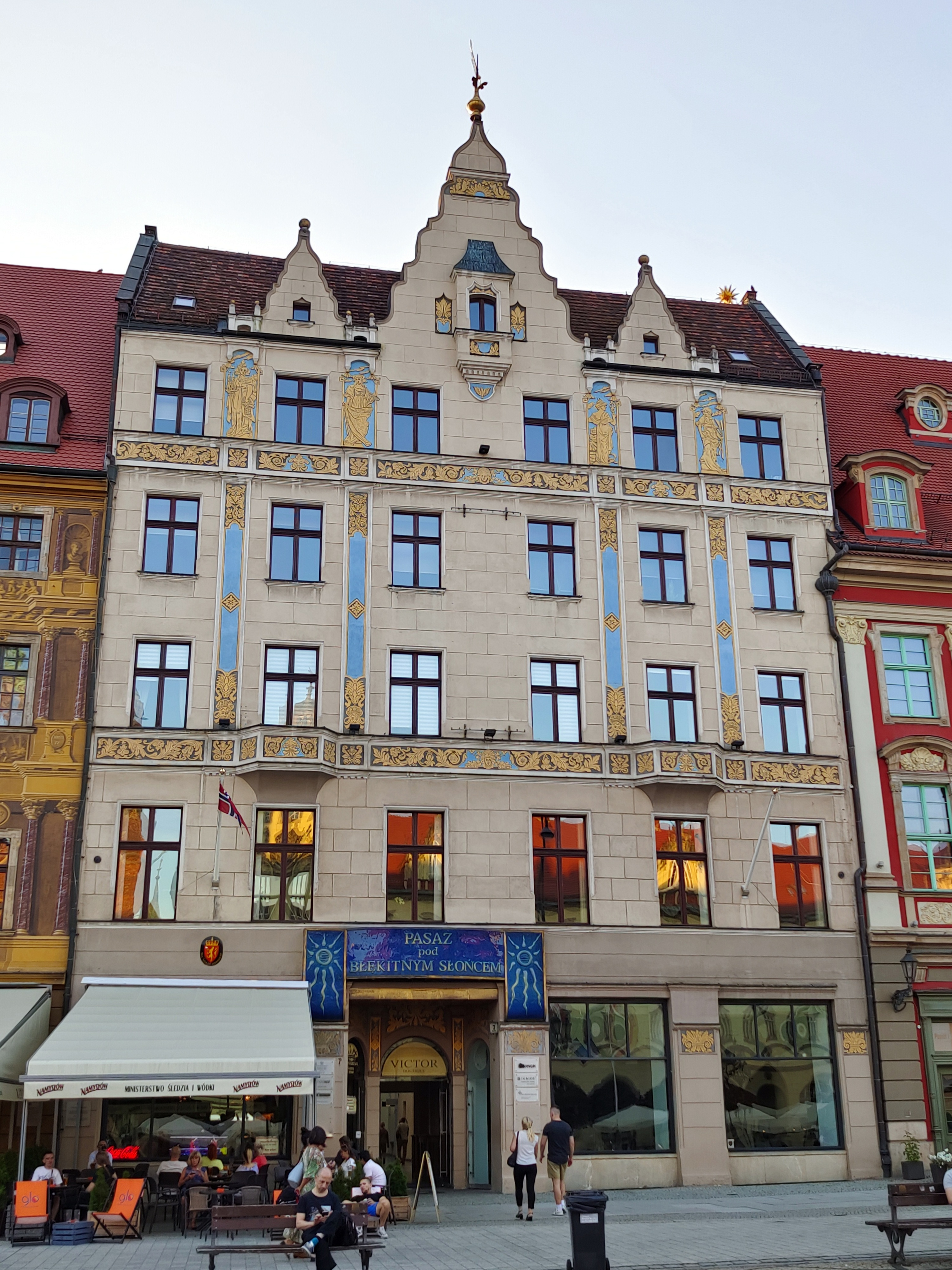
Rynek č. 7 (U Blankytného slunce)

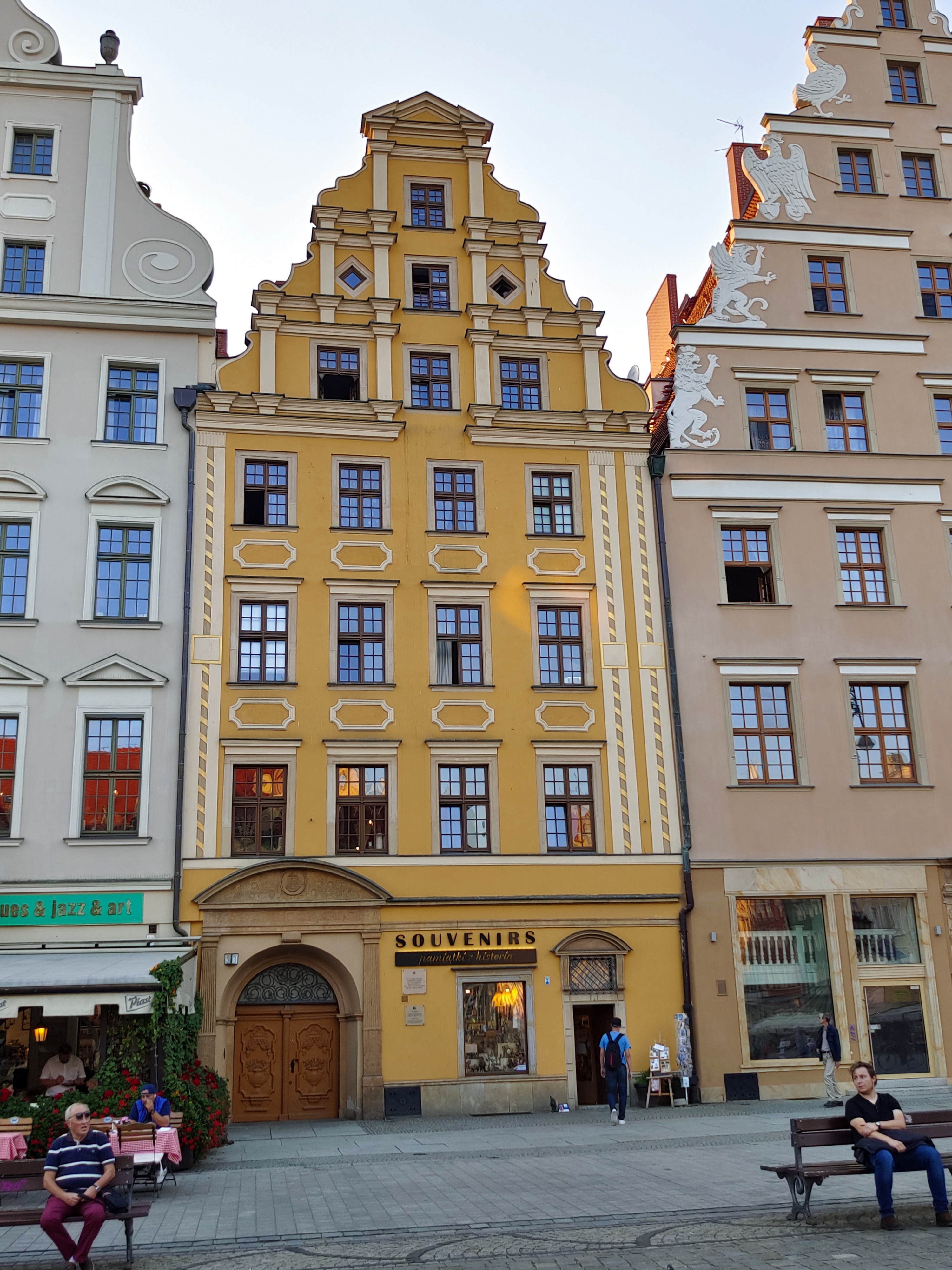
Rynek č. 3

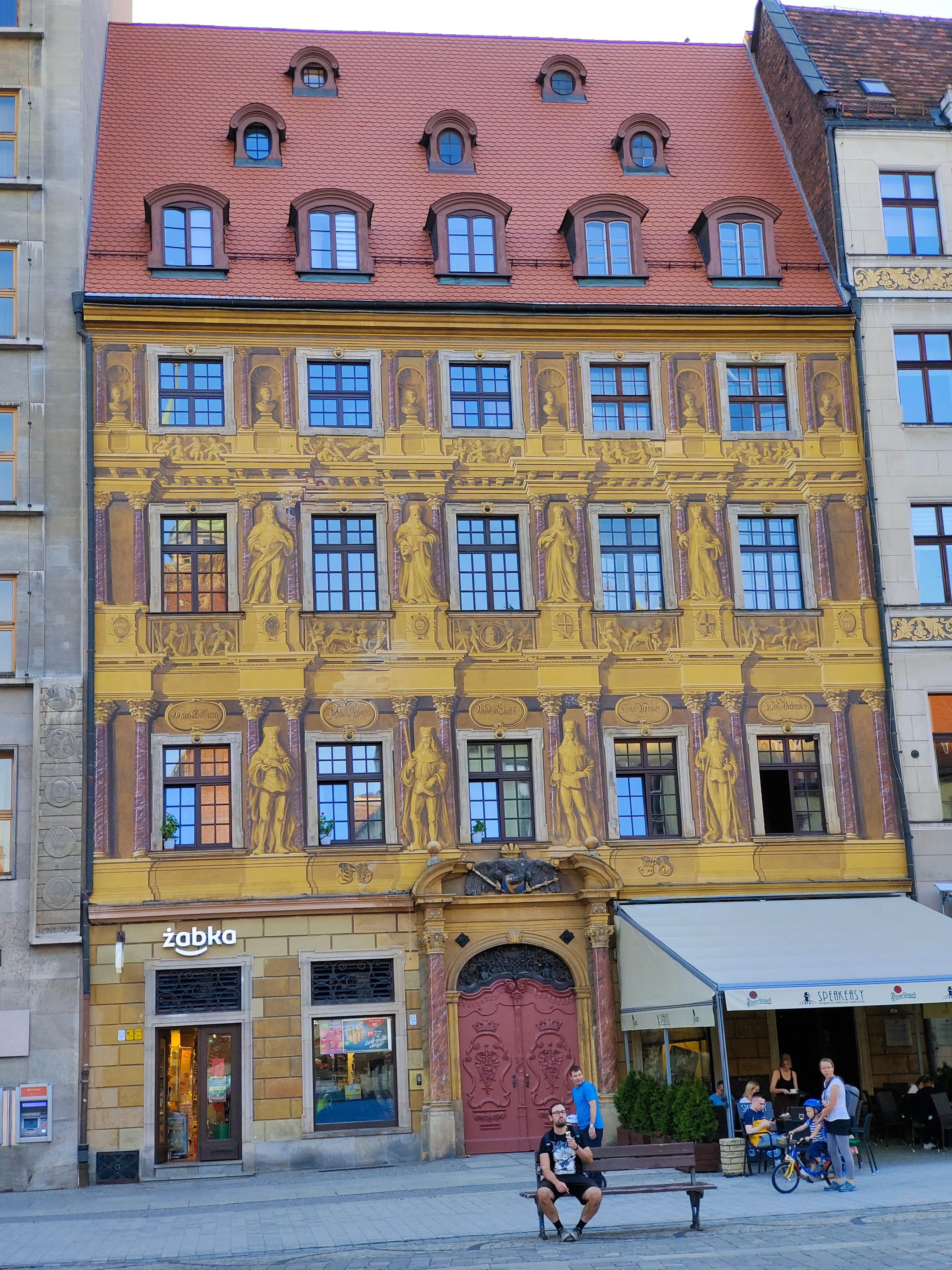
Rynek č. 8 (U Sedmi kurfiřtů)

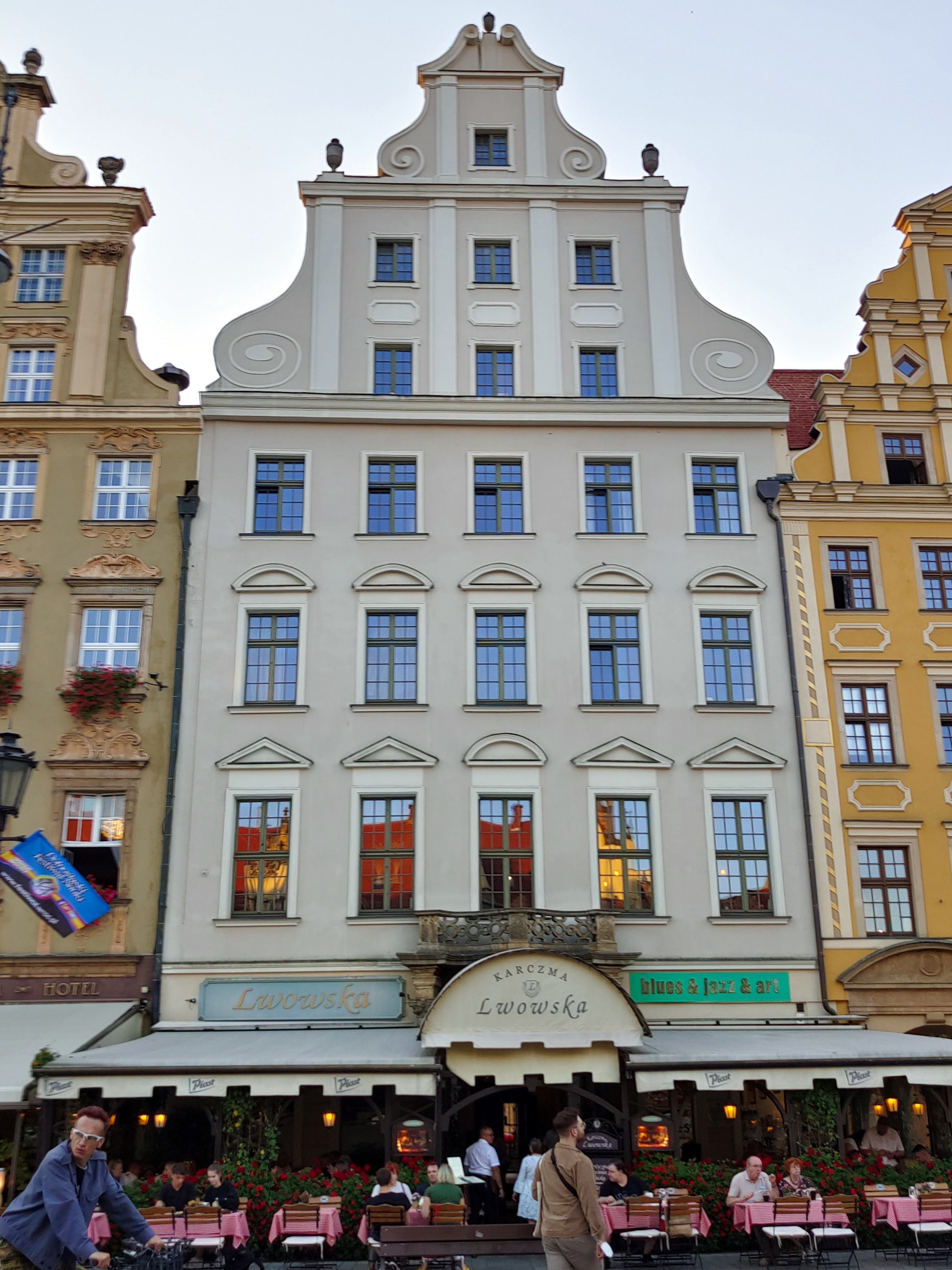
Rynek č. 4

Cihlové stavby se objevily v polovině 13. století a první byly postaveny na pozemcích č. 8, 17, 24 a 52, zatímco domy č. 17 a 24 měly čtyřstranný půdorys s kratší stranou obrácenou na náměstí. Dům čp. 17 je pravděpodobně datován do druhé čtvrtiny 13. století. Byla to budova s jednoprostorovou místností podepřenou dvěma sloupy a krytou šesti poli křížové klenby. Další dvě budovy č. 8 a 52 měly dvě místnosti kryté stropem, přičemž druhá místnost byla o 1/3 menší než první a měla klenbu. Tyto dva domy byly postaveny ve druhé polovině 13. století. První hrázděné a zděné stavby byly postaveny na parcelách č. 6 a 12. K rozšíření zbývajících parcel a budov na nich postavených došlo ve 14. a 15. století. Nejpomaleji se vyvíjela severní strana, kde jednotlivé nemovitosti, původně široké 60 stop, přežily až do 14. století. Domy postavené ve 13. století se rozměrově lišily; měli od 50 do 200 m², a to v důsledku dělení majetku dědictvím.
Zděné domy byly obvykle dvoupodlažní, méně často třípodlažní a jejich přízemí byla zapuštěna do hloubky asi 0,6 až 1 m (maximálně do 1/3 své výšky), koncem 13. století byla zcela pod úrovní terénu. Tyto prostory byly zakryty klenbami. První patra byla obvykle vysoká 2,6 až 3,2 m a jednalo se o vytápěné obytné místnosti. V některých domech byla druhá podlaží vysoká až 4 m, což může svědčit o jejich reprezentativních nebo skladovacích účelech. Místnosti v prvních patrech byly osvětleny štěrbinovými okny, vyšší patra prosvětlena většími, jedno nebo dvoukřídlovými okny, zakrytými půlkruhovými, špičatými oblouky nebo oculusy. Fasády prvních domů byly vytvářeny z kompozičně nezávislých částí rozdělených panelovým vlysem nebo římsou. V jednoprostorových budovách byl vchod na straně domu a vedl nejčastěji do haly, ve dvouprostorových domech byly u jedné z bočních stěn dva vchody vedle sebe. Přízemní část průčelí měla obvykle horizontální kompozici s jasným členěním oken a zvýrazněním jejich napodobenin.
Podkroví s vysokými střechami obvykle sloužilo jako skladovací prostory. Mezi patry byly dřevěné stropy a nad přízemím klenby. Vstup do budovy byl umístěn jak vpředu, tak vzadu, a vchod do horních pater byl v zadní části budovy a nejčastěji zde byly další dřevěné schody. Doposud bylo objeveno 23 takových domů [25]. Tyto budovy byly často, v důsledku závětí a prodejů, rozděleny na poloviny, čtvrtiny nebo třetiny, posléze často opět spojovány do větších nemovitostí. Největší aktivita při stavění nových domů probíhala na západní straně, kde již na konci 13. století došlo ke kompaktní zástavbě domy. Většina prvních domů měla své štíty obrácené k náměstí a měly různé délky bočních stěn. Domy byly v každém patře jak jednoprostorové (např. č. 4, 6, 8, 12, 17, 24, 26, 33, 41, 43, 59), tak i dvouprostorové (4, 6, 12 a 24). Na pozemcích č. 5, 7, 22/23, 48/49, 52, 60 stály domy s hřebenovým uspořádáním.
Na konci 13. století byly budovy na parcelách č. 7, 22/23 rozšířeny o zadní křídla a dům č. 48/49 byl rozdělen na dva jednoprostorové a dvoukřídlé domy. Některé domy měly v přední stěně více než jeden vchod: č. 60 měl dva vchody, č. 48/49 tři vchody a č. 7 čtyři vchody. Rohový dům č. 41 měl jeden vchod z Rynku, ale sedm z ulice Wita Stwosza. Tyto domy byly uvnitř nejčastěji rozděleny dřevěnými příčkami. Některé domy ze 13. století byly pokryty architektonickým polychromem sestávajícím ze dvou vrstev malby, tj. červeného podkladu a bíle natřených spár.
Domy postavené ve 13. století patřily zástupcům zámožnějších profesních skupin měšťanů. Tyto skupiny byly čtyři a souvisely s trhem. Jižní a západní strana Rynku, ulice Ofiar Oświęcimskich a Kiełbaśnicza byly obsazeny měšťany, kteří se zabývali obchodem, domy na ul. Kotlarska patřila k bohatým stánkařům. První část ulice Wita Stwosza, ve středověku známá jako Między Złotnikami, byla obývána zlatníky; v okolí ulice Kuźnicza žili výrobci zbroje. Nejhonosnější domy patřily patriciátu, který vlastnil pětadvacet domů na západní a jižní straně, devět na severní a totéž na východní straně Rynku, další také na Kurzym Targu.
Plocha náměstí byla vydlážděna a před severním a východním blokem byla položena dřevěná prkna. Na konci 13. století se díky navážení vrstev odpadu, písku a suti zvedla úroveň Rynku téměř o 2 m. Z tohoto důvodu byly před domy postaveny zděné verandy. První takové stavby byly postaveny ve třetí čtvrtině 13. století. Verandy zabraly další čtyři metry prostoru náměstí. Nejčastěji to byly vyčnívající místnosti s výškou dosahující prvního patra a ty vyčnívaly nad úroveň země o několik desítek centimetrů. Boční a přední stěny byly stavěny z cihel ve dvouřadém nebo nepravidelném vzoru a byly složeny ze sloupů, jejichž oblouky spočívaly na středových a arkádových podpěrách. Některé z nich byly pokryty malířským nátěrem sestávajícím z červeného pozadí a bíle natřených spár. Verandy byly zakryty plochou střechou, ze které byly do prvního patra přístupné dřevěné nebo kamenné schody. Do místností v přízemí (zapuštěné do země po zvýšení úrovně náměstí) se vstupovalo dveřmi v přední stěně domu. V polovině 14. století, kdy se úroveň terénu Rynku zvedla z původního stavu o 3 m a dosáhla současné úrovně, se verandy začaly likvidovat. Tehdy dosáhl počet domů současného stavu.
Ve 14. století byly domy na Rynku převážně dvoukřídlé nebo dvoupodlažní se samostatným suterénem (původně bývalým přízemím) a jedním patrem. Hala v přízemí byla často využívána jako dílna, skladiště zboží nebo velkoobchod. Do haly často vedla vstupní brána. Po požárech v letech 1344, 1349 a 1360 městská rada, dne 26. srpna 1363, nařídila bezpodmínečné přestavění dřevěných domů na Rynku na zděné. V 15. a 16. století byly místnosti v zadním traktu domu přestavovány a dostávaly žebrovou nebo hvězdicovou klenbu. V těchto místnostech bylo uloženo nejcennější zboží a obchodní knihy. V této části domu byl také průchod do dvora. Koncem 15. a začátkem 16. století získávaly domy nová patra a pokoje sloužily k různým účelům. Ve větších domech byly místnosti s reprezentativní funkcí, například v domě „Pod Siedmioma Elektorami“ (U Sedmi kurfiřtů). Nárůstem počtu obyvatel domu, služebnictva nebo učňů a tovaryšů vznikla potřeba zvýšit počet obytných místností. K zadní části domů byly přistavovány přístavby, ve kterých byly prostory i pro kuchyň, také podkroví byla upravována pro obývání.
V 16. století začaly v důsledku rekonstrukcí dostávat domy na Rynku široké čelní fasády s horizontálním vrcholem, např. dům č. 60, který byl zakončen stupňovitými štíty. Renesanční období přineslo významné změny v architektuře zastřešení budov. Vysoké střechy byly nahrazeny plochými terasami s věžovými pavilony a atikou složenou z půlkruhových a čtvrtkruhových štítů. Těmito změnami prošel zejména dům „Pod Złotą Koroną“ (U Zlaté koruny). Během renesance získaly domy lepší přístup do patra, schodiště se stavěla uvnitř budovy, v její střední části. Přístupy do dalších pater byly umístěny v různých částech budovy. Obytné místnosti v patrech dostaly působivější vzhled, trámové nebo kazetové stropy byly pokryty malovanými ornamenty s květinovými motivy a mramorovými nebo figurálními scénami. Ve druhé polovině 16. století dostaly fasády domů podobu holandského manýrismu, štíty zdobily propracované siluety z ohnutých pásů ozdobného kroužku nebo ozdob ve formě reliéfů zobrazujících zvířata (dům č. 2 „Pod Gryfami“). Koncem 16. století se výzdoba fasád domů změnila z příhradového členění na zdůraznění horizontálního členění. V období baroka (přelom 16. a 17. století) dostaly štíty domů novou podobu odstraněním jejich mezipodlažních předělů a přidáním ozdobných prvků, obvykle kamenných, s motivem volut a figurální reprezentace.
Do konce 19. století prošly domy na Rynku různými změnami, které byly důsledkem zavedení nových architektonických stylů. Od renesance (dům „Pod Złotą Koroną“ na ulici Garncarska č. 8) až do pozdního baroka, například domy č. 18 a 46.
Na počátku 20. století byla díky konzervátorům a architektům věnována větší pozornost ochraně památek a architektonickým změnám, které ničily architektonické dědictví Vratislavi. Jedna z prvních publikací proti demolici starých domů vyšla v roce 1904 pod názvem Das Haus zur Goldenen Krone a jeho autor L. Burgemeister se postavil proti demolici renesančního domu č. 29 kvůli stavbě dalšího obchodního domu. Ve 30. letech 20. století vydal vratislavský konzervátor a stavební poradce Rudolf Stein dvě knihy o měšťanských domech a jejich vzhledu v roce 1800. Jeho zásluhou zmizely v roce 1935 z fasád domů na Rynku tabule zakrývající budovy a znetvořující jejich historickou hodnotu. Díky novému trendu byly obnoveny fasády obchodního domu Barasch Brothers, restaurovány fasády domů č. 45, 16 a štítu domu č. 15 a obnovena fasáda domu č. 55. Největší kontroverze vzbudila stavba bankovní budovy č. 10/11 od Heinricha Rumpa v letech 1929–1931. Modernistický design se výrazně střetl s historickými domy na Rynku a to nejen stylem, ale i výškou.
Během Druhé světové války, v roce 1945, bylo zničeno přes 60 % budov v okolí Rynku, přežilo jich pouze sedmnáct. V roce 1953 bylo rozhodnuto o výstavbě větších historických souborů, včetně domů na Rynku. Tyto práce vycházely ze studií zpracovaných v letech 1949–1952 pod dohledem Emila Kalikiho z Městského úřadu územního plánování. Jejich cílem byla přestavba nebo renovace starých budov převážně pro bytové účely a v přízemí pro služby. Práce zahrnovaly demolici mnoha zadních hospodářských budov a sjednocení čelních fasád domů. Pouze tři domy byly přestavěny pro nebytové účely: dům č. 29 pro projekční kanceláře, domy č. 23–27 pro Dům kreativních spolků a domy ve středu náměstí č. 7/8. Celkem bylo zrekonstruováno 24 domů v jejich historické podobě, 11 bylo vystavěno nebo přestavěno a 13 opraveno. Do roku 1955 byla většina domů zrekonstruována, ale bez dekoru fasád. Tyto rekonstrukce byly ve většině případů neúplné, vynucené zachovanými ocelovými prvky konstrukce nebo architektonickými detaily, které byly přesunuty na exponovanější místa: např. malovaný strop ze zadní místnosti domu č. 47 byl přesunut do přední místnosti, do přední části přesunut portál ze dvora v domě č. 20 a do štítu domu č. 4 byl vložen portál z paláce Schreyvoglia. Mnoho fasád, hlavně na nejvíce poškozené severní a jižní straně náměstí, dostalo zjednodušenou výzdobu. Barevné provedení všech čelních fasád náměstí vytvořili: Aleksander Jędrzejewski, Stanisław Pękalski a Władysław Wincze.
Hospodářské budovy, sousedící s domy v jejich zadní části, byly ve většině případů odstraněny a fasády směřující do dvora dostaly nové kompozice. Posledním domem, postaveným od základů, v letech 1992–1994 byl dům „Pod Złotym Psem“ (U Zlatého psa).

### Západní strana
Na západní straně náměstí, známé také jako Strana sedmi kurfiřtů (německy: Sieben-Kurfürsten-Seite), dříve „Przy Budce“ nebo „Przy Wadze“, se nachází nejvíce původních památek - domy renesanční a manýristické, původně gotické. V této části je 8 domů a na nejjižnější parcele kancelářská budova, jeden z prvních mrakodrapů ve Vratislavi (v současné době pobočka banky Santander Bank Polska S.A.). Parcely západní strany zasahují až do ulice Kiełbaśnicza.
Nejstarším domem, pocházejícím z první poloviny 13. století, je dům č. 8 - „Pod Siedmioma Elektorami“ (U Sedmi kurfiřtů), přestavěný a rozšířený v rámci své parcely o jednu část na přelomu 15. a 16. století. Ze 13. století pochází dům č. 3 - „Pod Złotym Orłem“ (U Zlatého orla) s renesančními a manýristickými rysy a dům č. 5. Ve 14. století byl postaven dům č. 7, nyní známý jako dům „Pod Błękitnym Słońcem“ (U Blankytného slunce), tehdy jednopatrový (cca 10,5 m) a dům č. 1. V roce 1575 byl dům č. 5 přestavěn ve stylu italského manýrismu. V jeho středu byl umístěn portál a nový sál zabíral dvě třetiny šířky budovy, fasáda byla bohatě zdobena dekorativním štukem. Ve stejném období byl postaven štítový dům č. 9 s portálem na pravé straně a okny s rámy zdobenými obdélníkovými a čtvercovými motivy. Jeho štít byl rozdělen na tři části a každé patro bylo odděleno římsou. V roce 1587 byl dům č. 2 („Pod Gryfami“) přestavěn městským stavitelem Fryderykem Grossem. V té době měl dům průchod v ose budovy a v přední části byl o něco širší (ve středověku a 16. století). V zadní části byly dvě pole gotických křížových a žeberních kleneb. Byla to jedna z největších budov na Rynku; měla pět oken, tři nadzemní podlaží, dvě úrovně suterénu a pět úrovní střechy.
V následujících staletích domy v této části Rynku sloužily obytným funkcím včetně domu č. 8 („Pod Siedmioma Elektorami“). V roce 1672 získal dům palácový charakter. Gotické stropy byly překryty štukem, ve středu fasády byl umístěn barokní portál brány a čelní fasáda byla pokryta obrazy. Mezi sloupy v 1. a 2. patře byly portréty císaře Leopolda I. a sedmi kurfiřtů, ve 3. patře byly do nik mezi sloupy umístěny starožitné busty. Podobná palácová fasáda byla provedena v roce 1727 na domě č. 6. („Pod Złotym Słońcem“). Další velké přestavby proběhly v roce 1804 (fasáda domu č. 1) a v roce 1805 (dům č. 7). V roce 1837 byly zbořeny domy č. 10 a 11 a na jejich místě byla postavena nová čtyřpatrová budova v klasicistním stylu. Na přelomu 19. a 20. století se začaly používat ocelové konstrukce, které umožňovaly stavbu budov s tenkými stropy a velkými okenními otvory. V té době byl zbořen dům č. 1 a na jeho místě byl postaven obchodní dům Geschäftshaus Ludwig Wittemberg ve stylu akademické moderny. K posledním zásadním změnám na západní straně došlo v roce 1929, kdy byl zbořen renesanční dům č. 9 a budova č. 10/11 a na jejich místě byla postavena desetipatrová bankovní a administrativní budova (nyní pobočka banky Santander Bank Polska S.A.). V roce 1935 byly díky Rudolfu Steinovi provedeny restaurátorské práce na domě č. 2 („Pod Gryfami“). První práce začaly v roce 1933 po požáru domu. V souladu s tehdejším trendem obnovy původních vzhledů historických domů byly na fasádě budovy, dle kreseb H. Mützela z roku 1824, restaurovány staré římsy, z portálu ze zadní části budovy byly přesunuty staré erby a na štítu domu byly renovovány a doplněny zvířecí reliéfy. Jejich autorem byl sochař Johannes Kiunka, který také prováděl restaurátorské práce v domě č. 6, zejména restaurování štuků a obrazů na stropech v prvním patře.
Během Druhé světové války utrpěla západní strana Rynku nejmenší škody. Pouze dům č. 4 byl zcela spálen, dům č. 3 byl částečně poškozen a dům č. 8 byl mírně poškozen (zejména polychromie na fasádě). Poškozené domy byly přestavěny v roce 1953. Jejich autory byli architekti Maria Mirosława Czyżewska, Edmund Małachowicz, Józef Rachwalski (dům č. 4) a Emil Kaliski - dům č. 3. Současně byla zbourána historická přístavba sousedící s domem č. 2, z důvodu nedostatku finančních prostředků na její obnovu a další bytové potřeby.
Domy na západní straně Rynku:
- Dům na Rynku č. 1
- Dům na Rynku č. 2 - „Pod Gryfami“ (U Gryfů)
- Dům na Rynku č. 3
- Dům na Rynku č. 4 - „Pod Złotym Orłem“ (U Zlatého orla)
- Dům na Rynku č. 5
- Dům na Rynku č. 6 - „Pod Złotym Słońcem“ (U Zlatého slunce)
- Dům na Rynku č. 7 - „Pod Błękitnym Słońcem“ (U Blankytného slunce)
- Dům na Rynku č. 8 - „Pod Siedmioma Elektorami“ (U Sedmi kurfiřtů)
- Dům na Rynku č. 9-11

### Jižní strana
Jižní strana se nazývala „Strona Złotego Pucharu“ (česky „Strana Zlatého poháru“, německy „Goldene-Becher-Seite“), dříve také „Pod Starą Szubienicą“ (česky „U Staré šibenice“, německy „Beim Alten Galgen“). Budovy zde jsou do značné míry volnou rekonstrukcí v poválečném období (1952–1960). Velkou část tvoří bývalé secesní nebo modernistické obchodní domy, skryté za pseudohistorickou fasádou.

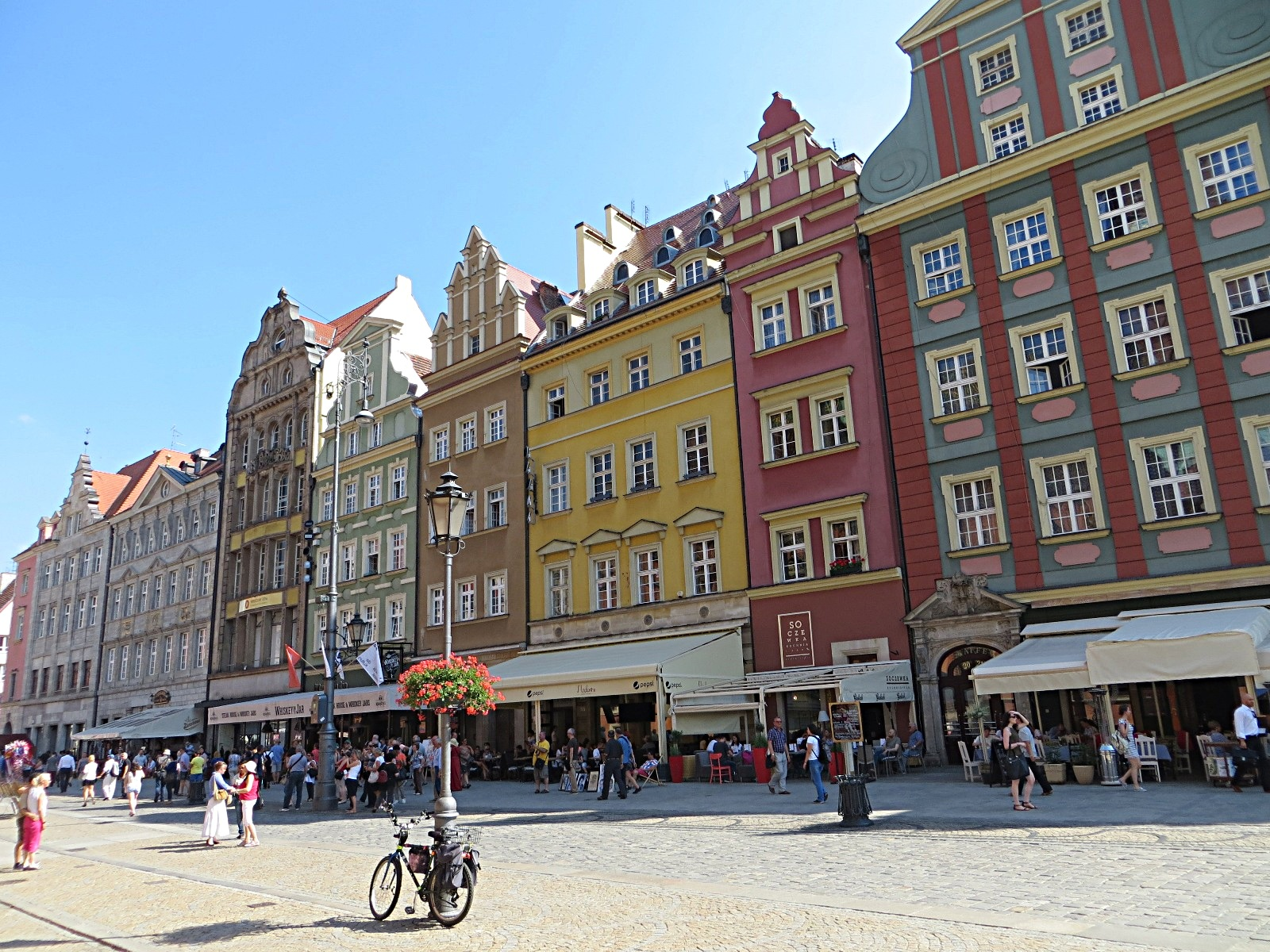
Jižní strana Rynku

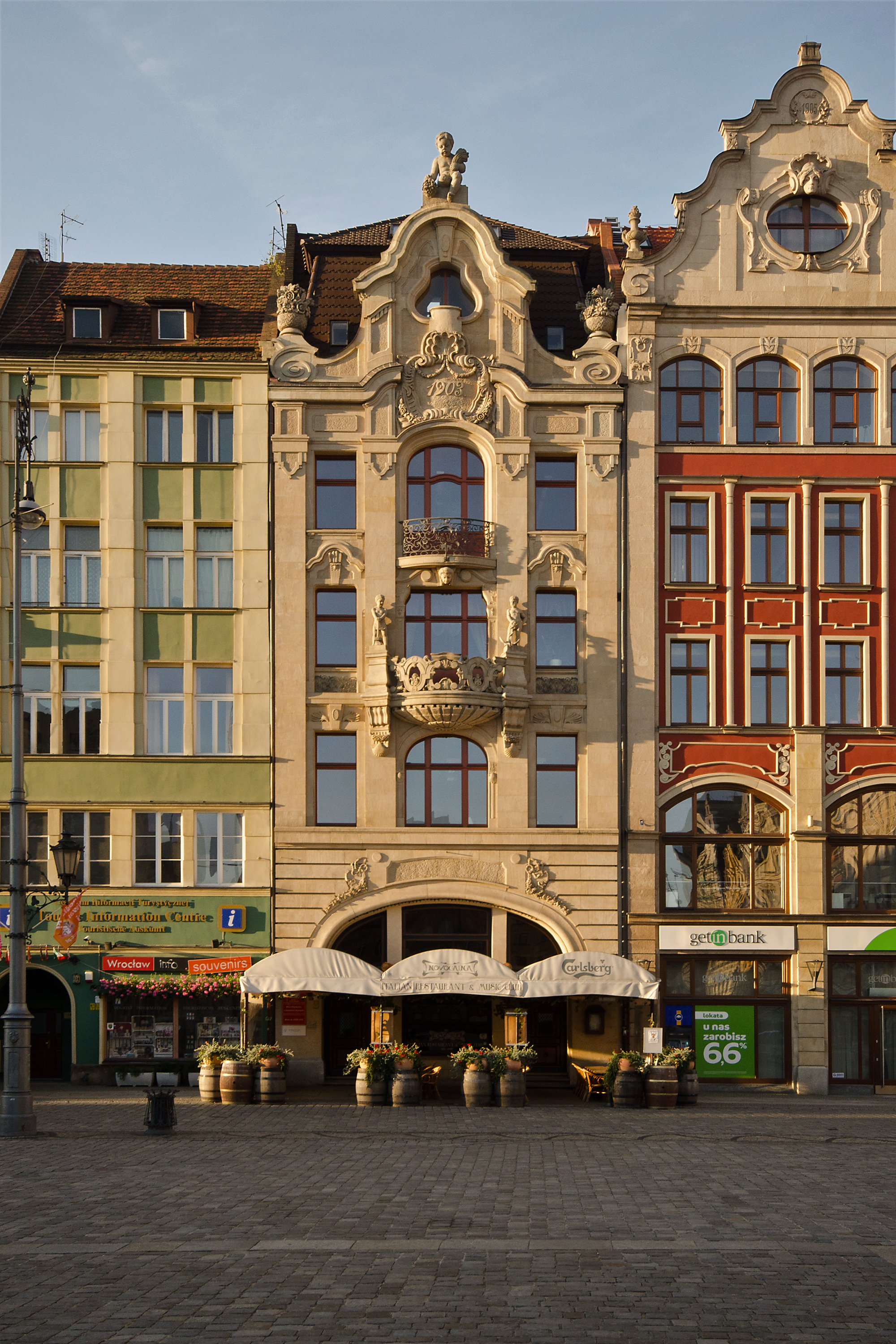
Rynek č. 13

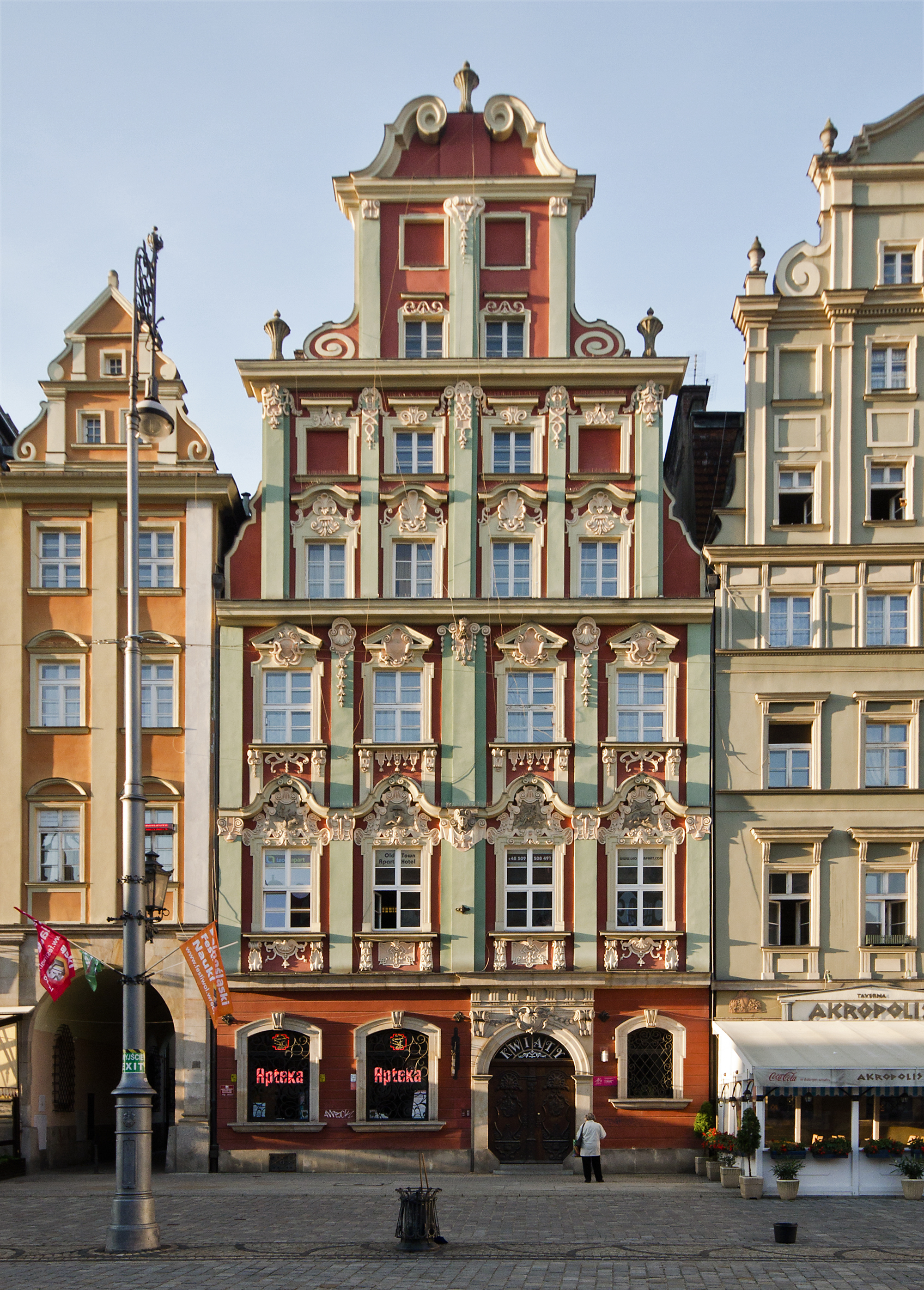
Rynek č. 18

Nejstaršími budovami na jižní straně jsou domy č. 12, 17 a 24. Zděný dům č. 12 byl postaven ve 13. století jako náhrada dřevostavby. Další dva domy byly postaveny na obdélníkovém půdorysu, kratší stranou k Rynku. Dům č. 17 je pravděpodobně datován do druhé čtvrtiny 13. století. Jednalo se o budovu s jednoprostorovou místností, nesenou dvěma pozdně románskými sloupy a krytou šesti křížovými klenbami. Dům č. 24 byl postaven z cihel v polokřížové vazbě. Na konci 13. století byly také postaveny domy č. 21, a 23 („Pod Zieloną Dynią”) a č. 26 („Pod Złotym Pucharem”). Zbývající domy pocházejí ze 14. století. Jednou z největších budov byl dům č. 19. V jeho sklepní části byly dva kamenné, hranaté pilíře, nesoucí šest křížových klenutých stropů a celá místnost měla rozměry 13 × 12,4 m. Prostorné byly i pokoje v přízemí. Na konci 16. století byly přestavěny fasády dvou domů č. 27 a 28 o šířce čtyř okenních os. Dostaly pozdně renesanční podobu a ve štítu manýristickou formu. Ze stejného období pochází i portál v domě č. 12 (v současné době na ulici Biskupia č. 11) s rysy nizozemského manýrismu. V období baroka bylo přestavěno několik domů, včetně fasády domu č. 20, která mu dává barokní podobu. Stopou této přestavby je datum „1689“ umístěné na zachovalém portálu vedle latinské nápisu a datum první přestavby „1542“. Dům č. 18 byl přestavěn po roce 1737. Jeho fasáda byla nejbohatší a nejvýstavnější v celé Vratislavi. Ve třetí čtvrtině 19. století, v důsledku stále bohatší části majitelů domů, kteří získali svůj majetek na rozvíjejícím se průmyslu a obchodu, bylo mnoho domů přestavěno nebo se výrazně změnil vzhled jejich fasád. Podstatnými změnami prošel dům č. 14, fasády byly změněny i na domech č. 16 a 26. V následujících letech 1876–1895 byly zbořeny domy č. 15, 24, 25 a 28 a na jejich místě byly postaveny nové budovy, některé v neorenesančním stylu, např. dům č. 24. Na přelomu 19. a 20. století se začaly používat ocelové konstrukce, které umožňovaly stavbu budov s tenkými stropy a velkými okenními otvory. Během tohoto období byly zbourány domy č. 12, 13, 15 (opět), 20, 22, 23, 26, 27 a znovu č. 28. Některé nové budovy byly během stavby kombinovány se sousedními budovami, aby se získalo více komerčních prostor, například domy č. 27–28. Další využily při stavbě ocelové konstrukce (č. 12, 13, 20 a 22). Nový dům č. 22 byl postaven v eklektické podobě. Domy č. 12 a 25 dostaly novobarokní podobu, dům č. 23 byl postaven ve stylu akademického modernismu a domy č. 13 a 20 ve stylu secese. V roce 1927 byl na této jižní straně Rynku zbourán nejužší dům č. 21 a na jeho místě postavena pětipodlažní modernistická budova se širokými čtyřdílnými okny.
Koncem Druhé světové války byla jižní strana výrazně poškozena. Domy č. 16, 17, 18, 19 a 24 byly zcela zničeny a domy č. 20, 22 a 26 vyhořely. Po roce 1956 byl dům č. 15 kompletně zrekonstruován podle návrhu Emila Kaliského.
Domy na jižní straně:
- Dům na Rynku č. 12
- Dům na Rynku č. 13
- Dům na Rynku č. 14
- Dům na Rynku č. 15
- Dům na Rynku č. 16
- Dům na Rynku č. 17
- Dům na Rynku č. 18
- Dům na Rynku č. 19 - „Pod Starą Szubienicą“ (U Staré šibenice)
- Dům na Rynku č. 20
- Dům na Rynku č. 21
- Dům na Rynku č. 22 - „Pod Złotym Dzbanem“ (U Zlatého džbánu)
- Dům na Rynku č. 23 - „Pod Zieloną Dynią“ (U Zelené dýně)
- Dům na Rynku č. 24
- Dům na Rynku č. 25
- Dům na Rynku č. 26 - „Pod Złotym Pucharem“ (U Zlatého poháru)
- Dům na Rynku č. 27–28

### Východní strana
Na této straně jsou domy od č. 29 do 41, dříve byla tato strana známá pod názvy „Strona Zielonej Trzciny” nebo „Strona Zielonej Rury” (česky Strana Zeleného rákosí nebo Strana Zelené roury, německy Grüne-Rohr-Seite). Její název pravděpodobně pochází ze vzhledu studny, známé jako „Studnia Zielonej Rury” (Studna Zelené roury), která se nacházela před domem č. 35.

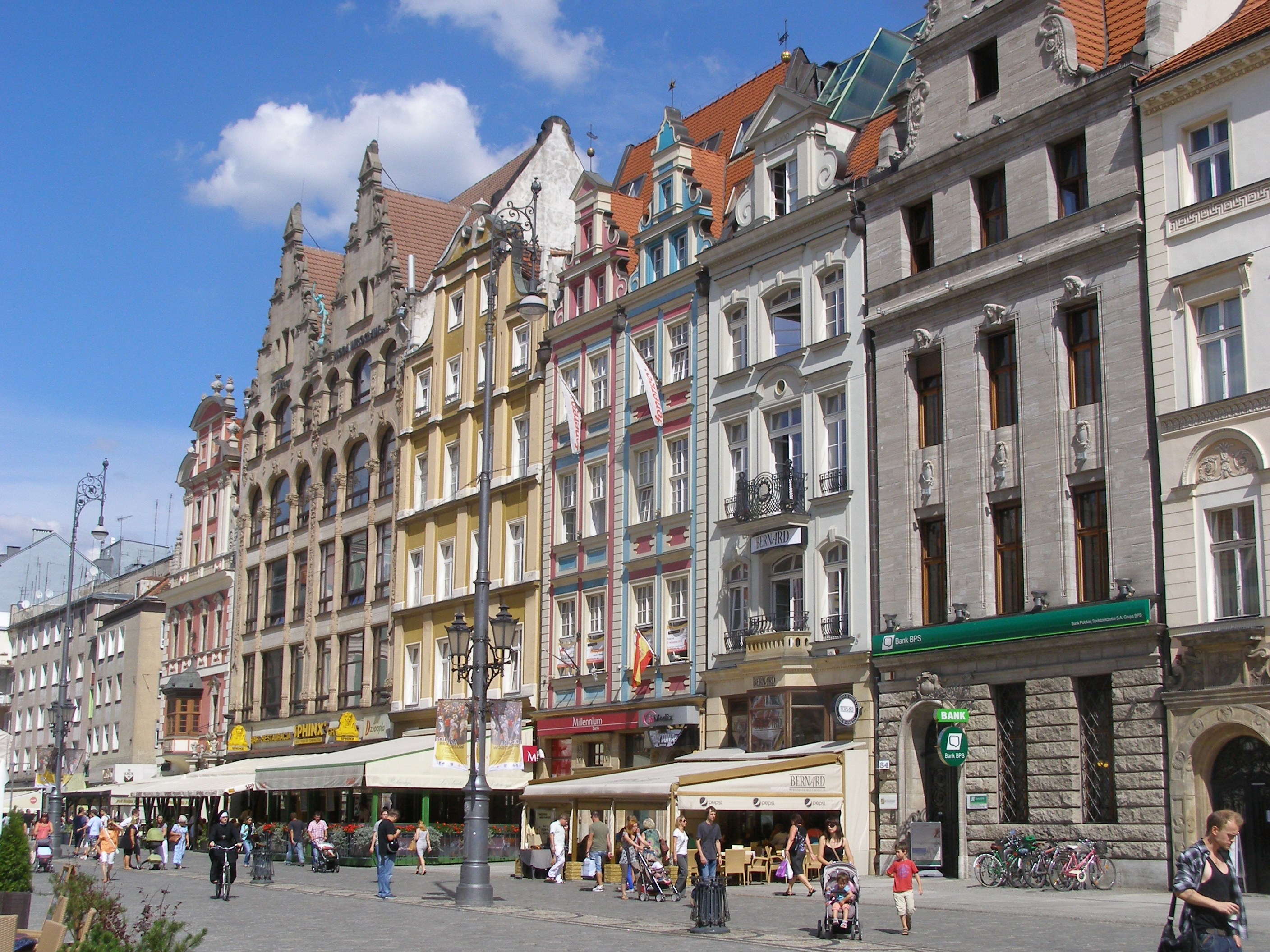
Východní strana Rynku

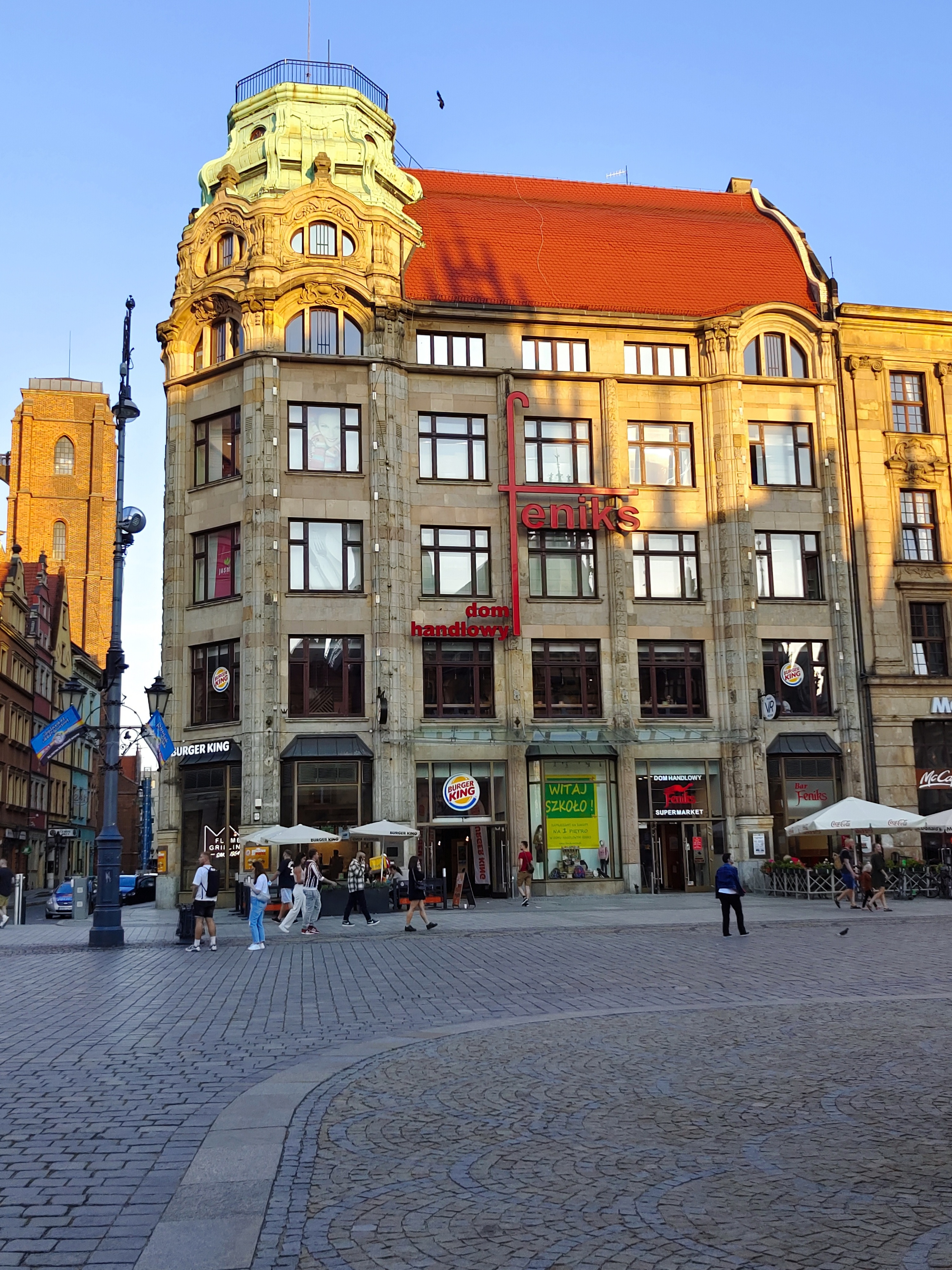
Rynek č. 31-32 (Feniks)

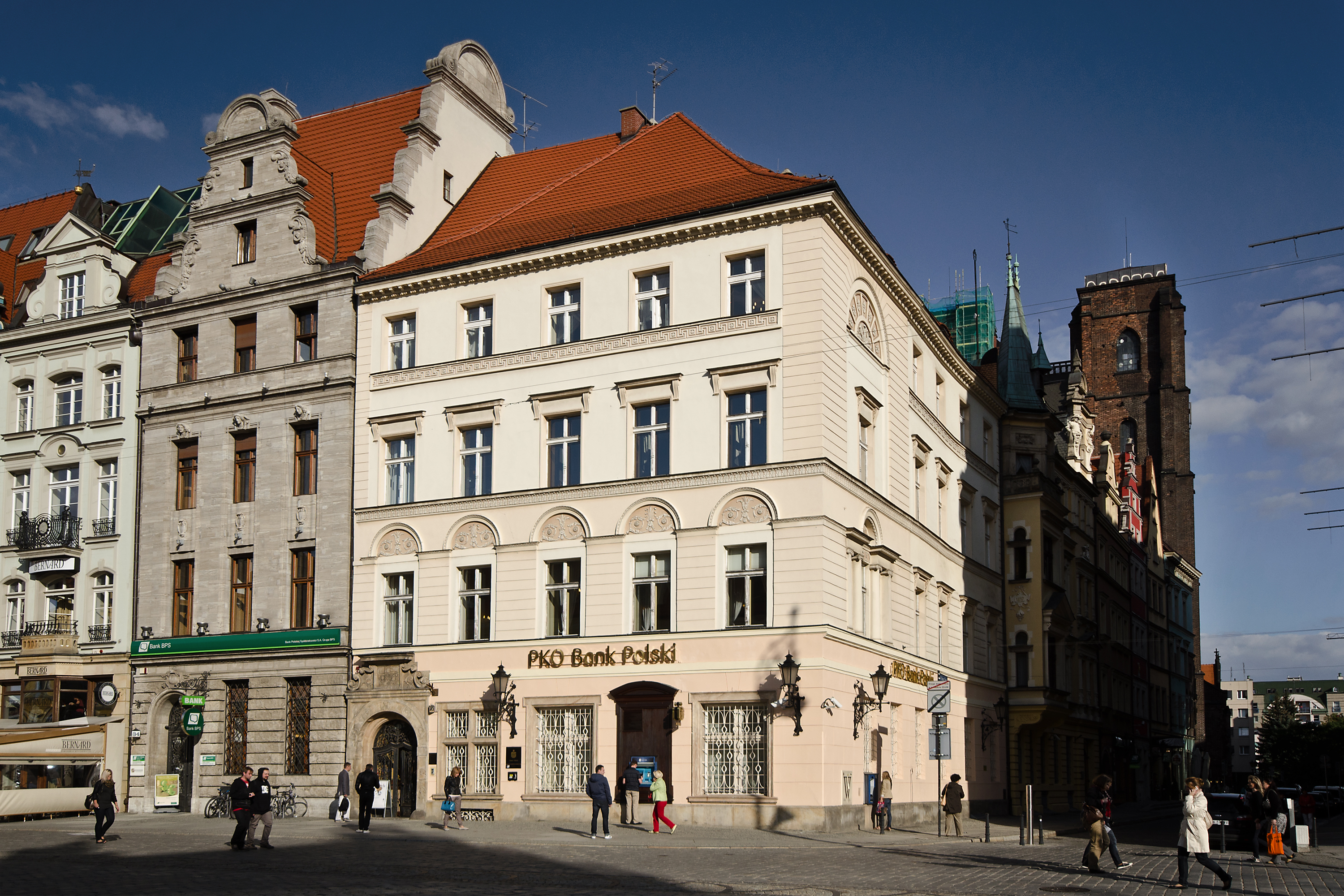
Rynek č. 33

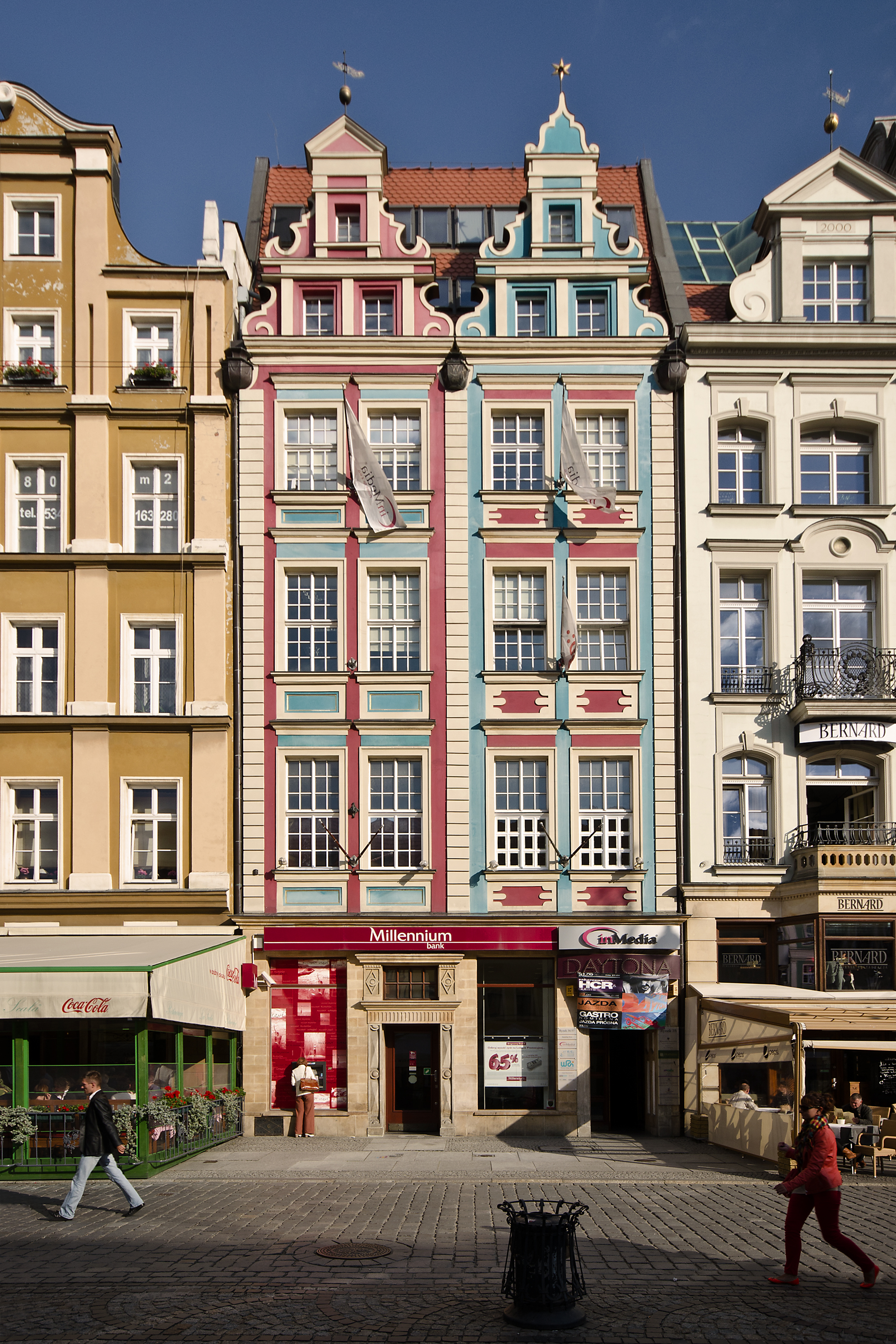
Rynek č. 36–37

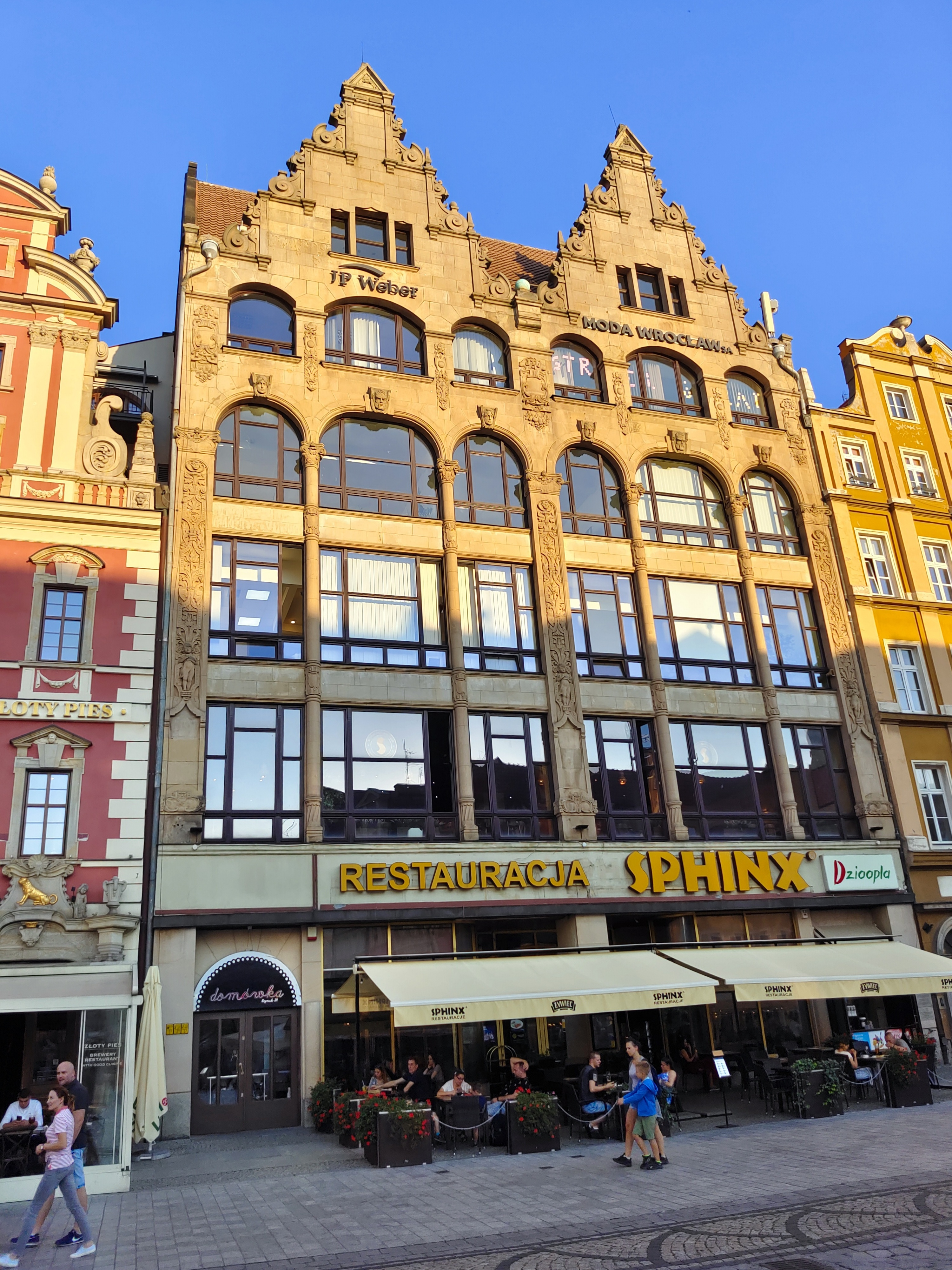
Rynek č. 40

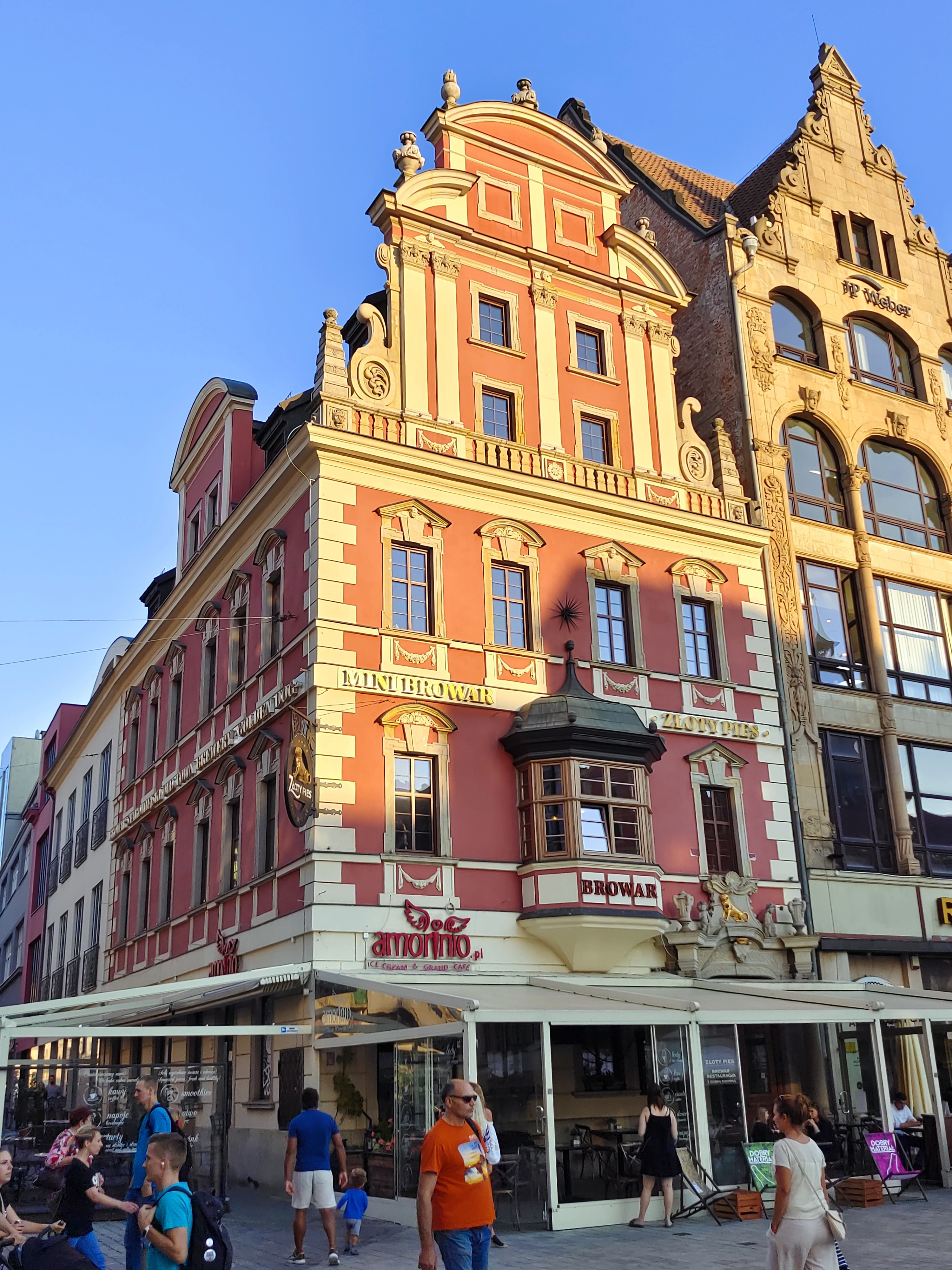
Rynek č. 41 (U Zlatého psa)

Východní stranu protíná ulice Kurzy Targ, která spojuje Rynek s ulicí Szewska a vznikla jako spojnice Rynku s kostelem svaté Marie Magdalény. V nejnovějším archeologickém výzkumu Roland Mruczek dokazuje, že tato ulice, na rozdíl od toho, co předpokládali dřívější badatelé (Czerner, Eysymontt), nebyla založena ve stejném období jako Rynek, ale vznikla o několik desítek let později (v polovině 13. století). Na počátku 13. století byla mezi domy č. 32 a 33 (mírně před frontovou linií) budova neznámého účelu a tvaru. Poté, téměř na stejném místě, byla postavena dřevěná, hrázděná stavba, 6 m dlouhá budova s podsklepením. Za ní byla postavena užitková budova postavená také v hrázděné konstrukci, dlouhá přibližně 7–8 m a zahloubena do hloubky 1,4 m. Budova krátce po postavení vyhořela. Před hlavním domem, stojícím mezi pozemky č. 32 a 33, byla přibližně 6,5 m západně od čelní linie postavena budova s komerční funkcí, přibližně 4,35 m dlouhá a zahloubena do hloubky 0,3 m. Za přístavkem byly další dvě dřevěné konstrukce. Všechny budovy shořely současně. Po roce 1223 byla na konci dnešní ulice Kurzy Targ postavena další budova s verandou, širokou 2,8 m. V polovině 13. století se začala budovat dřevěná cesta spojující Rynek s ulicí Szewska.
Rohové domy č. 33 a č. 41 („Pod Złotym Psem“) patří k nejstarším domům na této straně Rynku a jejich stavba sahá až do konce 13. století. Zbývající domy byly postaveny ve 14. a 15. století. Během renesance, v roce 1523, prošel dům č. 29 („Pod Złotą Koroną“) důkladnou rekonstrukcí. Budova, pravděpodobně díky italskému staviteli Vincenzio da Parmataro, získala architektonické rysy lombardského počátku renesance. V té době byla postavena dvoudílná budova na půdorysu protáhlého obdélníku s vnitřním nádvořím. Nárožní křídlo sousedící s Rynkem mělo čtyři podlaží se dvěma okny a s průchozí vstupní halou uprostřed, šestiosou fasádou z Rynku a tříosou fasádou z jihu. V roce 1713 proběhla zásadní rekonstrukce v nejstarším domě v této části Rynku, v domě č. 41 („Pod Złotym Psem“), která mu poskytla barokní vzhled s původně jedním a poté dvoupodlažním arkýřem, zastřešeným ve své ose střechou ve tvaru cibule. Koncem 18. století se fasády některých domů začaly přizpůsobovat novému klasicistnímu stylu. Tento proces začal fasádami domů č. 42 a 58 a v roce 1794 byl přestavěn druhý nejstarší dům č. 33 na východní straně. Jeho projektantem byl Carl Gotthard Langhans. Čtyřpodlažní budova získala charakteristické široké rustikální pruhy v úrovni přízemí a užší v dalších patrech. Ve třetí čtvrtině 19. století došlo k přestavbě nebo výrazným změnám vzhledu fasády mnoha domů, včetně domů č. 32, 38 a 40. Fasády dostaly neorenesanční podobu - zejména se tím vyznačuje arkýř s věžičkou v domě č. 32. Z tohoto období přestaveb domů vyzdvihuje Olgierd Czerner návrh fasády domu č. 34. Byla navržena v roce 1866, měla novorománsko-novogotický styl, a odkazovala na architekturu 13. století. Dům měl mít tři patra, přičemž čtvrté patřilo štítové zóně. Strany štítu měly odkazovat na románsko-gotickou architekturu v Lombardii. Tento projekt ale nebyl realizován. V letech 1876–1895 byly zbořeny domy č. 31 a 35 a na jejich místě postaveny novobarokní domy. V roce 1884 byla na arkýři domu č. 41 provedena nástavba. Na přelomu 19. a 20. století, kdy se začaly používat ocelové konstrukce, byly zbořeny domy č. 29, 30, 31 (opět), 32, 34, 36, 37, 39 a 40. Na místě domů č. 31 a 32 byl v roce 1904 postaven největší obchodní dům ve Vratislavi, „Obchodní dům Gebrüder Barasch“. V té době byly nemovitosti č. 36 a 37 sloučeny pro potřeby nového obchodního domu „Gerson Fränkel“ a na místě domů č. 39 a 40 byl postaven obchodní dům „Louis Lewy“. Ve stejném období byly přestavěny fasády domů č. 30 a 34, které získaly novobarokní podobu a v roce 1896 byl renesanční portál, dříve umístěný na nádvoří budovy, přesunut na fasádu domu čp. 33.
V roce 1945 bylo zničeno na této straně Rynku několik domů: č. 36/37, 35 a 41, domy č. 29, 39 a 40 vyhořely. V roce 1950 byly domy č. 36/37 přestavěny jako první ze všech domů na Rynku. Dům č. 29 byl přestavěn v letech 1957–1960. Jeho projektantem byli Zbigniew Politowski a Stanisław Zakrzewski. Budova byla přestavěna tak, aby připomínala dům z doby před rokem 1906, s podkrovím a renesančním portálem přesunutým z domu č. 28 na ulici Kazimierza Wielkiego. Po roce 1956 byl zrekonstruován dům č. 38.
Domy na východní straně:
- Dům na Rynku č. 29 - „Pod Złotą Koroną“ (U Zlaté koruny)
- Dům na Rynku č. 30 - „Stary Ratusz“ také „Pod Polskim Królem“, „Pod Królem Augustem“ (Stará radnice také U polského krále, U krále Augusta)
- Dům na Rynku č. 31–32 - Družstevní obchodní dům - „Feniks“
- Dům na Rynku č. 33
- Dům na Rynku č. 34 - „Pod Złotą Gwiazdą“ (U Zlaté hvězdy)
- Dům na Rynku č. 35
- Dům na Rynku č. 36-37
- Dům na Rynku č. 38
- Dům na Rynku č. 39–40
- Dům na Rynku č. 41 - „Pod Złotym Psem“ (U Zlatého psa)

### Severní strana
Severní strana zahrnuje domy č. 42–60. Dříve byla označována jako „Strona Targu Łakoci” (Strana Trhu lahůdek, německy Naschmarkt-Seite) a její název se odvíjel od druhu zboží, prodávaného na této straně náměstí (potraviny, ovoce, tuky). Nejstarší stavbou zde je dům č. 52 „Pod Złotą Kotwicą” („U Zlaté kotvy“) a dům č. 43 „Pod Złotym Pelikanem“ („U Zlatého pelikána“) z druhé poloviny 13. století. Ze stejného období pocházejí domy č. 48 a 49, které vznikly rozdělením jedné budovy.

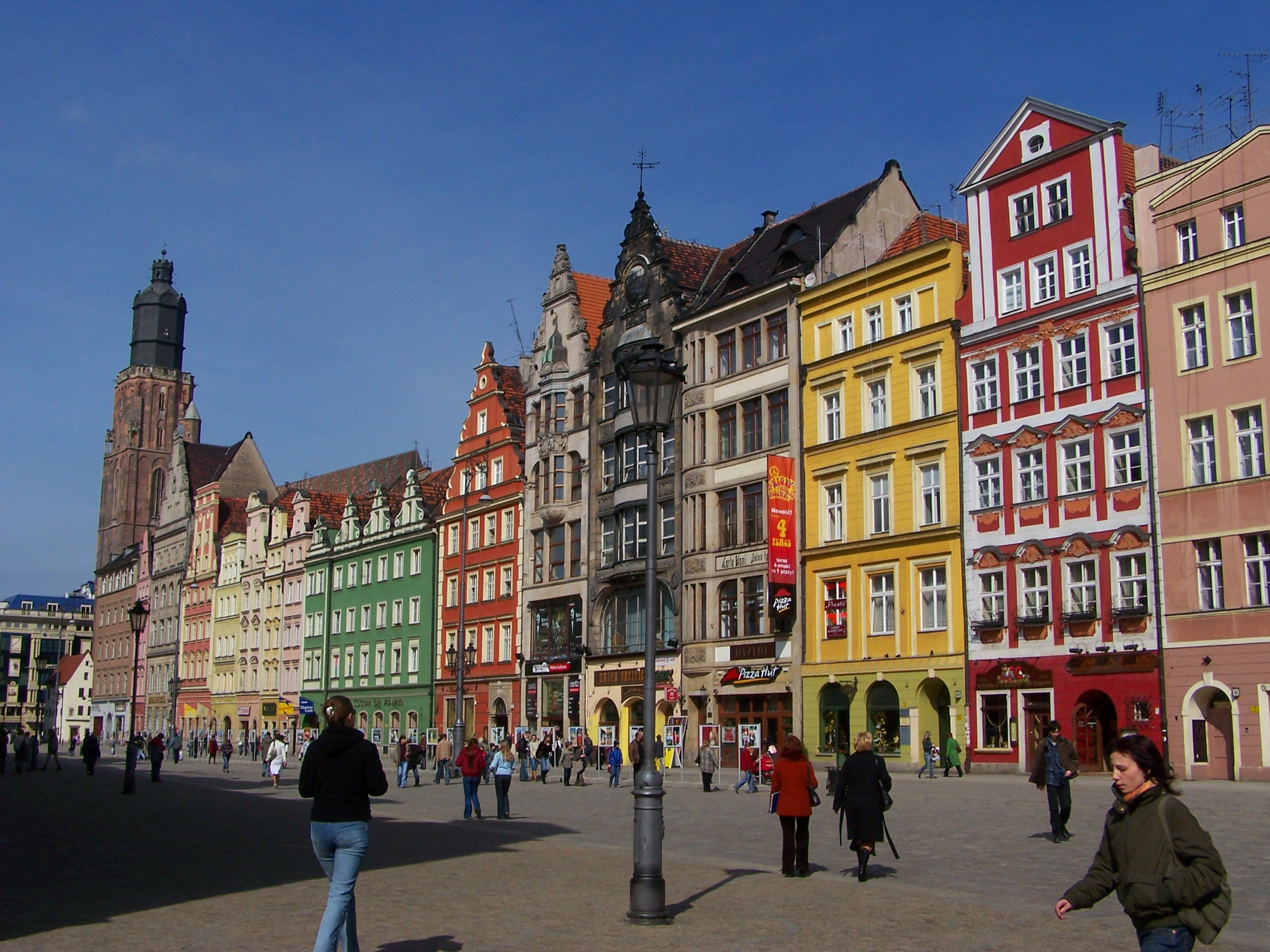
Severní strana Rynku

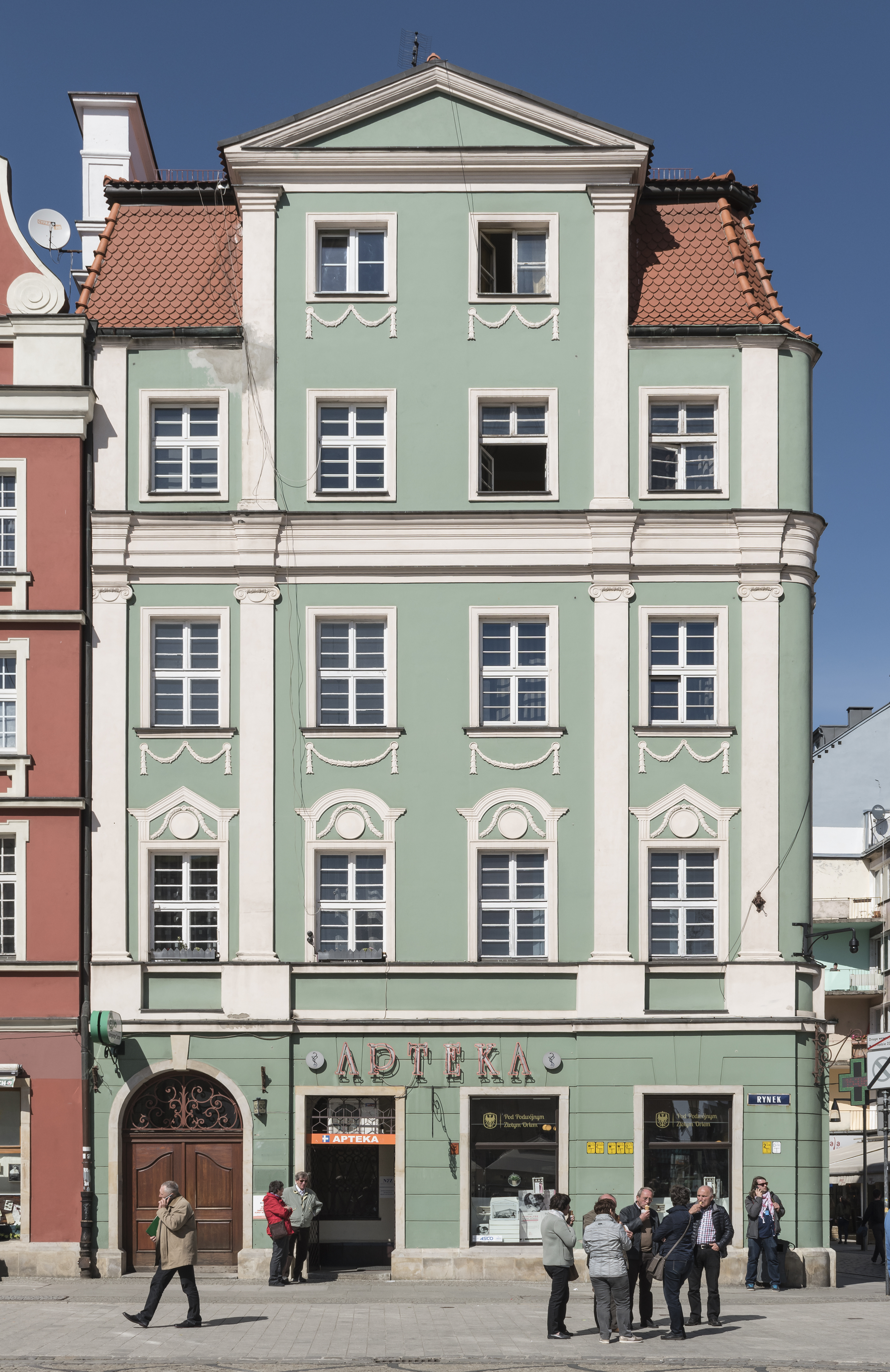
2016 Wrocław, Rynek č. 42/43

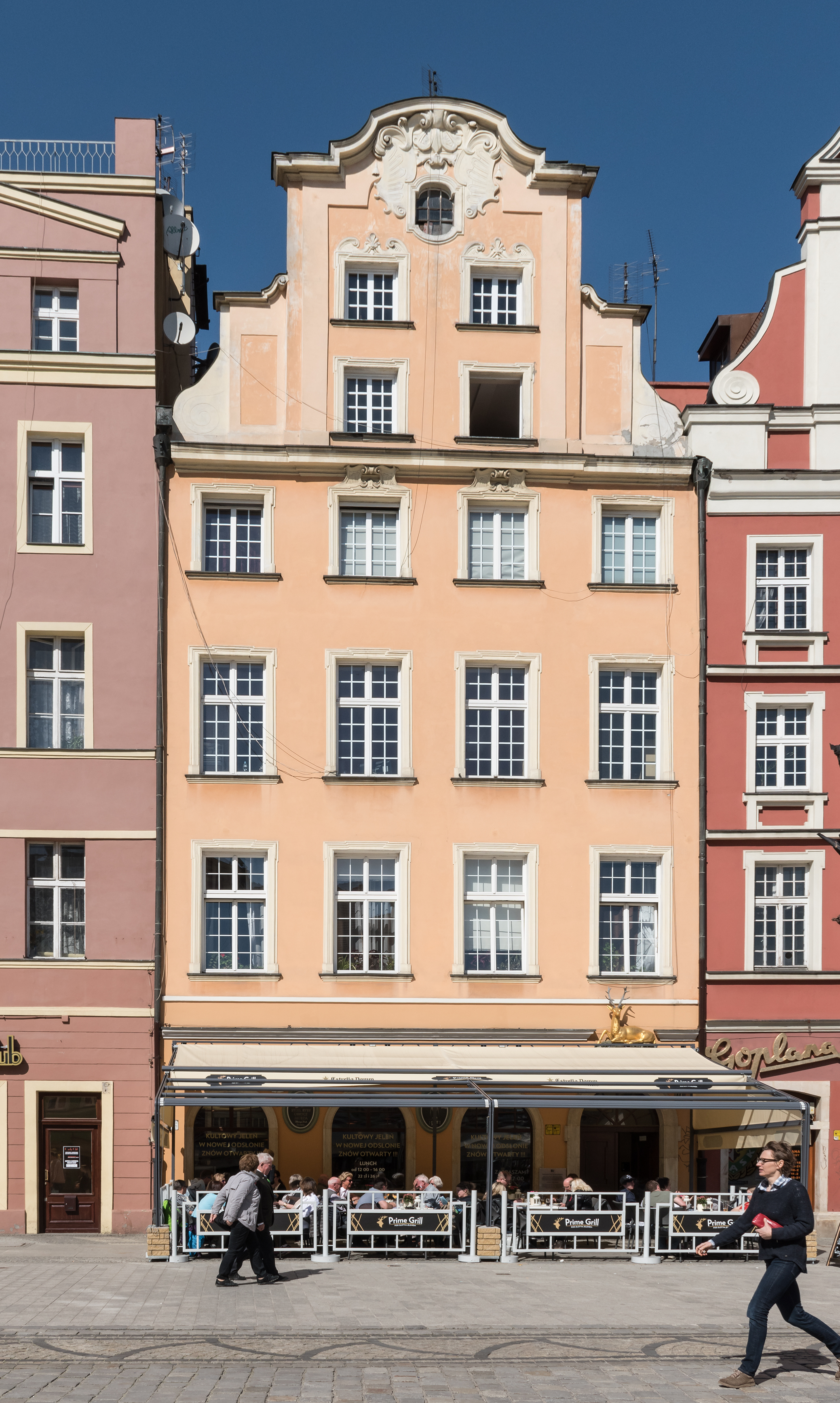
Rynek č. 44 („Pod Złotym Jeleniem“)

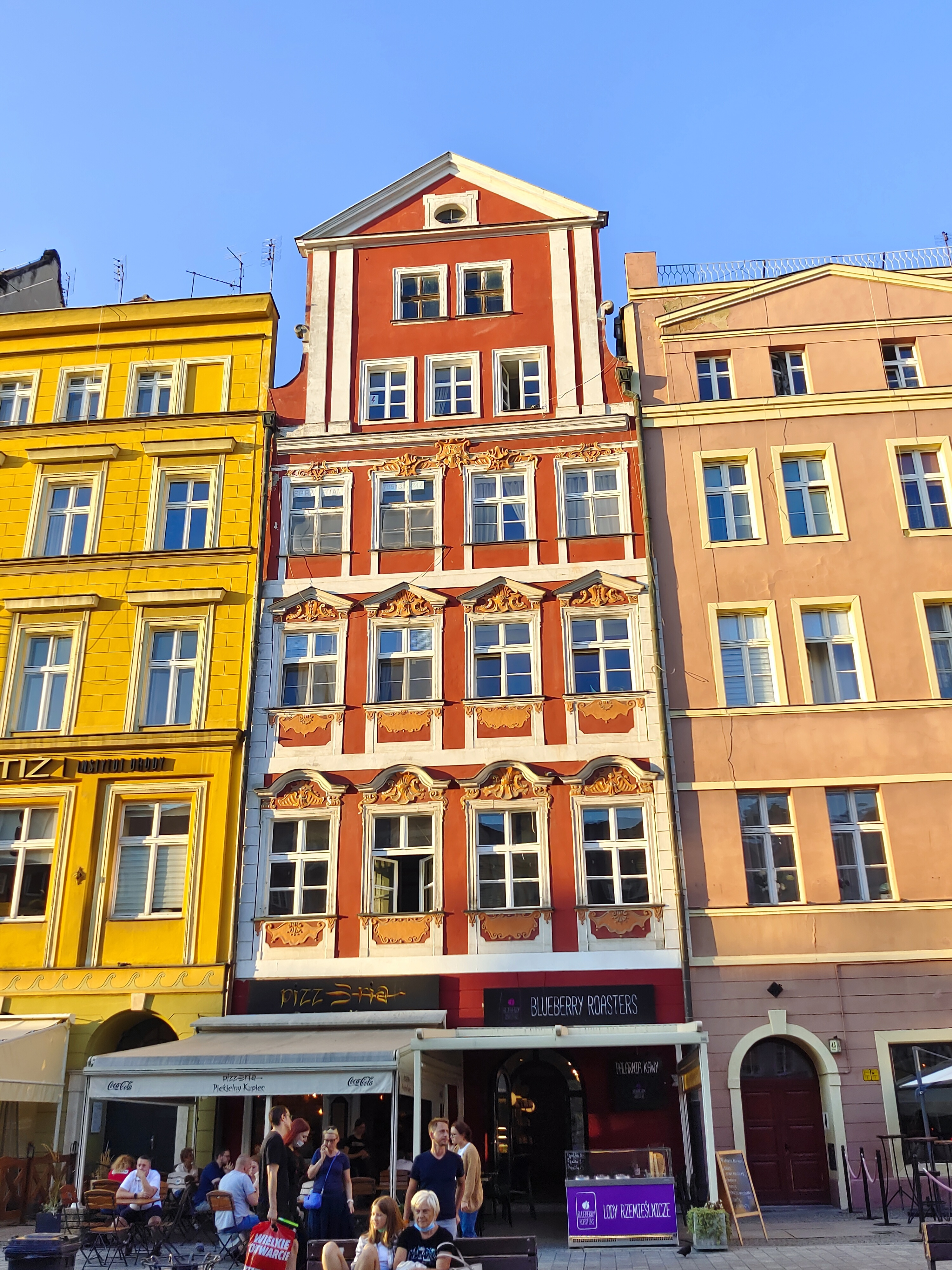
Rynek č. 46

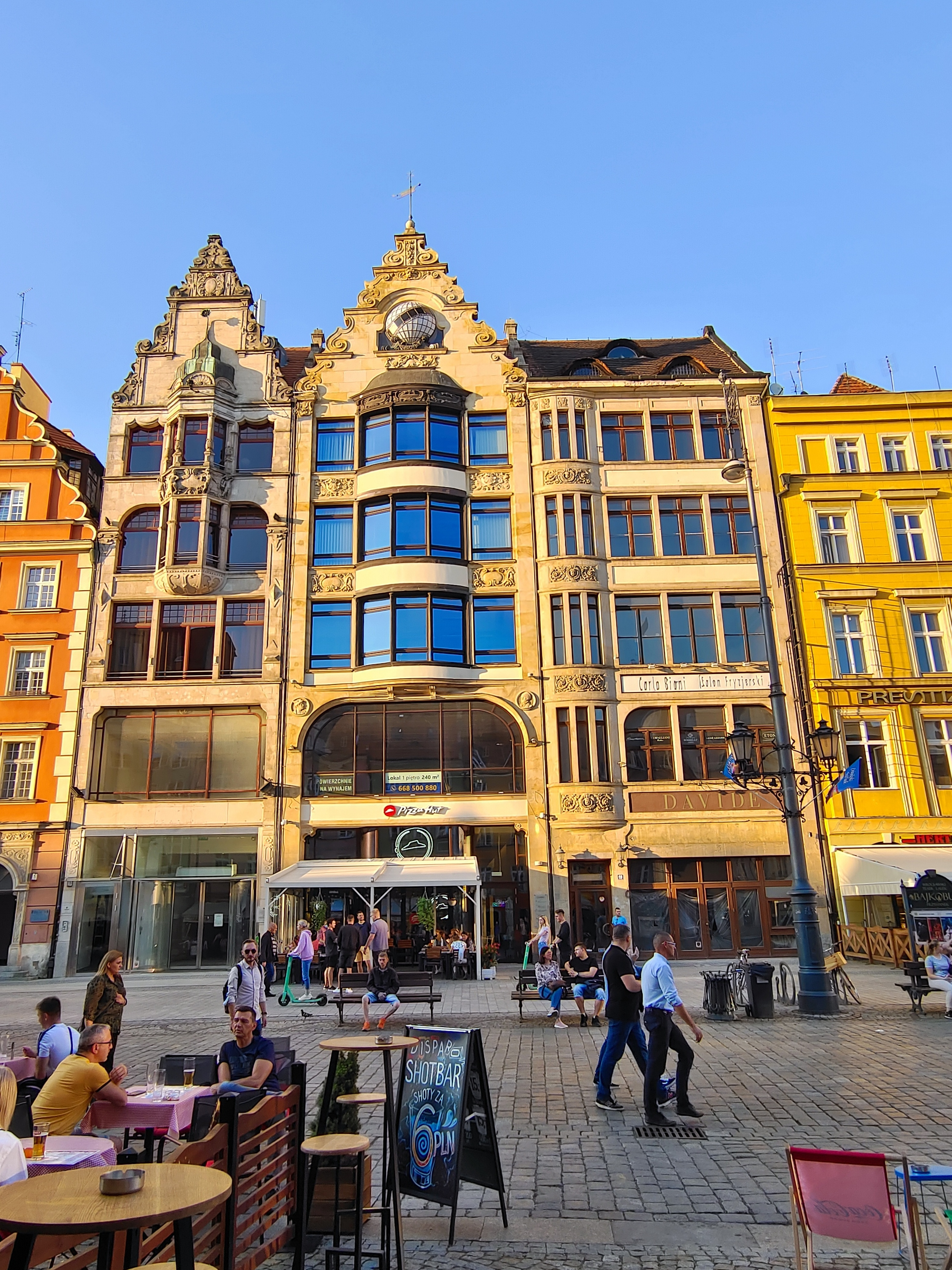
Rynek č. 48, 49, 50

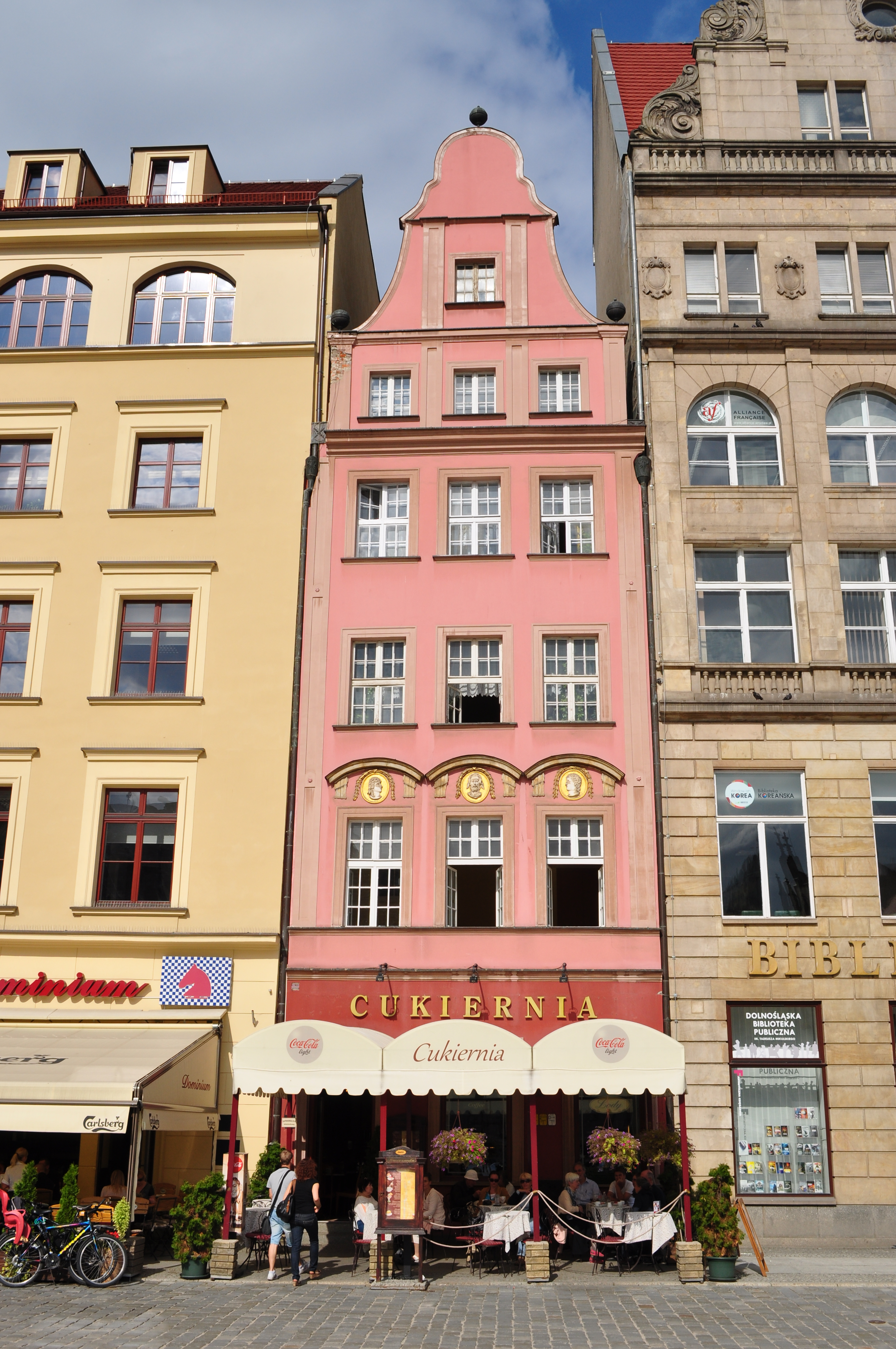
Rynek č. 59

Dispozice místností v domě č. 52 byla podobná jako v domě č. 8. Jedna místnost měla rovný strop a vedle ní byla druhá, o 1/3 menší s klenbou. Dům byl postaven pravděpodobně ve druhé polovině 13. století. V polovině 14. století byla z velké místnosti oddělena menší a přidána zadní, užší přístavba. Z konce 13. století pocházejí domy č. 48 ("Pod Głową św. Jana“), č. 49, č. 58 („Pod Złotą Palmą“), dům č. 59 („Pod Czarnym Orłem“) a dům č. 60. Zbývající domy byly postaveny ve 14. a 15. století. Jedním z nejužších domů na Rynku byl dům č. 55, měl dvě okenní osy zakončené dvoupatrovým štítem. V roce 1672 dostala fasáda domu č. 46 novou, barokní podobu a také jeho interiéry byly přestavěny v barokně-klasicizujícím stylu. Klasicistní podoby byly poprvé použity v roce 1775 při rekonstrukci fasády domu č. 42 („Pod Złotą Trójcą Świętą“, také znám pod názvy „Pod Trójcą Świętą“, německy Dreifaltigkeit nebo „Apteka pod Podwójnym Złotym Orłem“). Tehdy dostal podobu třípodlažního domu s dvoupodlažním podkrovím, krytým mansardovou střechou. Dalším domem přestavěným v tomto stylu byl dům „Pod Złotą Palmą” (v roce 1780). Ve třetí čtvrtině 19. století, v důsledku stále bohatší skupiny majitelů domů, získajících své finanční postavení na rozvíjejícím se průmyslu a obchodu, bylo mnoho domů přestavěno nebo se výrazně změnil vzhled jejich fasády. Byly mezi nimi domy č. 45, 47, 49, 51, 57 a 60. Rekonstrukce zaměřené na rozšíření komerčních prostor v přízemí se nesly v duchu novorenesance. V letech 1876–1895 byly zcela zbořeny domy č. 43, 48 a 52. Na jejich místě byly postaveny domy v novorenesančním (č. 48) nebo v eklektickém stylu (domy č. 43 a 52). Na přelomu 19. a 20. století se začaly používat ocelové konstrukce, které umožňovaly stavbu budov s tenkými stropy a velkými okenními otvory. V tomto období byly zbourány domy č. 50, 56 a 57 a opětovně domy č. 48 a 49. Fasáda domu č. 48 („Pod Głową św. Jana”) byla změněna v duchu akademické moderny. Projektantem, podobně jako domů č. 48 a 49, byla kancelář Schlesinger & Benedict.
Během Druhé světové války, v roce 1945, byly na severní straně zcela zničeny domy č. 51, 55, 56 a 57 a štíty domů č. 44, 53 a 54, domy č. 42 a 43 vyhořely. V letech 1952–1953 byl pod dohledem architekta Emila Kaliskiho připraven projekt rekonstrukce domů č. 42 a 43 a v letech 1954–1955 byla provedena jejich rekonstrukce. V roce 1953 připravil architekt Witold Skowronek projekt rekonstrukce domu č. 44 a Edmund Małachowicz rekonstrukci domu č. 51. V roce 1955 byly, ve varšavské kanceláři Ateliér památkové péče, pod dohledem architekta Jacka Cydzika, připraveny plány na rekonstrukci domů č. 53–57 [110]. Po roce 1956 byly budovy kompletně zrekonstruovány (domy č. 45, 46, 47, 59) nebo byly znovu zbourány a přestavěny (dům č. 52).
Domy na severní straně:
- Dům na Rynku č. 42 - „Pod Złotą Trójcą Świętą“ - také „Pod Trójcą Świętą“ (U Zlaté Nejsvětější Trojice nebo také U Svaté trojice)
- Dům na Rynku č. 43 - „Pod Złotym Pelikanem“ (U Zlatého pelikána)
- Dům na Rynku č. 44 - „Pod Złotym Jeleniem“ (U Zlatého jelena)
- Dům na Rynku č. 45
- Dům na Rynku č. 46
- Dům na Rynku č. 47 - „Szwedzka Sień“ (Švédská síň)
- Dům na Rynku č. 48 - „Pod Głową św. Jana“ (U hlavy sv. Jana)
- Dům na Rynku č. 49
- Dům na Rynku č. 50
- Dům na Rynku č. 51 - „Pod Złotym Półksiężycem“ (U Zlatého půlměsíce)
- Dům na Rynku č. 52 - „Pod Złotą Kotwicą“ (U Zlaté kotvy)
- Dům na Rynku č. 53
- Dům na Rynku č. 54 - „Pod Drzewem Morwowym“ (U Moruše)
- Dům na Rynku č. 55
- Dům na Rynku č. 56
- Dům na Rynku č. 57 - „Pod Złotym Pokojem“ (U Zlaté komnaty)
- Dům na Rynku č. 58 - „Pod Złotą Palmą“ (U Zlaté palmy)
- Dům na Rynku č. 59 - „Pod Czarnym Orłem“ (U Černého orla)
- Dům na Rynku č. 60

### Domyaltaristů
Za severozápadním rohem Rynku byl dříve hřbitov obklopující kostel svaté Alžběty, postavený před rokem 1254. Na tomto pozemku, podél ulice Odrzańska a śv. Mikolaja, byly ve středověku postaveny jednopatrové domy pro altaristy. V období baroka a renesance byly přestavěny, propojeny a vznikly nakonec dva domy, které byly v roce 1728 spolu propojeny barokním portálem (původně i s vraty) od architekta Christopha Hacknera. Domy jsou známé pod jménem „Jaś i Małgosia“.

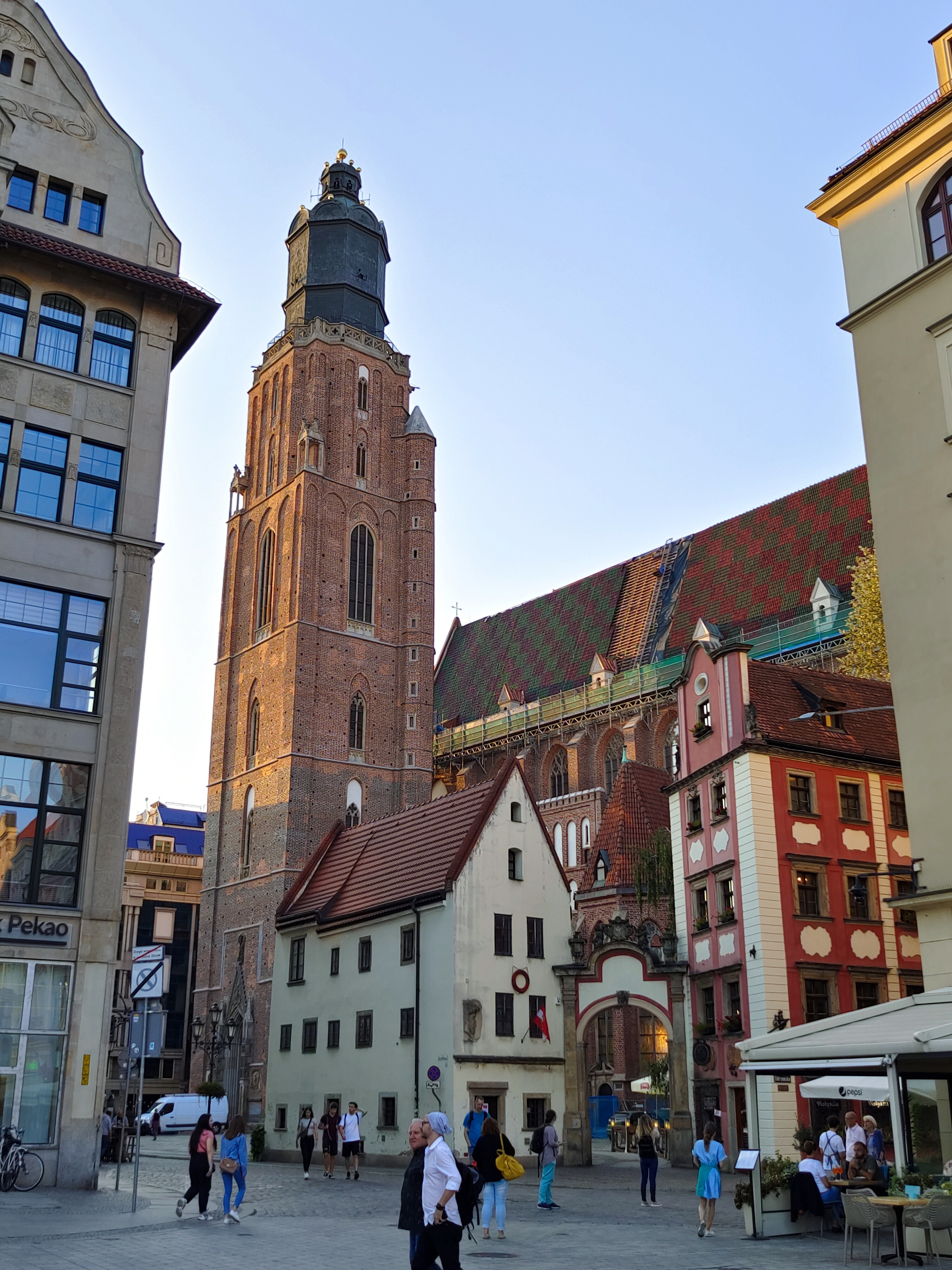
Domy altaristů, v pozadí kostel sv. Alžběty

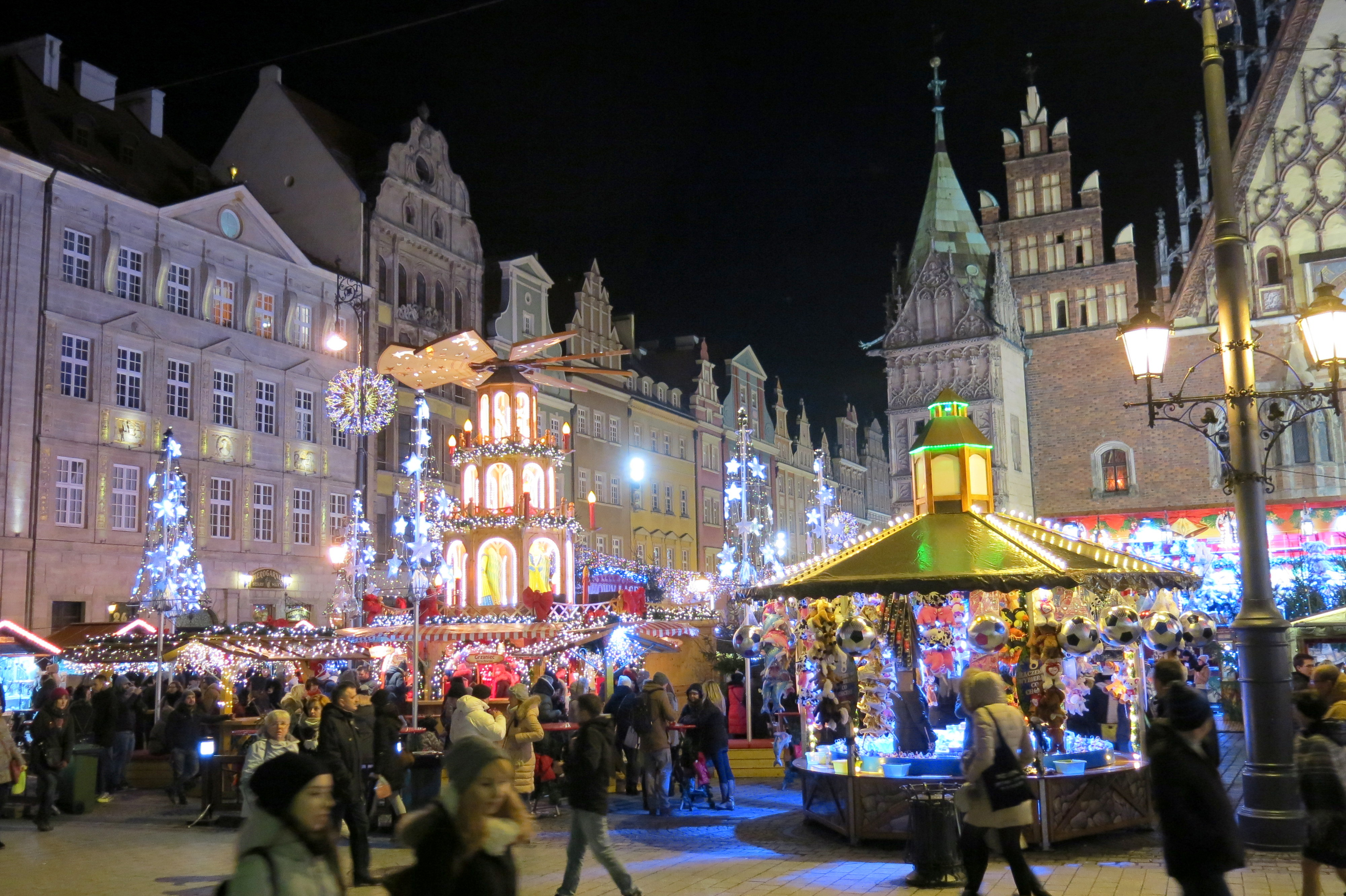
Adventní trh na Rynku

## Obchod na Rynku

### Trhy a drobný obchod na trhu
Nejstarší kupecké stánky, nalezené při archeologickém průzkumu, byly umístěny v jižní části západní strany a stály rovnoběžně s ní. Pocházely z konce 13. a začátku 14. století. Byly 4,5 m dlouhé a jejich stěny byly pravděpodobně tvořeny pomocí kůlů a rámové konstrukce. Podloží bylo zhotoveno z písku a na něm položena podlaha z šindelů nebo oblázků.
V jihozápadním rohu náměstí je stavební linie centrálního bloku tržiště uskočena. Do poloviny 18. století zde byl Rybí trh, kde nejméně od roku 1417 stály stánky prodejců sleďů a solených ryb. V 16. století byl prodej přesunut na Plac Solny (prodej solených ryb) a na náměstí Nowy Targ (prodej sleďů). Kupodivu původní prodejní stánky zůstaly vyznačeny na plánech Rynku až do začátku 19. století. Stánky byly uspořádány vedle sebe ve čtyřech řadách, kolmých na radnici. V roce 1745 byla na tomto místě postavena strážnice a v roce 1788 byla nahrazena novější budovou.
V západní části Rynku byl tzv. Trh s vlnou. Kromě balíků s vlnou tam bylo skladováno importované zboží různého druhu (sledi, olovo, kamenná sůl, kamenec, měď, síra, švestky na vozech nebo v sudech). Na jeho severním konci, poblíž kostela sv. Alžběty, se obchodovalo s veteší a toto místo bylo nazýváno „tendilmarkt“ .
V severní části Rynku byl Trh Łakoci, kde se prodávalo, kromě potravinářských výrobků, také ovoce, tuky, nože a v ústí ulice Więzienna otruby a sádlo. Roh na konci ulic Wojciecha a Kuźnicza se nazýval Medový roh. V této části náměstí se konaly každotýdenní trhy a jarmarky, včetně nejstarších výročních jarmarků. Svatojánský jarmark existoval již od 11. století. Jan Lucemburský založil jarmark v době postní, na kterém mohli obchodníci prodávat zboží osvobozené od cla. V roce 1374 založil Karel IV. jarmark na svátek svaté Alžběty, který se odbýval 19. listopadu. Jarmark na svátek svatého Bartoloměje fungoval od 24. srpna 1412 a na svátek Povýšení kříže od 14. září 1481. Kromě těchto existovalo ještě dalších čtrnáct jarmarků. Na konci ulice Więzienna byl Trh Otrub (od začátku 16. století) a od 17. století Malý trh. V severovýchodním rohu náměstí se prodávaly různé drobnosti, například zrcátka, sponky či hrací kostky.
Nejvíce stánků bylo ve východní části Rynku, kde se nacházeli drobní řemeslníci, kteří nebyli členy cechů (polsky partaczi). Jejich stánky stály ve dvou rovnoběžných řadách, nejblíže ke střední zástavbě náměstí. První zmínky o nich pocházejí již z roku 1309. Před domy č. 36, 37 a 38 stály stánky běličů kůží. Stánky výrobců hřebenů, nožířů a punčochářů stály naproti domům č. 29–32 a na konci ulice Kurzy Targ. Rukavičkáři byli u východu ze Sukiennice. V jihovýchodním rohu náměstí stály stánky jehelníků, obchodníků s nitěmi, kloboukářů, klempířů a kartáčníků. Malé náměstí na konci ulic Oławska a Świdnicka se nazývalo Obilným trhem (také Nároží zrna nebo Roh zrna).
Ulice spojující Rynek s kostelem svaté Marie Magdalény je v dokumentech zmiňována pod jmény Targ Ptasi (ve 13. století nebo Kurzy Targ (od roku 1377  nebo 1396). Nyní to je Kurzy Targ. Prodávalo se zde mléko, zelenina, ovoce, různé pochoutky, cibule, zvěřina, všechny druhy drůbeže, knihy a květiny, což dalo této ulici také jméno Targ Wieńców. Od tohoto názvu se odvodilo i jméno jedné z nejstarších lékáren v Polsku - „Apteka Pod Targiem Wieńców“  (její další názvy: „Apteka Targu Wiankowego“, „Apteka Pod Podwójnym Złotym Orłem“), zmiňovaná již ve druhé polovině 13. století.
V 18. a 19. století obchod na západní a severní straně výrazně poklesl. Stánky a boudy se zde objevovaly pouze u příležitosti dnů, kdy byl trh. Stálé boudy byly v hojném počtu na východní straně, jižně od radnice a u Rybího trhu. Na základě plánu Rynku z roku 1894, zpracovaného H. Markgrafem, bylo v tomto období celkem 320 kupeckých bud a stánků. V průběhu dalších let boudy postupně město kupovalo a likvidovalo. V roce 1934 jich bylo jen 33. Ve 20. století se obchod na Rynku soustředil především do obchodních domů, moderních obchodů a hal tržnic.
V roce 1945 byla značná část domů zbořena nebo vyhořela. V letech 1949–1952 začaly rekonstrukční práce a jejich cílem byla přestavba nebo renovace starých budov převážně pro bytové účely a v přízemí pro služby, s výjimkou tří domů: č. 29, domů ve středu náměstí č. 23–27 a domu č. 7/8. V domech byly zřízeny obchody, restaurace a prostory pro služby. Místnosti v přízemí a v 1. patře domu č. 19 byly vyprojektovány pro potřeby obchodu se starožitnostmi, ale nakonec zde byla zřízena čajovna. V domě č. 8 se zachovalo mnoho gotických prvků a do přízemí bylo umístěno knihkupectví.

### Obchodní domy
Na přelomu 19. a 20. století byly na Rynku zbořeny starší domy a na jejich místě byly postaveny nové, které měly sloužit jako obchodní domy. V té době vzniklo 18 obchodních domů, největší z nich byl obchodní dům „Braci Barasch“ (nyní obchodní dům Feniks).
| Obchodní domy na Rynku v letech 1880–1939 |                                                                 |                       |                |
| Čís.                                      | Obchodní domy                                                   | Adresa                | Rok založení   |
| 1.                                        | Geschäftshaus Ludwig Wittemberg & Co                            | Rynek č. 1            | 1907           |
| 2.                                        | Geschäftshaus Philippi                                          | Rynek č. 12           | 1904           |
| 3.                                        | S.L. Landsberger                                                | Rynek č. 20           | 1906           |
| 4.                                        | Geschäftshaus Menzel & Sohn                                     | Rynek č. 21           | 1928           |
| 5.                                        | Warenhaus Klausner                                              | Rynek č. 22           | 1902           |
| 6.                                        | Haus Zum Grünen KürbisGeschäftshaus Schäffer                    | Rynek č. 23           | 1910           |
| 7.                                        | Geschäftshaus Stein & Koslowsky, Geschäftshaus Herz und Ehrlich | Rynek č. 25           | 1906 1920      |
| 8.                                        | Goldener Becher                                                 | Rynek č. 27–28        | 1913           |
| 9.                                        | Goldene Krone                                                   | Rynek č. 29           | 1904           |
| 10.                                       | Geschäftshaus Gersona Fränkla                                   | Rynek č. 36–37        | 1896           |
| 11.                                       | Geschäftshaus Louisa Lewy’ego                                   | Rynek č. 39–40        | 1904           |
| 12.                                       | Geschäftshaus M. Fischhoffa                                     | Rynek č. 43           | 1890           |
| 13.                                       | Trautner                                                        | Rynek č. 49           | 1901           |
| 14.                                       | Geschäftschaus Hünert                                           | Rynek č. 50           | 1903           |
| 15.                                       | Wohn-und Geschäftshaus Levy jr.„Marcus, Der grosse Bazar”       | Rynek č. 51           | 1887 1908–1909 |
| 16.                                       | Geschäftshaus Cassel & Goldberg                                 | Rynek č. 58           | 1905           |
| 17.                                       | Sächsische HausWarenhaus Gebrüder Barasch                       | Rynek č. 31–32        | 1856 1903      |
| 18.                                       | Henel und Fuchs                                                 | Rynek-Ratusz č. 25–27 | 1901           |

### Bankovní instituce
První bankovní instituce ve Vratislavi byly založeny již ve středověku. Byly to obvykle expozitury kupeckých domů, obchodních domů nebo společností obchodně-bankovních. Ve Vratislavi nabyla na významu vratislavská komoditní burza umístěná v budově Cechu obchodníků. Do konce 17. století měla většina bankovních institucí sídlo v soukromých domech nebo městských palácích. V 19. století začala výstavba samostatných veřejných budov jako sídel bank. Do 50. let 19. století fungovaly ve Vratislavi dvě veřejné banky - Bank Królewski (založena v roce 1765) a Ziemstwo Śląskie i několik bankovně-obchodních společností. V té době byla činnost bank omezena na depozitní a směnárenskou činnost. Většina bank byla soustředěna na Rynku a v sousedních ulicích: Karola Szajnochy, Pławska, Świdnicka a Wita Stwosza. V domech poblíž Rynku mělo do roku 1945 sídlo deset bankovních institucí.
Po roce 1945 měly nebo mají na Rynku svá sídla tyto kanceláře nebo pobočky: Bank Zachodni WBK, od roku 2018 Santander Bank Polska S.A. v domě č. 9/11, Powszechna Kasa Oszczędności a poté PKO Bank Polski S.A. v domě č. 33 (v bývalém domě banky Bankhausu Ernst Heimann) a Bank Polskiej Spółdzielczości S.A. (Rynek č. 34), Bank Pocztowy S.A. - Půjčky a pojištění (Rynek č. 28) a Banka PKO S.A. (dříve Hypo-Bank Polska S.A.) v domě Rynek č. 1.
| Bankovní domy na Rynku |                                                                  |                  |                        | |
| Čís.                   | Banka                                                            | Adresa           | Rok založení           | Historie |
| 1.                     | Städtliche Sparkasse Breslau (Miejska Kasa Oszczędności)         | Rynek č. 9/10/11 | 1820                   | Sídlo banky z roku 1837 bylo v nové budově Rynek č. 10/11, postavené po demolici dvou domů, od roku 1931 v nově postavené modernistické budově Rynek č. 9/10/11. Banka Zachodni WBK po roce 1945, Santander Bank Polska S.A. od roku 2018. |
| 2.                     | Bankhaus Perls & Co                                              | Rynek č. 13      | 1903                   | Od roku 1905 zde byla dceřiná banka Schlesische Handels-Bank A.G. (Śląski Bank Handlowy). V domě působila do roku 1920. |
| 3.                     | Bankhaus Max Glitter                                             | Rynek č. 15      | 1924                   | Banka byla založena v roce 1911, její sídlo bylo na Piłsudskiego 63. V roce 1925 se přestěhovala na Rynek č. 15 a obsadila místnosti v přízemí. Banka byla na konci 30. let 20. století uzavřena.                                          |
| 4.                     | Bankhaus Oppenheim & Schweitzer                                  | Rynek č. 26      | od 1870                | V domě byly v roce 1870 v přízemí vyrobeny speciální skříňové výklady pro potřeby banky. V nové budově, postavené v roce 1909, která sloužila jako obchodní dům, měla sídlo banka.                                                         |
| 5.                     | Wohn- und Geschäftshaus Jaffe & Co.                              | Rynek č. 27      | od 70. let 19. století | Sídlo banky v přízemí domu, v roce 1890 se přestěhovala do nové rohové budovy na ul. Świdnicka č. 1/Rynek č. 28 |
| 6.                     | Breslauer Wechslerbank (Wrocławski Bank Wekslowy)/ Dresdner Bank | Rynek č. 28      | 1871                   | Banka původně sídlila na ulici Świdnicka č. 1. V roce 1910 převzala banku Dresdner Bank se sídlem Świdnicka č. 1/Rynek č. 27/28. |
| 7.                     | Bankhaus Gebrüder Guttentag                                      | Rynek č. 29      | 1826                   | Sídlo banky bylo v přízemí budovy. V roce 1904 bylo sídlo přesunuto do ulice Świdnicka č. 3/4. V roce 1913 ji převzala Dresdner Bank. |
| 8.                     | Breslauer Disconto-Bank (Wrocławski Bank Dyskontowy)             | Rynek č. 30      | 1870                   | Původně se nacházelo na rohu ulic Ofiar Oświęcimskich/Gepperta. Od roku 1905 na Rynku č. 30. V roce 1913 převzala banku Darmstädter Bank a od roku 1922 po fúzi existovala jako Danat-Bank, a poté jako Bank für Handel und Industrie.     |
| 9.                     | Bankhaus Ernst Heimann                                           | Rynek č. 33      | 1819                   | Původní sídlo banky bylo umístěno v budově Rynek č. 34 a od roku 1833 v přízemí a prvním patře Rynek č. 33. V současné době je zde sídlo „Powszechna Kasa Oszczędności“ a ze strany Kurzy Targ „Banky Polskiej Spółdzielczości S.A."       |
| 10.                    | Bankhaus Ernst Heimann                                           | Rynek č. 34      | 1819                   | Sídlo banky zde bylo do roku 1833 a poté se přestěhovalo do budovy č. 33. V současné době je zde sídlo Banky Polskiej Spółdzielczości S.A.                                                                                                 |

## Doprava na Rynku
10. května 1840 byl Rynek spojen prvním koňským omnibusem s tehdy příměstskými obcemi Popowice a Szczytniki. Linku provozovala firma Conrada Kisslinga, majitele pivovaru ve Vratislavi a několika hospod, včetně hospody v domě č. 1 na Rynku. 17. listopadu byla zahájena pravidelná linka na trase ze stanice Brama Mikołajska, přes Rynek do stanice Brama Oławska a zpět. V témže roce, v listopadu, byly zavedeny další dvě linky provozované firmou Julius Lange. První spojovala dnešní náměstí Kościuszka přes Rynek se čtvrtí Zatumie, druhá spojila Przedmieście Mikołajskie, Rynek a Przedmieście Oławskie. V roce 1841 byly tyto linky zlikvidovány a jejich návrat se datuje do roku 1862, kdy jezdily na různých tratích až do První světové války. Trvalé spojení Rynku se zbytkem města proběhlo v roce 1877, kdy Vratislavská společnost pouličních železnic (Breslauer Straßen-Eisenbahn-Gesellschaft BSEG) zavedla městské koňské tramvaje.

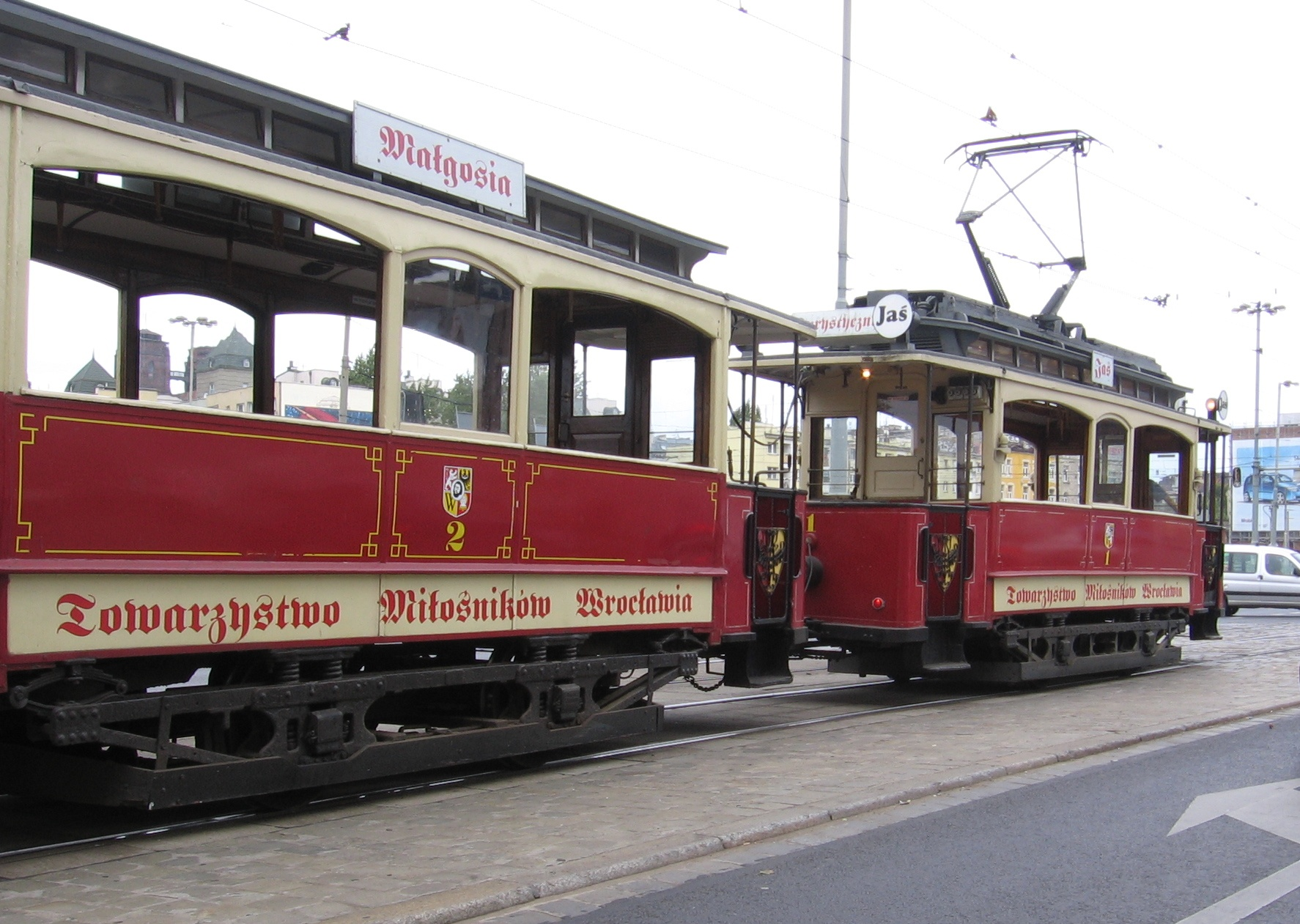
Historické tramvaje (1905)

14. června 1893 (Czerner uvádí datum 1891) zprovoznila společnost AEG na třech tratích první elektrické tramvaje a jedna z nich spojila Rynek se hřbitovem v ulici Grabiszyńska. Ve 20. století vedly koleje kolem vnitřního bloku, po celém obvodu Rynku. V následujících letech byl povrch Rynku z důvodu silných otřesů a hluku nahrazen dřevěnou dlažbou absorbující otřesy. Po První světové válce, kdy silniční doprava nabývala na významu, vznikaly různé projekty na zlepšení komunikace na Rynku a v jeho okolí. Jeden z návrhů H.L. Sierksa předpokládal výstavbu dvouúrovňových dopravních křižovatek v rozích náměstí a vztyčení ramp ve směru východ-západ, obchody na severní a jižní straně měly být zvětšeny a měly zaplnit prostor pod estakádou. Další koncepce předpokládala výstavbu podzemní dráhy spojující Rynek se třemi železničními uzly ve Vratislavi (Dworzec Główny, Dworzec Świebodzki, Dworzec Nadodrzański).
Tramvajové linky procházely Rynkem i po roce 1945. První linka č. 3 byla spuštěna 22. listopadu 1945 a spojovala Rynek s ulicí Legnicka. V roce 1946 bylo zavedeno více spojení mezi Rynkem a dalšími částmi města: linka č. 4 spojila Rynek se hřbitovem na ulici Grabiszyńska, linka č. 5 Rynek z ulicí Krakowska a linka č. 7 měla trasu Rynek–Świdnicka–Powstańców Śl.–Krzyki. V roce 1947 byla zavedena linka č. 12 spojující Rynek se Sępolnem a v roce 1948 linka č. 14 spojila Rynek s Grabiszynkem. V roce 1978 byly všechny tramvajové linky vedoucí přes Rynek přesunuty na ulici Kazimierza Wielkiego.
Od chvíle, kdy se objevila motorová vozidla, mohla tato vjíždět na Rynek. Ulice byly po celém obvodu. Parkoviště pro vozidla, včetně autobusů, bylo na západní straně. Do roku 1973 byla na Rynku, v jeho západní části, také čerpací stanice. Po důkladné rekonstrukci povrchu náměstí, v letech 1995–1997, byla na celém Rynku vytvořena pěší zóna.

## Kulturní zařízení na Rynku

### Muzea
- Muzeum měšťanského umění na Staré radnici, pobočka Městského muzea - Sukiennice 14/15;[159]
- Lékárnické muzeum Lékařské univerzity se nachází na adrese Kurzy Targ č. 4 v domě ze 13. století „Pod Złotym Orłem“,[160] nyní známý pod názvem „Dům slezského lékárníka“;[161]
- Muzeum „Pan Tadeusz“ se nachází v domě č. 6 „Pod Złotym Słońcem“.[162]

### Knihovny
Dolnoslezská veřejná knihovna Tadeusza Mikulskiego sídlí, od roku 1948, v domě č. 58 („Pod Złotą Palmą“).

### Jiné instituce
Centrum kultury a umění ve Vratislavi se nachází na adrese Rynek-Ratusz č. 24.